# Powstanie warszawskie
Powstanie warszawskie (1 sierpnia – 3 października 1944) – wystąpienie zbrojne przeciwko okupującym Warszawę wojskom niemieckim, zorganizowane przez Armię Krajową w ramach akcji „Burza”, połączone z ujawnieniem się i oficjalną działalnością najwyższych struktur Polskiego Państwa Podziemnego. Największa operacja militarna Armii Krajowej. Swoim maksymalnym zasięgiem objęła część lewobrzeżnych dzielnic miasta, niewielki obszar prawobrzeżnej Warszawy, a także Puszczę Kampinoską, Legionowo i okolice Marek. Była to największa bitwa stoczona podczas II wojny światowej przez organizację podziemną z wojskami okupacyjnymi.
Powstanie warszawskie było wymierzone militarnie przeciw Niemcom, a politycznie przeciw ZSRR oraz podporządkowanym mu polskim komunistom. Dowództwo AK planowało samodzielnie wyzwolić stolicę jeszcze przed wkroczeniem Armii Czerwonej, licząc, że uda się w ten sposób wzmocnić międzynarodową pozycję rządu Rzeczypospolitej Polskiej na uchodźstwie oraz powstrzymać realizowany przez Stalina proces podporządkowywania i sowietyzacji Polski. Po wybuchu powstania Armia Czerwona wstrzymała ofensywę na kierunku warszawskim, a radziecki dyktator konsekwentnie odmawiał udzielenia powstaniu poważniejszej pomocy. Wsparcie udzielone powstańcom przez Stany Zjednoczone i Wielką Brytanię miało natomiast ograniczony charakter i nie wpłynęło w sposób istotny na sytuację w Warszawie. W rezultacie słabo uzbrojone oddziały powstańcze przez 63 dni prowadziły samotną walkę z przeważającymi siłami niemieckimi, zakończoną kapitulacją 3 października 1944 roku.
W trakcie dwumiesięcznych walk straty wojsk polskich wyniosły około 16 tysięcy zabitych i zaginionych, 20 tysięcy rannych i 15 tysięcy wziętych do niewoli. W wyniku nalotów, ostrzału artyleryjskiego, ciężkich warunków bytowych oraz masakr urządzanych przez oddziały niemieckie zginęło od 150 tysięcy do 200 tysięcy cywilnych mieszkańców stolicy. Na skutek walk powstańczych oraz systematycznego wyburzania miasta przez Niemców uległa zniszczeniu większość zabudowy lewobrzeżnej Warszawy, w tym setki bezcennych zabytków oraz obiektów o dużej wartości kulturalnej i duchowej.
Powstanie warszawskie uznawane jest za jedno z najważniejszych wydarzeń w najnowszej historii Polski. Ze względu na jego tragiczne skutki, w szczególności olbrzymie straty ludzkie i materialne, kwestia zasadności decyzji o rozpoczęciu zrywu pozostaje nadal przedmiotem debat i intensywnych dyskusji.

## Przyczyny powstania

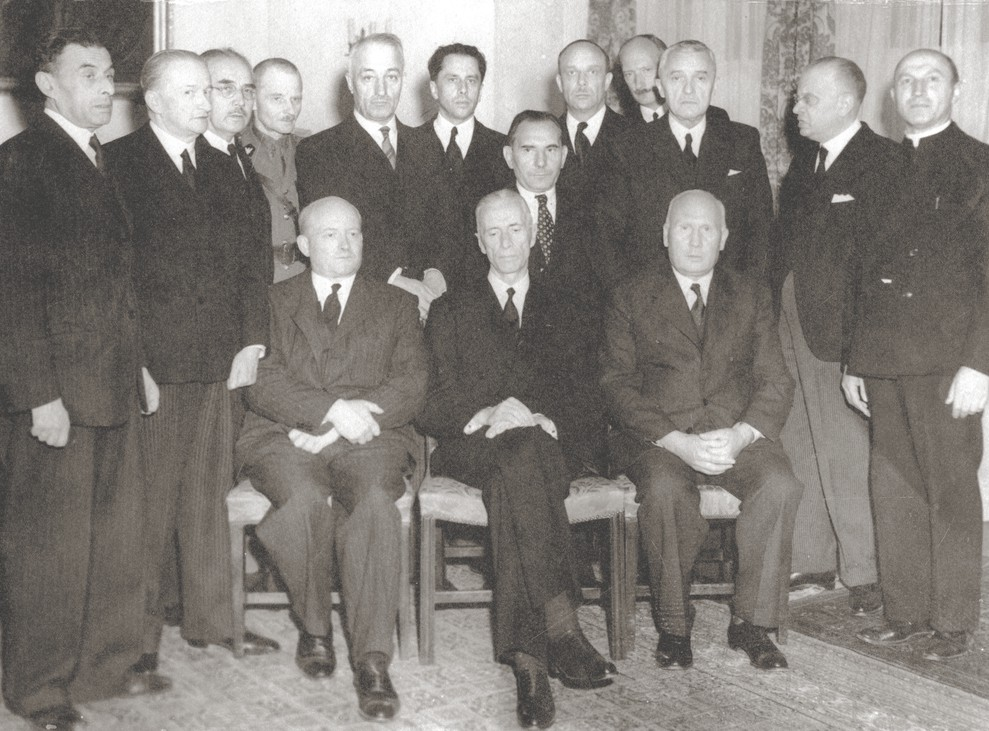
Rząd Stanisława Mikołajczyka. Rok 1944

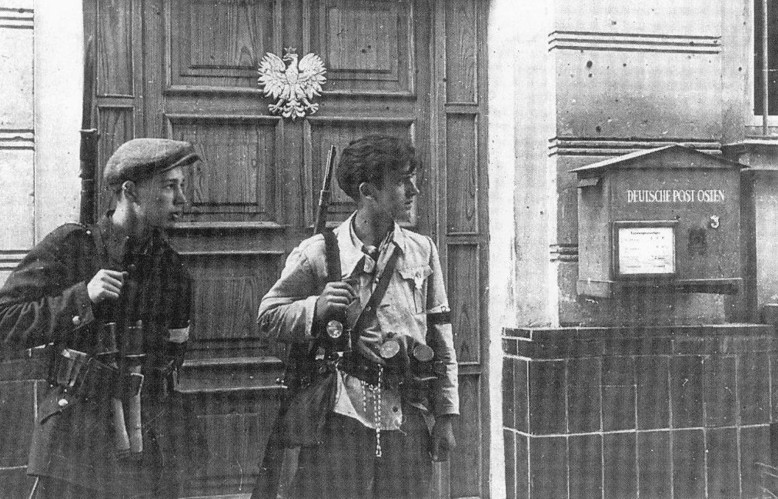
Żołnierze AK podczas akcji „Burza” w Lublinie, lipiec 1944

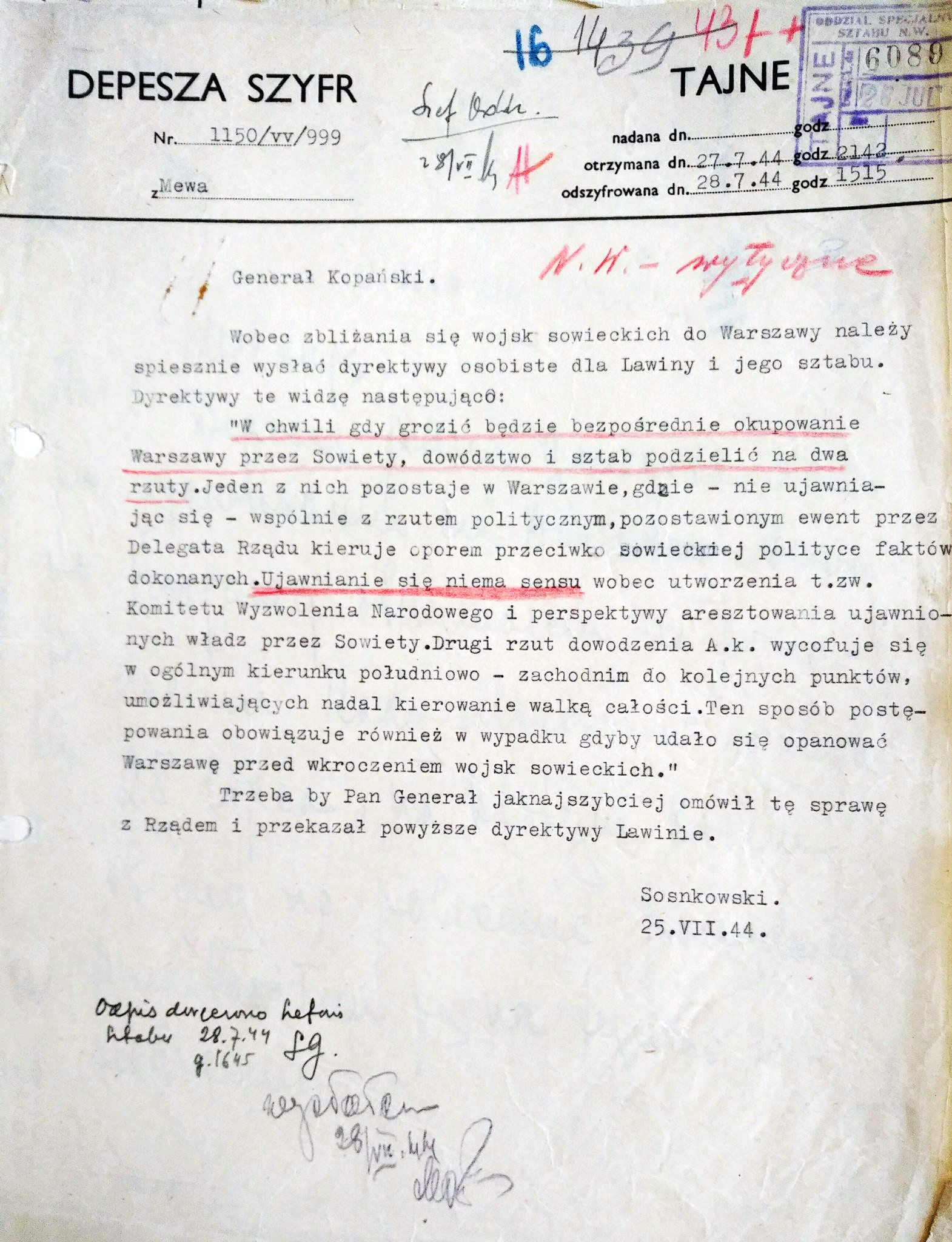
Depesza Naczelnego Wodza gen. Kazimierza Sosnkowskiego z 25 lipca 1944 do szefa sztabu NW gen. Stanisława Kopańskiego z dyrektywami dla dowódcy Armii Krajowej gen. Tadeusza Komorowskiego – „Bora” w związku z utworzeniem Polskiego Komitetu Wyzwolenia Narodowego

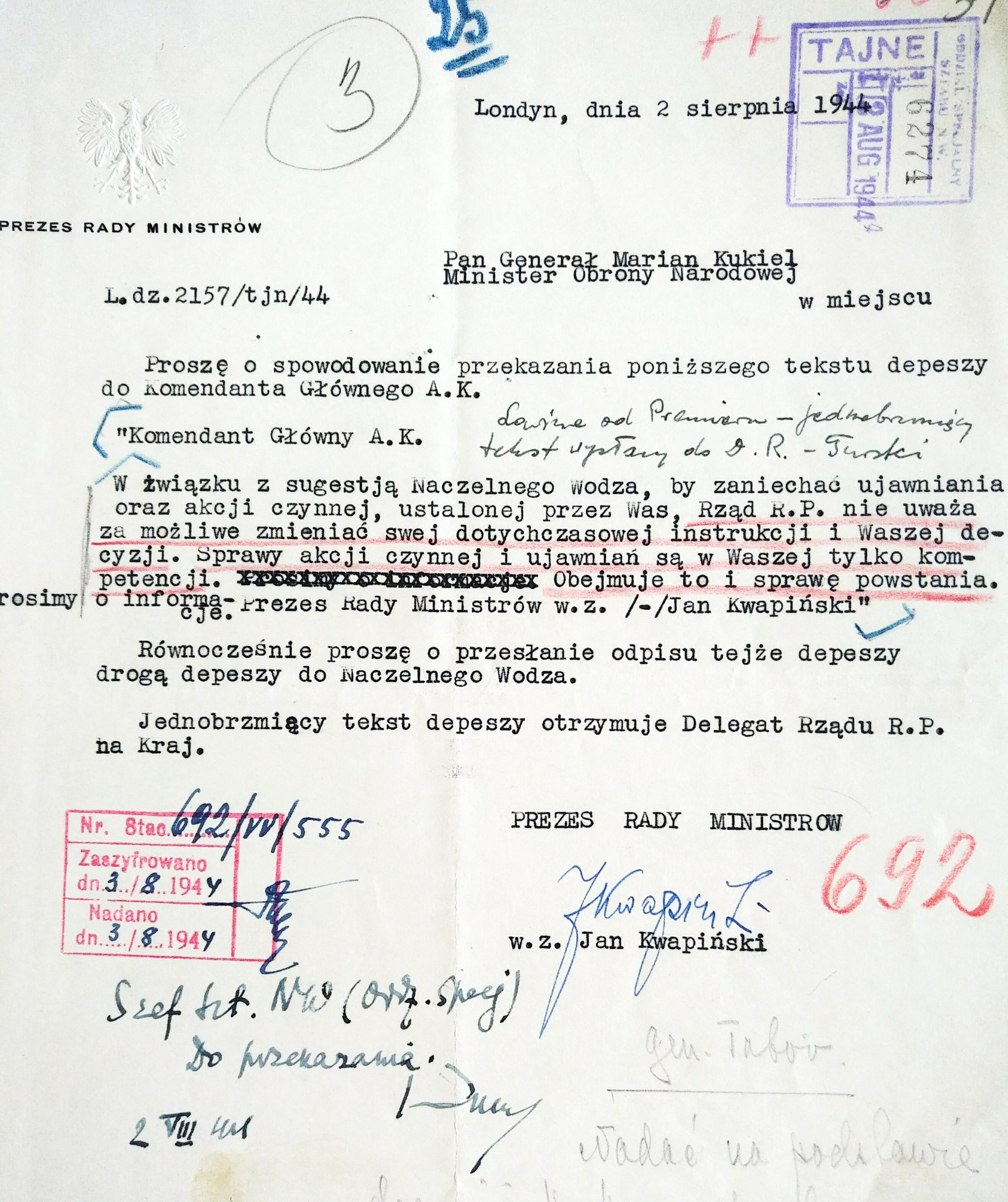
Depesza wicepremiera Jana Kwapińskiego do Komendanta Głównego Armii Krajowej gen. Tadeusza Komorowskiego – „Bora” i Delegata Rządu na Kraj Jana Stanisława Jankowskiego potwierdzająca upoważnienie do podjęcia decyzji o akcji czynnej, ujawnianiu i powstaniu. Londyn 2 sierpnia 1944, przed otrzymaniem informacji o rozpoczęciu powstania 1 sierpnia 1944

Jesienią 1943 stało się jasne, że Polska nie zostanie wyzwolona spod okupacji niemieckiej przez wojska aliantów zachodnich, lecz zajęta przez Armię Czerwoną. Fakt ten niósł za sobą daleko idące konsekwencje polityczne. Kolejne agresywne posunięcia Stalina – zerwanie stosunków dyplomatycznych z Rządem RP na uchodźstwie, kwestionowanie przedwojennej granicy polsko-radzieckiej, inspirowanie ośrodków politycznych konkurencyjnych wobec legalnego rządu RP (Związek Patriotów Polskich, Krajowa Rada Narodowa) – stawiały pod znakiem zapytania nie tylko zachowanie integralności terytorialnej Polski, lecz również jej politycznej niezależności. Rząd RP na uchodźstwie nie mógł w tym zakresie liczyć na skuteczną pomoc ze strony pozostałych członków „wielkiej trójki”, gdyż dla mocarstw anglosaskich (Stany Zjednoczone i Wielka Brytania) absolutnym priorytetem pozostawało utrzymanie ZSRR w szeregach koalicji antyhitlerowskiej. Już podczas konferencji teherańskiej (28 listopada – 1 grudnia 1943) przywódcy „wielkiej trójki” wstępnie uzgodnili, że wschodnia granica Polski z ZSRR zostanie oparta na tzw. Linii Curzona, w zamian za co Polska miała uzyskać rekompensatę terytorialną kosztem Niemiec. Informacje o ustaleniach podjętych podczas konferencji w Teheranie nie zostały jednak przekazane polskiemu rządowi na uchodźstwie. Tymczasem w nocy z 3 na 4 stycznia 1944 w okolicach miasta Sarny na Wołyniu wojska sowieckie przekroczyły przedwojenną granicę Polski.
Początkowo kierownictwo Polskiego Państwa Podziemnego oraz rząd w Londynie zakładały, że w momencie złamania się niemieckiej machiny wojennej oraz dotarcia wojsk Sprzymierzonych do granic Polski, Armia Krajowa rozpocznie zakrojone na szeroką skalę powstanie powszechne. Koncepcja ogólnokrajowego wystąpienia zbrojnego już od jesieni 1939 była nieodłącznym elementem planów Służby Zwycięstwu Polski oraz jej sukcesora – Związku Walki Zbrojnej/Armii Krajowej. W końcu 1942 pod wpływem eksterminacji Zamojszczyzny przez Niemców – plan powstania powszechnego uzupełniono o „fazę walki ograniczonej” poprzez działania partyzanckie.
Perspektywa wkroczenia wojsk sowieckich na terytorium Polski wymusiła modyfikację pierwotnych planów powstania. Z tego względu 20 listopada 1943 generał „Bór” – opierając się częściowo na „Instrukcji dla Kraju” z 27 października 1943 – wydał rozkaz w sprawie przeprowadzenia tzw. akcji „Burza”. Ów rozkaz zawierał szczegółowe wytyczne w sprawie działań, które oddziały AK oraz cywilne struktury Polskiego Państwa Podziemnego powinny podjąć w momencie, gdy front wschodni dotrze do granic przedwojennej Polski. „Burza” miała rozpocząć się na Kresach Wschodnich, a następnie w miarę przesuwania się frontu obejmować pozostałe części kraju. Przewidywano, że o ile nie zaistnieją warunki umożliwiające rozpoczęcie powstania powszechnego, oddziały AK będą prowadzić wzmożoną akcję dywersyjną na tyłach wycofującej się armii niemieckiej (nawiązując, o ile to możliwe, taktyczne współdziałanie z Armią Czerwoną). Po wyparciu Niemców oddziały AK – wraz z ujawniającymi się przedstawicielami cywilnych władz Polskiego Państwa Podziemnego – miały witać wojska sowieckie w charakterze „prawowitych gospodarzy”, manifestując w ten sposób przynależność wyzwolonych ziem do Polski oraz fakt, iż kontrolę nad nimi sprawuje legalny Rząd RP. W ten sposób akcja „Burza” pozostawała wymierzona militarnie przeciw Niemcom, a politycznie przeciw ZSRR oraz podporządkowanym mu polskim komunistom.
O ile jednak militarne założenia „Burzy” zostały w dużej mierze zrealizowane, o tyle pod względem politycznym zakończyła się ona klęską. Z reguły Armia Czerwona chętnie przyjmowała polską pomoc, współdziałając z oddziałami AK na szczeblu taktycznym. Zdarzało się nawet, że w rozkazach dziennych dowódcy radzieccy wyrażali uznanie dla dzielności i ofiarności polskich żołnierzy. Po wyparciu Niemców operujące na zapleczu frontu formacje NKWD błyskawicznie przystępowały jednak do rozbrajania oddziałów AK. Masowo aresztowano oficerów oraz przedstawicieli cywilnych władz Polskiego Państwa Podziemnego, a szeregowym żołnierzom dawano zazwyczaj do wyboru wstąpienie do Armii Polskiej w ZSRR lub wywózkę do łagru. W ten sposób Sowieci postąpili m.in. na Wołyniu, w Wilnie, we Lwowie, w Zamościu, Lublinie. Rządy mocarstw zachodnich biernie akceptowały działania Stalina, a na skutek funkcjonowania wojennej cenzury oraz działalności silnego prosowieckiego lobby w anglosaskiej prasie, opinia publiczna w USA i Wielkiej Brytanii nie była informowana o rzeczywistej sytuacji w Polsce.
W tej sytuacji grupa oficerów Komendy Głównej AK, skupionych wokół generałów Leopolda Okulickiego ps. „Kobra” i Tadeusza Pełczyńskiego ps. „Grzegorz”, zaczęła forsować koncepcję wywołania powstania w Warszawie. W marcu 1944 generał „Bór” wyłączył stolicę z akcji „Burza”, jednak zwolennicy wystąpienia przekonywali, że wybuch powstania w Warszawie „wstrząśnie sumieniem świata” oraz zmusi zachodnie rządy i opinię publiczną do reakcji na stalinowską politykę faktów dokonanych (czego nie zdołały uczynić lokalne wystąpienia w Wilnie, czy Lwowie). Argumentowali również, że wyzwolenie Warszawy przez Polaków zada kłam twierdzeniom sowieckiej propagandy jakoby AK „stała z bronią u nogi” oraz postawi Stalina w niewygodnej sytuacji politycznej. 14 lipca 1944 generał „Bór” podkreślił w piśmie do generała Sosnkowskiego, iż wobec rysującej się klęski Niemiec i zagrożenia okupacją sowiecką AK nie może pozostać bezczynna. Po latach tłumaczył natomiast tok myślenia zwolenników powstania następującymi słowami: „chodziło o walkę stolicy, która reprezentuje całość i dalszą sprawę: przez zajęcie Warszawy przed zajęciem jej przez Rosjan musiała się Rosja zdecydować aut aut: albo uznać nas, albo siłą złamać na oczach świata”. Dodawał jednocześnie, że utrzymanie poprzednich założeń „Burzy”, przewidujących wyprowadzenie oddziałów AK ze stolicy – wraz ze zmagazynowaną bronią i amunicją, byłoby niezwykle trudne z logistycznego punktu widzenia, w tym zwłaszcza niemożliwe bez zauważenia przez Niemców.

## Decyzja o wybuchu powstania

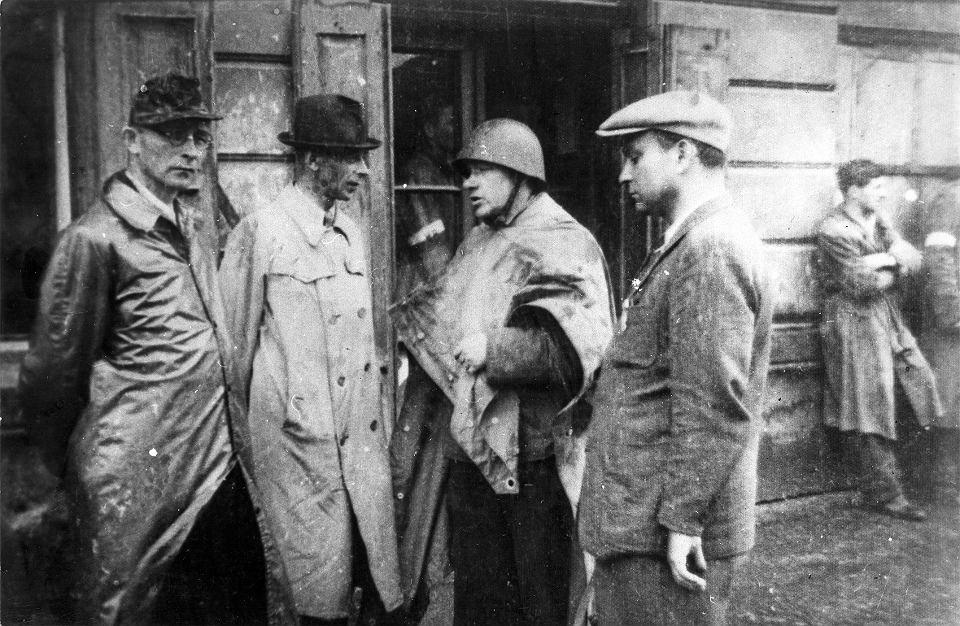
Generał „Bór” (drugi z lewej) i pułkownik „Radosław” (następny) na odprawie w okolicach fabryki Kammlera przy ul. Dzielnej na Woli

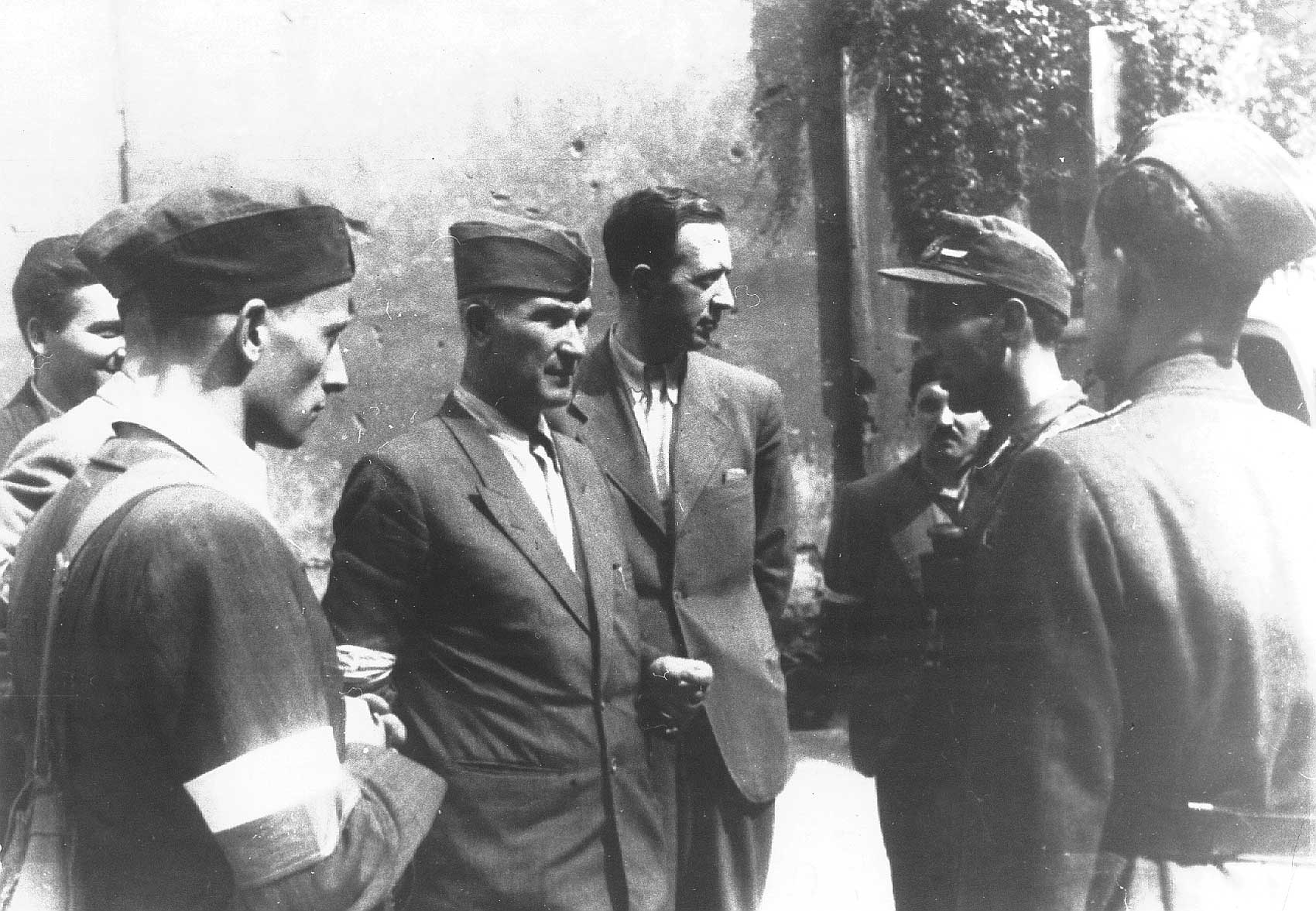
Pułkownik „Monter” (pośrodku, w furażerce) wraz oficerami BIP. Zdjęcie wykonane nieopodal gmachu Poczty Głównej przy pl. Napoleona

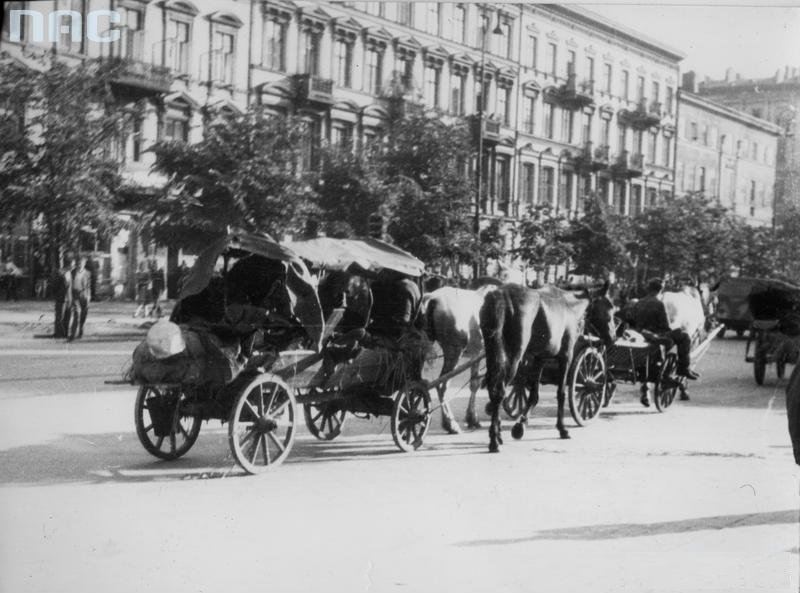
Resztki niemieckich oddziałów wycofujące się na zachód ulicami Warszawy. Al. Jerozolimskie, lipiec 1944

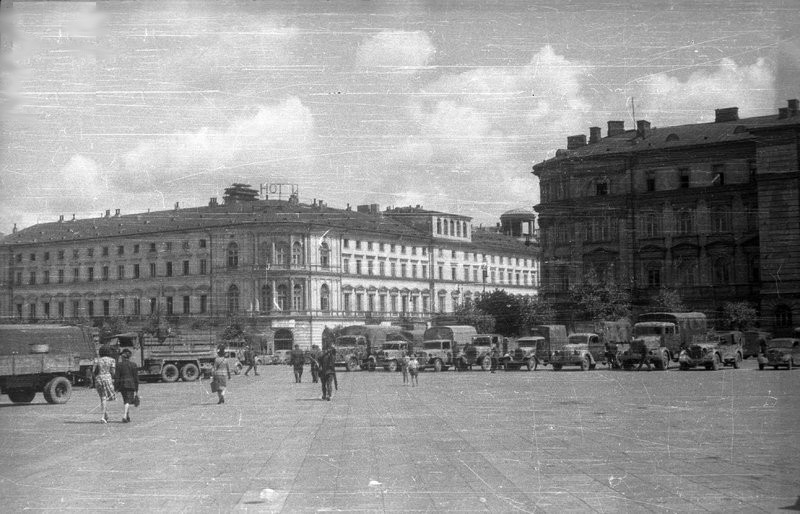
Ewakuacja archiwów z niemieckiej komendy miasta przy pl. Piłsudskiego, lipiec 1944

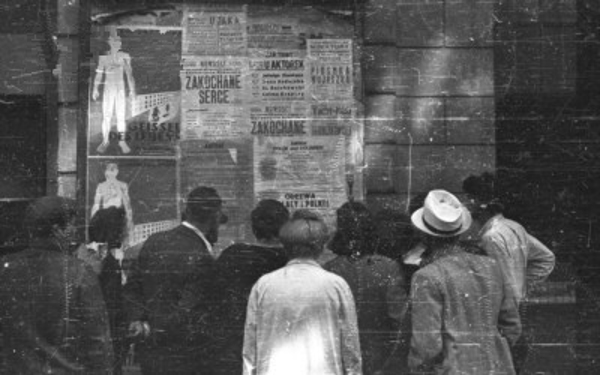
Mieszkańcy Warszawy czytający obwieszczenie gubernatora dystryktu warszawskiego Ludwiga Fischera

22 czerwca 1944 na Białorusi rozpoczęła się wielka ofensywa Armii Czerwonej, znana pod kryptonimem „Bagration”. W krótkim czasie cztery radzieckie fronty rozgromiły niemiecką Grupę Armii „Środek”. Radziecki 1. Front Białoruski otrzymał następnie zadanie sforsowania Bugu, dojścia do Wisły, utworzenia przyczółków na jej lewym brzegu (na północ i południe od Warszawy) oraz opanowania warszawskiej Pragi. Latem 1944 front wschodni znajdował się już w niewielkiej odległości od Warszawy.
Tymczasem 3 lipca odbyła się narada z udziałem premiera Stanisława Mikołajczyka, ministra obrony narodowej gen. Mariana Kukiela i Naczelnego Wodza gen. Kazimierza Sosnkowskiego. Kukiel proponował, by w przypadku załamania i rozpadu armii niemieckiej Armia Krajowa podjęła próbę zbrojnego opanowania części kraju, dokąd w odpowiedniej chwili mogłyby się potem udać polskie władze. Sosnkowski ocenił jednak, że w obliczu znacznej przewagi nieprzyjaciela Armia Krajowa nie będzie w stanie opanować większego obszaru lub poważniejszego centrum miejskiego na czas dłuższy niż kilka dni, co więcej, taka próba może zakończyć się rzezią ludności cywilnej. Z tego względu rekomendował, aby działania AK nie wychodziły poza przyjętą w planie „Burza” formułę wzmożonej akcji dywersyjnej. Z kolei powstanie powszechne nie powinno być rozpoczynane bez uprzedniego porozumienia z ZSRR na godziwych podstawach. Niemniej cztery dni później wydał instrukcję dla dowództwa AK, w której zalecał, aby w przypadku pomyślnego rozwoju sytuacji na froncie niemiecko-sowieckim oddziały podziemnej armii podjęły jeszcze przed nadejściem Sowietów próbę samodzielnego – choćby nawet przejściowego i krótkotrwałego – opanowania Wilna, Lwowa, czy też „innego większego centrum lub pewnego ograniczonego niewielkiego choćby obszaru”.
21 lipca miało miejsce spotkanie generałów Komorowskiego, Pełczyńskiego i Okulickiego, w trakcie którego komendant główny AK wydał wstępną zgodę na rozpoczęcie powstania w Warszawie, zastrzegając jednak, że data wystąpienia zostanie ustalona w terminie późniejszym i będzie uzależniona od rozwoju sytuacji na froncie. Plan wywołania powstania w Warszawie zaakceptował również Delegat Rządu na Kraj Jan Stanisław Jankowski oraz członkowie komisji głównej Rady Jedności Narodowej. 21 lipca generał „Bór” wysłał depeszę do Londynu meldując, że wydał rozkaz stanu czujności do powstania z dniem 25 lipca godzina 00.1, nie wstrzymując przez to dotąd wykonywanej „Burzy”. 25 lipca generał „Bór” poinformował władze w Londynie, że Armia Krajowa jest gotowa przystąpić do walki o stolicę. W tej samej depeszy poprosił też o skierowanie do Warszawy polskiej 1. Brygady Spadochronowej, a także o przeprowadzenie przez alianckie lotnictwo nalotów na niemieckie lotniska w pobliżu miasta (po wystosowaniu stosownego żądania przez dowództwo AK).
26 lipca do Delegata Rządu na Kraj Jana Stanisława Jankowskiego została wysłana z Londynu depesza (dotarła do adresata dwa dni później) podpisana pseudonimem premiera Mikołajczyka: Na posiedzeniu rządu RP zgodnie zapadła uchwała upoważniająca Was do ogłoszenia powstania w momencie przez Was wybranym. Jeżeli możliwe – uwiadomcie nas przedtem. Odpis przez wojsko do Komendanta AK. Stem. 28 lipca 1944 na posiedzeniu Rady Ministrów pod przewodnictwem wicepremiera Jana Kwapińskiego okazało się, że rząd takiej decyzji nigdy nie podejmował a ministrowie byli przekonani, że 25 lipca nie uchwalili żadnej konkretnej rezolucji w sprawie pełnomocnictw dla Kraju, a przyjęli tylko pro domo (łac. dla siebie) zasadę wysłania dużych upoważnień dla władz podziemnych. Gen. Stanisław Kopański (szef Sztabu Naczelnego Wodza) i gen. Stanisław Tatar (zastępca szefa Sztabu Naczelnego Wodza do Spraw Krajowych), odpowiedzialni za łączność z Komendą Główną AK o wysłaniu tej depeszy do kraju nie zostali poinformowani. Po latach Mikołajczyk wypierał się inicjatywy wysłania tej depeszy, oskarżając o samowolę ówczesnego ministra spraw wewnętrznych Władysława Banaczyka, zaufanego premiera, który w jego imieniu nadał depeszę z Londynu. Istota depeszy z 26 lipca została jednak potwierdzona depeszą wicepremiera Jana Kwapińskiego (zastępującego Mikołajczyka na funkcji premiera), nadaną do Komendanta Głównego AK i Delegata Rządu na Kraj 2 sierpnia 1944, jeszcze przed otrzymaniem w Londynie wiadomości o rozpoczęciu powstania w Warszawie. Depesza Kwapińskiego stwierdzała: w związku z sugestiami Naczelnego Wodza, by zaniechać ujawniania oraz akcji czynnej, ustalonej przez Was Rząd RP nie uważa za możliwe zmieniać swej dotychczasowej instrukcji i Waszej decyzji. Sprawy akcji czynnej i ujawnień są w Waszej tylko kompetencji. Obejmuje to i sprawę powstania. Depesza ta nie miała już wpływu na decyzję o rozpoczęciu powstania.
26 lipca miała także miejsce odprawa KG AK. Wszyscy zebrani byli zgodni, że względy polityczne nakazują podjęcie walki o Warszawę. Jedyną sprawą budzącą kontrowersje było określenie momentu podjęcia walki. Część oficerów była za powstaniem w dniu 28 lub 29 lipca, inni zalecali ostrożność. Dowódca wywiadu AK, pułkownik Kazimierz Iranek-Osmecki ps. „Heller”, poinformował o koncentrowaniu się niemieckich oddziałów wokół Warszawy, w tym trzech dywizji pancernych. Jednocześnie pułkownik Antoni Chruściel ps. „Monter”, dowódca Okręgu Warszawskiego AK, zameldował stan bojowy podległych mu jednostek. „Deprymujące wrażenie” wywarła na zebranych informacja o mizernych zapasach broni i amunicji pozostających w dyspozycji oddziałów AK. Sam „Monter” pozostawał optymistą – uważał, że brak broni zastąpi „furia odwetu”, a gwałtowne i jednoczesne natarcie na wszystkie niemieckie obiekty w Warszawie pozwoli zaskoczyć i obezwładnić nieprzyjacielski garnizon, który zdaniem dowódcy okręgu stanowił zlepek różnych oddziałów o miernej wartości bojowej. Konkludując spotkanie, generał „Bór” ocenił w porozumieniu z delegatem Jankowskim, że nie ma jeszcze podstaw do wystąpienia zbrojnego. Zapowiedział jednocześnie, że walka w Warszawie zostanie podjęta w najbliższych dniach – w zależności od rozwoju sytuacji na froncie niemiecko-sowieckim oraz „zachowania się Niemców” w Warszawie. Ustalono, że uderzenie rozpocznie się na specjalny rozkaz dowódcy AK – nie wcześniej, jak w chwili, gdy wojska sowieckie zdezorganizują obronę niemiecką na przyczółku warszawskim oraz „gdy zarysuje się sowiecki ruch oskrzydlający Warszawę od południa”. Generał „Bór” zarządził jednocześnie, że narady KG AK będą się odtąd odbywać dwa razy dziennie (o 9.00 i 17.00).
Decyzja o wywołaniu powstania w Warszawie dojrzewała przez kilka dni, a wpływ na nią wywarło szereg czynników:
- pod koniec lipca 1944 mogło się wydawać, że III Rzesza znajduje się na krawędzi upadku. Wojska niemieckie ponosiły porażki na wszystkich frontach, a 20 lipca w „Wilczym Szańcu” miał miejsce nieudany zamach na życie Hitlera. Oznaki niemieckiej klęski były widoczne również w samej Warszawie. W związku z nadciąganiem Armii Czerwonej wśród Niemców w mieście szerzyła się panika, która osiągnęła punkt kulminacyjny w dniach 23–24 lipca i trwała do 27 lipca. Ulicami stolicy wycofywały się na zachód resztki niemieckich oddziałów rozbitych na Białorusi. Z miasta masowo uciekali cywilni Niemcy; ewakuowano zakłady przemysłowe, urzędy i więzienia; przestała się ukazywać prasa gadzinowa. Miasto przejściowo opuściły także cywilne władze okupacyjne (gubernator Fischer, starosta Leist) oraz niektóre jednostki policji. W tej sytuacji wielu oficerów KG AK było zdania, że powstanie łatwo mogłoby doprowadzić do wyparcia okupantów z Warszawy[45][46].
- 21 lipca 1944 powstał w Moskwie tzw. Polski Komitet Wyzwolenia Narodowego – organ wykonawczy KRN, który rościł sobie prawo do sprawowania władzy wykonawczej na terenach centralnej Polski wyzwolonych przez Armię Czerwoną. Organ ten, teoretycznie wielopartyjny, pozostawał zdominowany przez komunistów oraz całkowicie podporządkowany Stalinowi. Zarówno Rząd RP na uchodźstwie, jak i przywódcy Polskiego Państwa Podziemnego uznali powstanie PKWN za wstęp do narzucenia Polsce komunistycznego rządu marionetkowego[47].
- 26 lipca premier Stanisław Mikołajczyk udał się w podróż do Moskwy, gdzie miał spotkać się ze Stalinem i podjąć ostatnią próbę znalezienia modus vivendi pomiędzy Polską a ZSRR (do stolicy ZSRR dotarł 30 lipca). Wyzwolenie Warszawy przez oddziały AK mogło stać się kluczowym elementem przetargowym, wzmacniającym pozycję Mikołajczyka w negocjacjach z radzieckim dyktatorem[48][49].
- 27 lipca około 17.00 w Warszawie ogłoszono przez uliczne megafony („szczekaczki”) zarządzenie gubernatora dystryktu warszawskiego, Ludwiga Fischera. Rozkazywał on, aby następnego dnia 100 tysięcy polskich mężczyzn i kobiet w wieku od 17 do 65 lat stawiło się do pracy przy budowie umocnień nad Wisłą (do obrony przed zbliżającą się Armią Czerwoną). Dowództwo AK obawiało się, że będzie to swoista „Branka” (na wzór tej ze stycznia 1863), mająca na celu wyeliminowanie najbardziej dynamicznego elementu spośród ludności Warszawy[50]. W związku z tym jeszcze tego samego dnia o 19.00 pułkownik „Monter”, ogłosił alarm dla oddziałów AK w stolicy (według niektórych źródeł uczynił to samowolnie, według innych – w porozumieniu z generałem „Borem”). Gdy 28 lipca w południe okazało się, że ludność stolicy zlekceważyła zupełnie wezwanie Niemców – na polecenie komendanta głównego AK alarm został odwołany, a następnego dnia żołnierze bez większych incydentów rozeszli się do domów[51][52]. Tymczasem zarządzenie Fischera zostało całkowicie zbojkotowane przez warszawiaków, co nie spowodowało jednak represji okupanta[d]. Niemniej 30 lipca Reichsführer-SS Heinrich Himmler zwiększył liczbę potrzebnych robotników do 200 tys.[53]
- 29 lipca (w godzinach wieczornych) Radio Moskwa nadało w języku polskim wezwanie do ludności Warszawy. Głosiło ono, że dla polskiej stolicy „godzina czynu wybiła” oraz zapowiadało, że „czynną walkę na ulicach Warszawy [...] nie tylko przyspieszymy chwilę ostatecznego wyzwolenia, lecz ocalimy również majątek narodowy i życie waszych braci”. Tego samego dnia na murach Warszawy pojawiła się odezwa podpisana przez samozwańczego generała Juliana Skokowskiego – przywódcę lewicowej Polskiej Armii Ludowej, którego wywiad AK uważał za agenta sowieckiego[54]. W odezwie informowano fałszywie, że generał „Bór” wraz z KG AK uciekli z Warszawy, a Skokowski obejmuje dowództwo nad wszystkimi organizacjami podziemnymi w mieście i zarządza mobilizację do walki z Niemcami. Z kolei 30 lipca należąca do komunistycznego ZPP „Radiostacja Kościuszko” kilkukrotnie powtórzyła wezwanie, w którym znalazły się słowa: „Ludu Warszawy! Do broni! Niech ludność całą stanie murem wokół Krajowej Rady Narodowej, wokół warszawskiej Armii Podziemnej. Uderzcie na Niemców, Udaremnijcie ich plany zburzenia budowli publicznych. Pomóżcie Armii Czerwonej w przeprawie przez Wisłę [...] Milion mieszkańców Warszawy niechaj się stanie milionem żołnierzy, którzy wypędzą niemieckich najeźdźców i zdobędą wolność”[55]. Sowieckie lotnictwo zrzuciło także nad miastem ulotki propagandowe o podobnej treści[56][57]. W obliczu tych faktów dowództwo AK obawiało się, że w momencie wkraczania Armii Czerwonej komuniści sprowokują wystąpienia zbrojne, w które masowo zaangażuje się ludność Warszawy, wyczekująca od lat możliwości odwetu na okupantach, a nawet szeregowi żołnierze AK. W ten sposób komuniści odebraliby legalnym władzom RP ostatni atut oraz potwierdziliby tezy sowieckiej propagandy, jakoby Polskie Państwo Podziemne nie prowadziło walki z Niemcami[55].

29 lipca (część źródeł podaje błędnie 30 lipca) KG AK była referowana przez emisariusza z Londynu, Jana Nowaka-Jeziorańskiego. Ostrzegł on, że w przypadku wybuchu powstania AK nie będzie mogła liczyć ani na wzmocnienie przez stacjonującą w Wlk. Brytanii polską Brygadę Spadochronową, ani na duże zrzuty broni. Wskazał również, że z politycznego punktu widzenia efekt powstania i wpływ na rządy i opinię publiczną w obozie sojuszniczym stanowić będzie „burzę w szklance wody”. Zasugerował jednak, że powstanie może wzmocnić pozycję Mikołajczyka podczas rozmów w Moskwie. Podczas spotkania Nowak-Jeziorański miał usłyszeć od delegata Jankowskiego, iż „walki w mieście wybuchną, czy my tego chcemy czy nie”. Rok później generał „Bór” wyjaśnił Nowakowi, iż jego ostrzeżenia zostałyby wzięte pod uwagę, gdyby owo sprawozdanie zostało złożone o tydzień wcześniej.
31 lipca w godzinach porannych odbyła się narada KG AK, zakończona około godziny 12.00. W Warszawie od dwóch dni słychać już było odgłosy ognia artyleryjskiego zza Wisły. Podczas tej narady nie podjęto jednak decyzji o rozpoczęciu powstania. Generał „Bór” zarządził jedynie utrzymanie pogotowia bojowego oraz odłożenie decyzji do czasu wyjaśnienia sytuacji na froncie. Termin następnej narady wyznaczono na godzinę 18.00. Około 17.30 w lokalu kontaktowym pojawił się pułkownik „Monter”, który poinformował oczekujących już – Tadeusza Bora-Komorowskiego, Tadeusza Pełczyńskiego, Leopolda Okulickiego i Janinę Karasiówną, że Armia Czerwona wyzwoliła Radość, Miłosnę, Okuniew, Wołomin i Radzymin, a sowieckie czołgi były widziane na Pradze. Pod wpływem tych meldunków generał „Bór” poprosił Delegata Rządu na Kraj o pilne przybycie na odprawę. Delegat Jankowski pojawił się po upływie ok. 30 minut. „Bór” zreferował mu meldunek „Montera” i poprosił o ostateczną decyzję. Wysłuchawszy argumentów obecnych na spotkaniu oficerów delegat Jankowski wydał zgodę na rozpoczęcie powstania. Generał „Bór” wydał następnie pułkownikowi „Monterowi” rozkaz rozpoczęcia akcji zbrojnej w Warszawie następnego dnia, tj. we wtorek, 1 sierpnia 1944 r., o godz. 17.00.
Decyzja zapadła około godziny 18.00. Pułkownik Józef Szostak ps. „Filip” (szef oddziału operacyjnego), pułkownik Kazimierz Iranek-Osmecki ps. „Heller” i pułkownik Kazimierz Pluta-Czachowski ps. „Kuczaba” (szef wydziału łączności) przybyli na odprawę wkrótce po jej podjęciu, gdy na miejscu pozostawał już tylko generał Komorowski, a pozostali uczestnicy się rozeszli. Nowo przybyli oficerowie uzmysłowili „Borowi”, że sytuacja na froncie zaczęła się komplikować. Niemiecka panika w mieście została bowiem opanowana, a 31 lipca rozpoczął się niemiecki kontratak na przedmościu warszawskim. Pułkownik Iranek-Osmecki uznał meldunek „Montera” za przesadzony. Z jego informacji wynikało, iż w rejonie Jabłonna-Wyszków koncentrowała się do bitwy niemiecka 19. Dywizja Pancerna, podczas gdy przedmoście trzymało się i nie było mowy o jego ewakuacji przez Niemców. Przybyły jako ostatni pułkownik Pluta-Czachowski zameldował z kolei „Borowi”, że rozpoczęło się już niemieckie przeciwuderzenie z rejonu Modlina. W tych okolicznościach wkroczenie Armii Czerwonej mogło nie nastąpić tak szybko, jak to zakładano w momencie podjęcia decyzji o rozpoczęciu zrywu zbrojnego w stolicy. Trudno było także oczekiwać, że Niemcy opuszczą miasto bez większych walk. Zdaniem „Bora” było już jednak zbyt późno, aby odwołać powstanie bez narażania stołecznych struktur AK na chaos i dekonspirację. Komendant główny był bowiem przekonany, że „Monter” zdążył już wydać oddziałom AK rozkaz o rozpoczęciu powstania. Ponadto generał „Bór” utrzymywał po latach, że: „Iranek-Osmecki po południu 31 lipca nic nowego do zameldowania nie miał i nic dodatkowego nie wniósł”, natomiast meldunek „Kuczaby” – oficera, w którego zakresie obowiązków nie znajdowały się zadania wywiadowcze – nie mógł być uznany za wiarygodny i nie miał tej samej wagi co meldunek »Montera«”. Obrońcy decyzji o rozpoczęciu powstania wskazują również, że trudną sytuację wojsk niemieckich na przedmościu warszawskim potwierdzają zachowane dokumenty Wehrmachtu. Przy ocenie położenia wzięto pod uwagę dostanie się do niewoli dowódcy niemieckiej 73 Dywizji Piechoty broniącej przedmościa Warszawy. Ponadto wywiad AK przekazał „Borowi” przechwycony komunikat niemieckiego OKW, głoszący: „Dnia dzisiejszego Rosjanie rozpoczęli generalne natarcie na Warszawę od południowego wschodu”.
Tymczasem o godz. 19.00 pułkownik „Monter” wydał rozkaz bojowy o treści: „Alarm, do rąk własnych Komendantom Obwodów. Dnia 31.7. godz. 19.00. Nakazuję »W« dnia 1.08. godzina 17.00. Adres m.p. Okręgu: Jasna nr 22 m. 20 czynny od godziny »W«. Otrzymanie rozkazu natychmiast kwitować. X”. W związku z tym, iż od godziny 20.00 obowiązywała w Warszawie godzina policyjna rozkaz ten dotarł do adresatów dopiero następnego dnia.

## Siły polskie

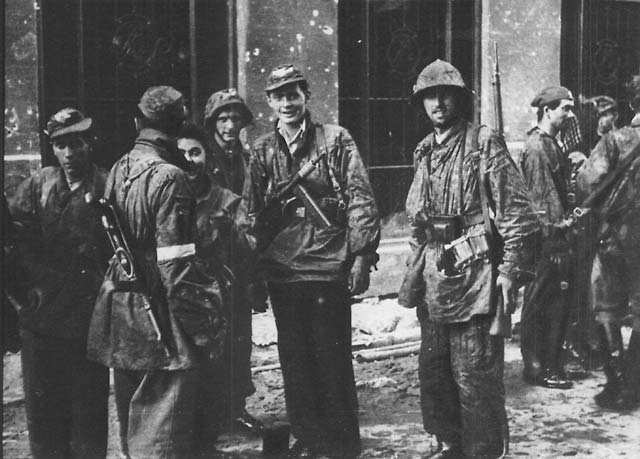
Żołnierze batalionu „Zośka”. Okolice włazu kanałowego przy ul. Wareckiej

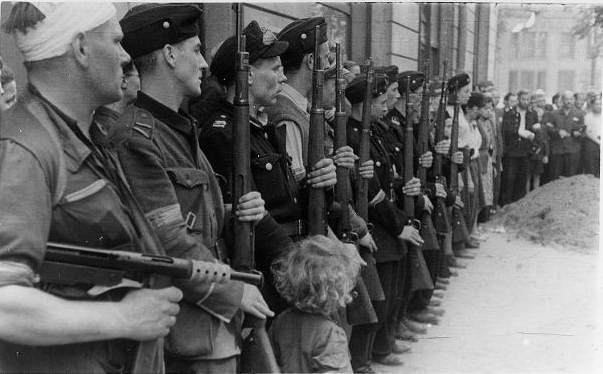
Żołnierze batalionu „Kiliński” sfotografowani podczas powstańczego pogrzebu na ul. Zgoda

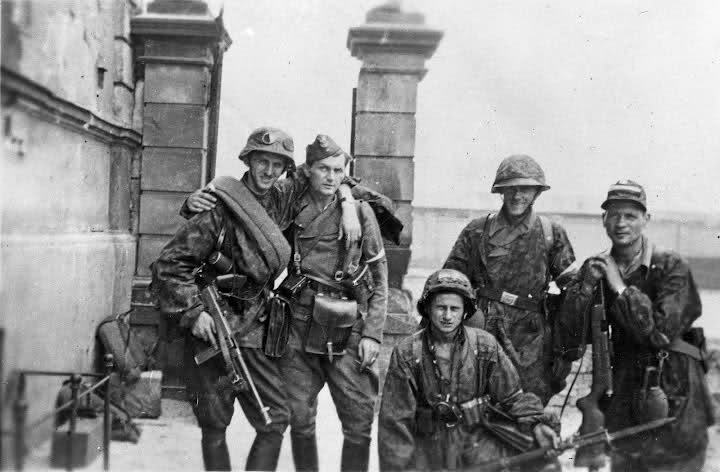
Żołnierze Kolegium „A” – elitarnej jednostki Kedywu Okręgu Warszawskiego AK. Okolice ul. Stawki

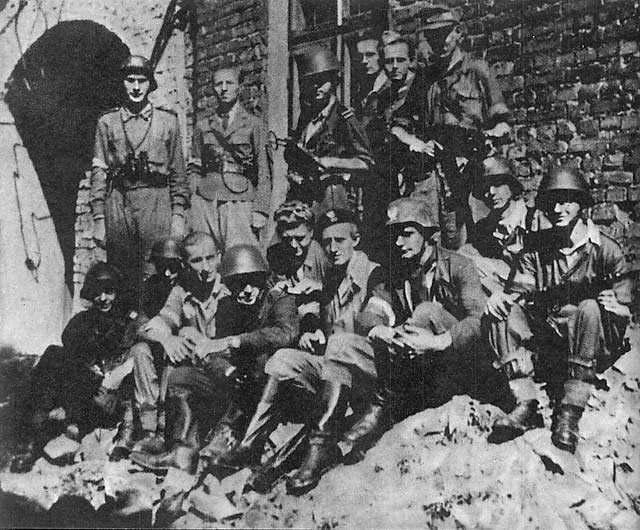
Żołnierze batalionu Golski

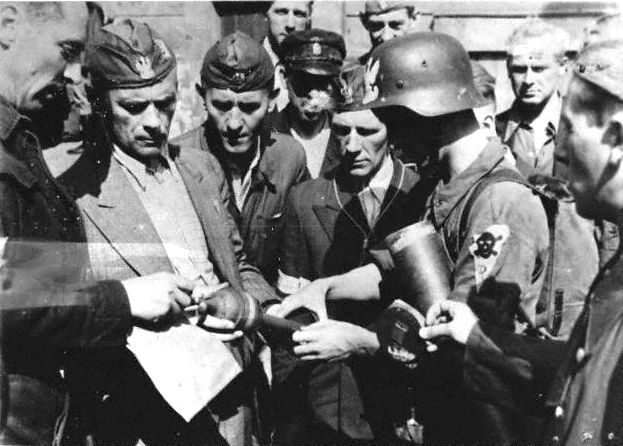
Kapitan „Krybar” wraz z żołnierzami swojego zgrupowania. Okolice ogrodów na Okólniku

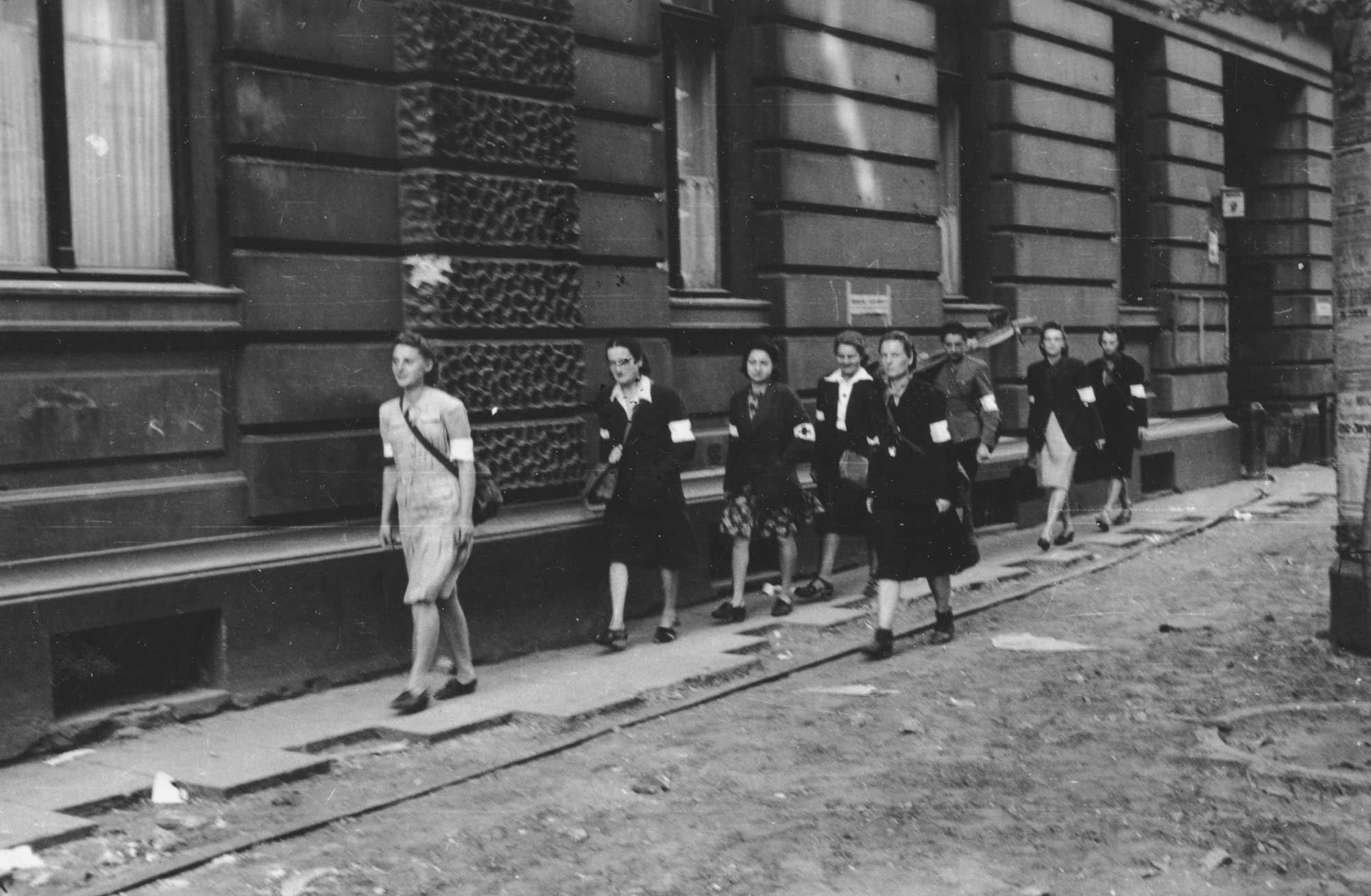
Patrol sanitarny Wojskowej Służby Kobiet na ul. Moniuszki 9

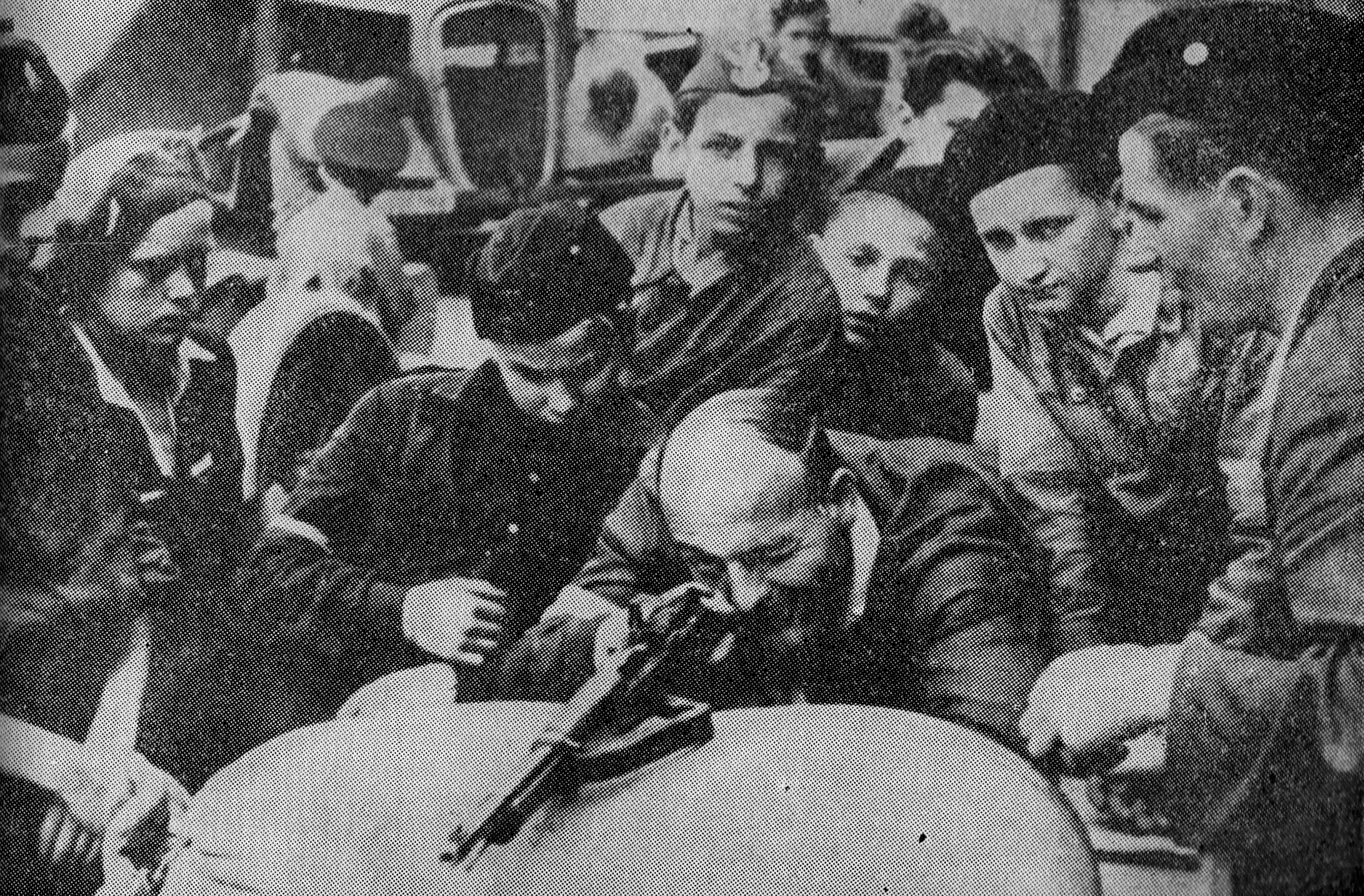
Najmłodsi uczestnicy powstania podczas nauki strzelania

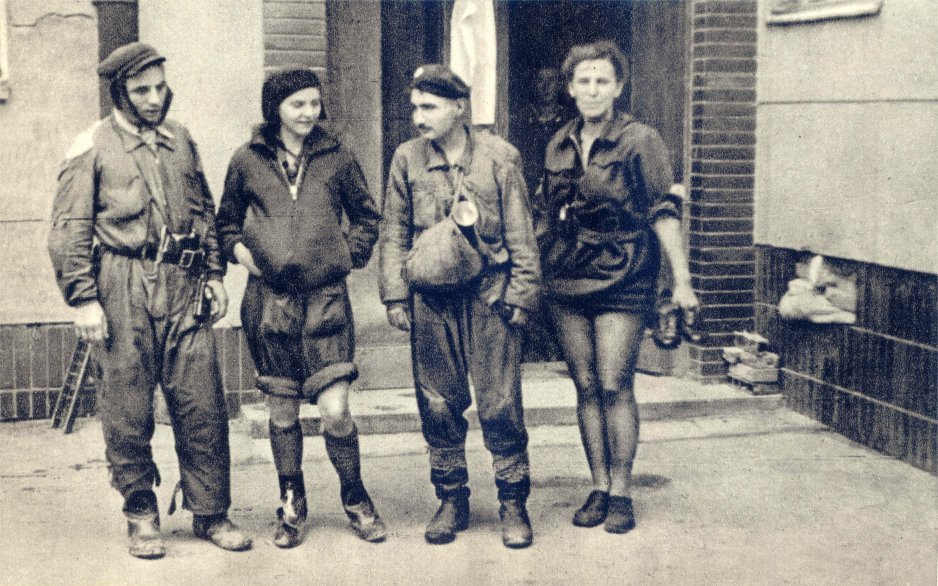
Przewodnicy kanałowi po wyjściu z włazu przy ul. Malczewskiego 6 na Mokotowie

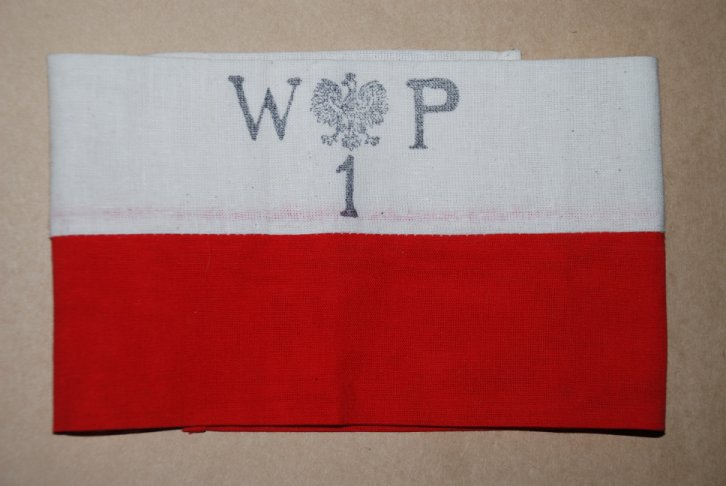
Biało-czerwone opaski noszone przez powstańców na prawym ramieniu

W momencie wybuchu powstania warszawskiego główny ciężar walki z Niemcami wzięły na siebie oddziały Armii Krajowej. Do działań powstańczych przystąpiły wówczas:
- jednostki Okręgu Warszawskiego AK (siedem obwodów i jeden samodzielny rejon) pod dowództwem pułkownika Antoniego Chruściela ps. „Monter”;
- jednostki dyspozycyjne Komendy Głównej AK – tj. Kedyw KG AK dowodzony przez podpułkownika Jana Mazurkiewicza ps. „Radosław” oraz Pułk „Baszta” dowodzony przez podpułkownika Stanisława Kamińskiego ps. „Daniel”.

Generał Jerzy Kirchmayer oceniał, że ogólny stan liczebny jednostek AK w Warszawie wynosił ok. 50 tys. zaprzysiężonych żołnierzy (mężczyzn i kobiet) – z czego ok. 45 281 służyło w jednostkach Okręgu Warszawskiego AK, ok. 2300 w szeregach Kedywu, a 2200 w Pułku „Baszta”. Według tego samego autora w ramach okręgu funkcjonowało 800 plutonów AK (647 pełnych plutonów oraz 153 plutony „szkieletowe”), w tym 198 plutonów Wojskowej Służby Ochrony Powstania.
Ponadto po wybuchu powstania do walki włączyli się również członkowie pozostałych organizacji podziemnych: Narodowych Sił Zbrojnych (od 740 do 3500 żołnierzy), komunistycznych Armii Ludowej i Związku Walki Młodych (od 270 do 800 żołnierzy), Korpusu Bezpieczeństwa (ok. 600–700 żołnierzy), Polskiej Armii Ludowej (od 120 do 500 żołnierzy). Zgodnie z porozumieniem zawartym 8 sierpnia 1944 oddziały AL pozostawały podporządkowane pod względem taktycznym dowództwu AK, zachowując jednocześnie samodzielność polityczną i niezależność organizacyjną. Podobny status miały utworzone w połowie września Połączone Siły Zbrojne AL, PAL i KB. Dowództwu AK podporządkowały się również jednostki NSZ-ZJ, nie uznającego zwierzchnictwa rządu w Londynie (ich żołnierze uzyskali legitymacje AK). Niejednokrotnie miały miejsce wypadki, gdy zaskoczeni wybuchem powstania żołnierze NSZ, a także żołnierze innych organizacji, przyłączali się do najbliższych walczących jednostek AK (niekiedy postępowały tak całe pododdziały). Mieszany charakter miało m.in. wywodzące się pierwotnie ze struktur NSZ Zgrupowanie „Chrobry II”.
Z różnorakich przyczyn – przede wszystkim ze względu na drastyczne skrócenie czasu mobilizacji przez dowództwo AK – jedynie część żołnierzy mogła wziąć udział w powstaniu. Z obliczeń autorów opracowania „Polskie Siły Zbrojne w drugiej wojnie światowej” wynika, że 1 sierpnia 1944 zmobilizowanych zostało ok. 36 500 żołnierzy AK – w tym ok. 32 500 w Warszawie oraz ok. 4 tys. na terenach podmiejskich. Z kolei Jerzy Kirchmayer oceniał, że do walki przystąpiło ok. 23 tys. żołnierzy AK oraz ok. 1800 członków pozostałych organizacji podziemnych. Poziom wyszkolenia żołnierzy był nierówny. Największą wartość bojową prezentowały zaprawione w potyczkach z Niemcami oddziały Kedywu oraz inne jednostki dyspozycyjne Okręgu lub KG AK. Pozostali żołnierze nie mieli na ogół świeżego doświadczenia bojowego, większość z nich brała jednak udział w wojnie obronnej 1939.
Biorąc pod uwagę straty poniesione przez powstańców w pierwszym dniu walki oraz fakt, iż część jednostek AK uległa wówczas rozwiązaniu lub przeszła do podwarszawskich lasów, Kirchmayer oceniał, że stan bojowy sił polskich przeciętnie w ciągu całego powstania wynosił od 25 tys. do 28 tys. żołnierzy. Z kolei w ocenie pułkownika Adama Borkiewicza przez oddziały polskie przewinęło się w okresie powstania ok. 50 tys. żołnierzy (nie licząc zaprzysiężonych, którzy nie wzięli udziału w walkach). Z tej liczby ok. 10 tys. żołnierzy odpadło już w pierwszych dniach powstania (oddziały z Mokotowa, Ochoty, Pragi i powiatu warszawskiego), natomiast 1300 przybyło do stolicy spoza terenów Okręgu Warszawskiego AK.
W trakcie powstania struktura oddziałów powstańczych wielokrotnie ulegała przekształceniu. Już 7 sierpnia 1944, wobec rysującego się rozbicia powstania na kilka odosobnionych ośrodków walki, pułkownik „Monter” podzielił Okręg Warszawski AK na trzy części:
- Grupę „Północ” dowodzoną przez pułkownika Karola Ziemskiego ps. „Wachnowski”. W szczytowym momencie liczyła ona ok. 17 tys. żołnierzy – z czego 11 tys. walczyło na Starówce, 3 tys. na Żoliborzu, a 3 tys. w Puszczy Kampinoskiej. Grupa uległa rozwiązaniu 4 września 1944, tj. po upadku Starego Miasta;
- Grupę „Śródmieście” dowodzoną przez pułkownika Franciszka Pfeiffera ps. „Radwan”. W szczytowym momencie liczyła ona ok. 23 tys. żołnierzy – z czego ok. 13 tys. walczyło w Śródmieściu Północnym, 7,6 tys. w Śródmieściu Południowym, a 2,5 tys. na Powiślu;
- Grupę „Południe” dowodzoną przez podpułkownika Stanisława Kamińskiego ps. „Daniel”. W szczytowym momencie liczyła ona ok. 6 tys. żołnierzy – z czego ok. 5 tys. walczyło na Mokotowie, a ok. 1000 w Lasach Chojnowskich.

20 września 1944 komendant główny AK wydał rozkaz reorganizacji oddziałów powstańczych w stolicy, celem nadania im bardziej regularnego charakteru. Powstał w ten sposób Warszawski Korpus AK (pod dowództwem pułkownika „Montera”), w którego skład weszły trzy dywizje:
- 8. Dywizja Piechoty AK im. Romualda Traugutta (Żoliborz) pod dowództwem podpułkownika Mieczysława Niedzielskiego ps. „Żywiciel”;
- 10. Dywizja Piechoty AK im. Macieja Rataja (Mokotów) pod dowództwem podpułkownika Józefa Rokickiego ps. „Karol”;
- 28. Dywizja Piechoty AK im. Stefana Okrzei (Śródmieście) pod dowództwem pułkownika Franciszka Pfeiffera ps. „Radwan”.

Do oddziałów biorących udział w powstaniu należy także zaliczyć jednostki wojsk regularnych, które śpiesząc z pomocą Warszawie, wzięły bezpośredni udział w walkach. Były to:
- oddziały 1. Armii Wojska Polskiego – w szczególności 8. i 9. pułki z 3. Dywizji Piechoty, 6. pułk z 2. Dywizji Piechoty, kompania rozpoznawcza z 1. Dywizji Piechoty oraz 2. pułk bombowców nocnych „Kraków”;
- alianckie dywizjony lotnicze wykonujące zrzuty zaopatrzenia nad Warszawą i okolicznymi lasami – w szczególności polska 1586. Eskadra Specjalnego Przeznaczenia, 148. Dywizjon RAF, 178. Dywizjon RAF, 31. Dywizjon SAAF, 34. Dywizjon SAAF oraz 95. Grupa Bombowa USAAF, 100. Grupa Bombowa USAAF, 390. Grupa Bombowa USAAF, 4. Grupa Myśliwska USAAF, 355. Grupa Myśliwska USAAF, 361. Grupa Myśliwska USAAF.

### Uzbrojenie

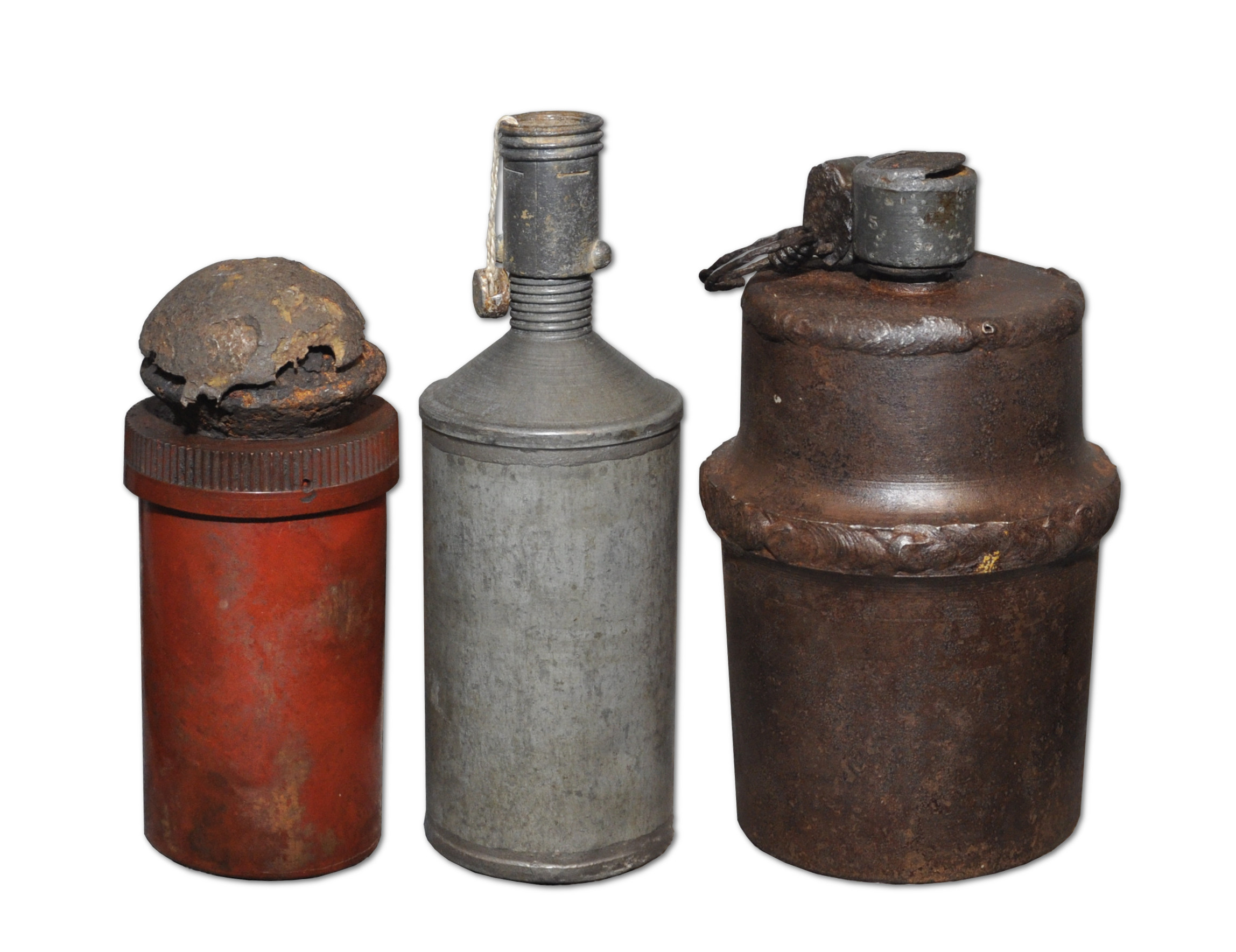
Granaty ręczne wytwarzane przez powstańców. Od lewej: Filipinka, Sidolówka i Karbidówka

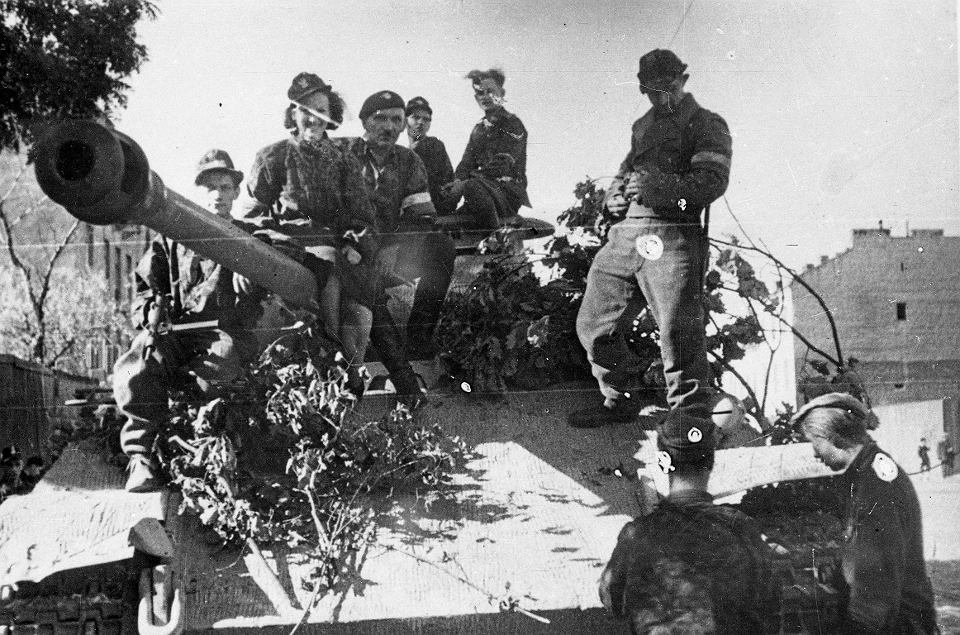
Zdobyczna Pantera należąca do plutonu pancernego „Wacek” pod dowództwem Wacława Micuty. Zdjęcie wykonane w rejonie ul. Okopowej

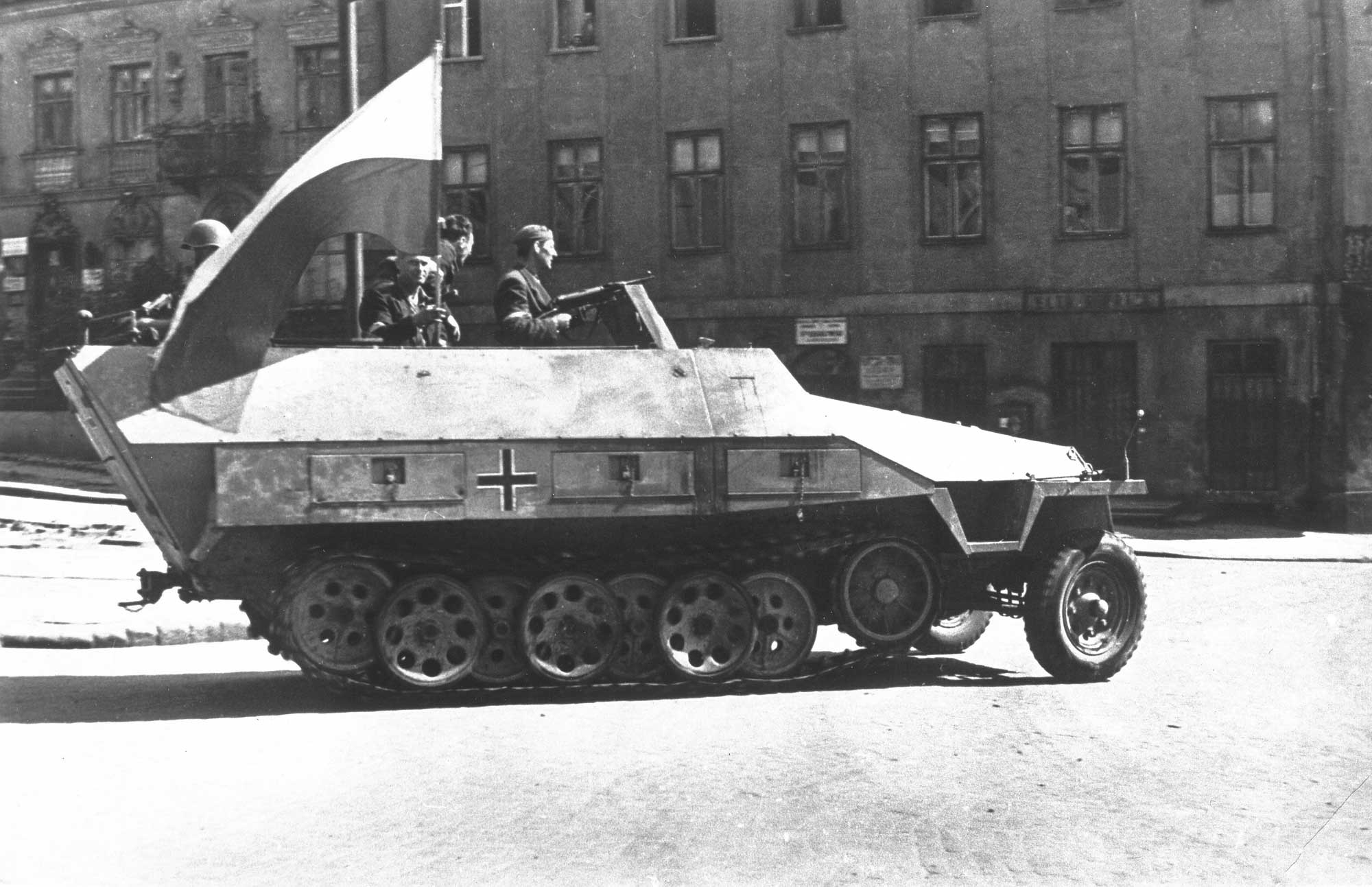
„Szary Wilk” – niemiecki transporter Sd.Kfz.251, zdobyty przez powstańców ze Zgrupowania „Krybar” na 5. Dywizji SS „Wiking”. Zdjęcie wykonane na ul. Tamka

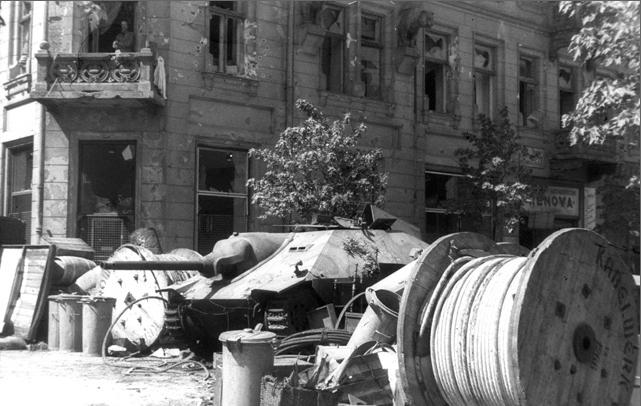
Działo pancerne „Chwat” wbudowane w barykadę na pl. Napoleona

Najsłabszą stroną powstańców było uzbrojenie. Dysponowali oni bowiem niemal wyłącznie bronią ręczną. Brakowało w szczególności efektywnej broni przeciwpancernej, której rolę pełnić musiały butelki zapalające („koktajle Mołotowa”), granaty przeciwpancerne, lub nieliczne granatniki przeciwpancerne. Co więcej, splot kilku wydarzeń spowodował, że skromne konspiracyjne zapasy broni i amunicji zostały poważnie uszczuplone jeszcze przed wybuchem powstania. W związku z wyłączeniem Warszawy z akcji „Burza” z tamtejszych magazynów wysłano do wschodnich okręgów AK ok. 900 pistoletów maszynowych z amunicją (7 lipca 1944). Dużą ilość broni stracono również wiosną 1944, gdy niemieckie służby bezpieczeństwa wykryły szereg konspiracyjnych magazynów i skrytek.
W rezultacie 1 sierpnia 1944 na stanie uzbrojenia Okręgu Warszawskiego AK znajdowało się zaledwie 3846 pistoletów, 2629 karabinów, 657 pistoletów maszynowych, 145 ręcznych karabinów maszynowych, 47 ciężkich karabinów maszynowych, 29 karabinów przeciwpancernych i granatników PIAT, 16 moździerzy i granatników, 2 działka przeciwpancerne, 30 miotaczy ognia, 43 971 granatów ręcznych i 416 granatów przeciwpancernych, ok. 12 tys. butelek zapalających i 1266 kg materiałów wybuchowych. Amunicji wystarczało na 2–3 dni walki. Trzeba przy tym zaznaczyć, że tylko część magazynowanej broni i amunicji dostarczono na czas do oddziałów bojowych. W rezultacie w momencie wybuchu powstania liczba faktycznie uzbrojonych powstańców wahała się między 1500 a 3500 (na ok. 36 500 zmobilizowanych). Oznacza to, że na 25 powstańców przystępujących do walki tylko jeden był uzbrojony. Ze względu na dotkliwe braki w uzbrojeniu pułkownik „Monter” polecił, aby żołnierzy AK, dla których zabrakło broni palnej uzbrajać w siekiery, kilofy, łomy, a następnie przydzielać do grup szturmowych jako siły pomocnicze. Jerzy Braun, członek RJN, twierdził, że na jego uwagę, iż żołnierze AK nie mają wystarczającej ilości broni, aby rozpocząć powstanie, delegat Jankowski miał odpowiedzieć „to sobie zdobędą”.
W kolejnych dniach powstańcze zasoby broni i amunicji były uzupełniane dzięki produkcji własnej, alianckim zrzutom oraz ze zdobyczy. Powstańcom, oprócz broni ręcznej, udało się zdobyć także dwa czołgi niemieckie PzKpfw. V Panther, samobieżny niszczyciel czołgów Jagdpanzer 38(t)Hetzer, dwa transportery opancerzone Sd.Kfz. 251, samochód pancerny FAI oraz, najprawdopodobniej, samochód pancerny BAI . Niedostatki uzbrojenia starano się kompensować improwizowanymi konstrukcjami, takimi jak samochód pancerny „Kubuś” (jedyny pojazd pancerny skonstruowany przez ruch oporu w trakcie II wojny światowej) , granatniki projektu inż. Łopuskiego, konstruowane z rur kanalizacyjnych, katapulty z resorów samochodowych, wykorzystywane do wyrzucania butelek z benzyną, granaty zaczepne (filipinki), konstruowane z puszek po środkach czyszczących i karbidzie. Materiały wybuchowe odzyskiwano z niewybuchów bomb i pocisków artyleryjskich, produkowano też szedyt.

### Udział obcokrajowców w walkach po stronie powstańców

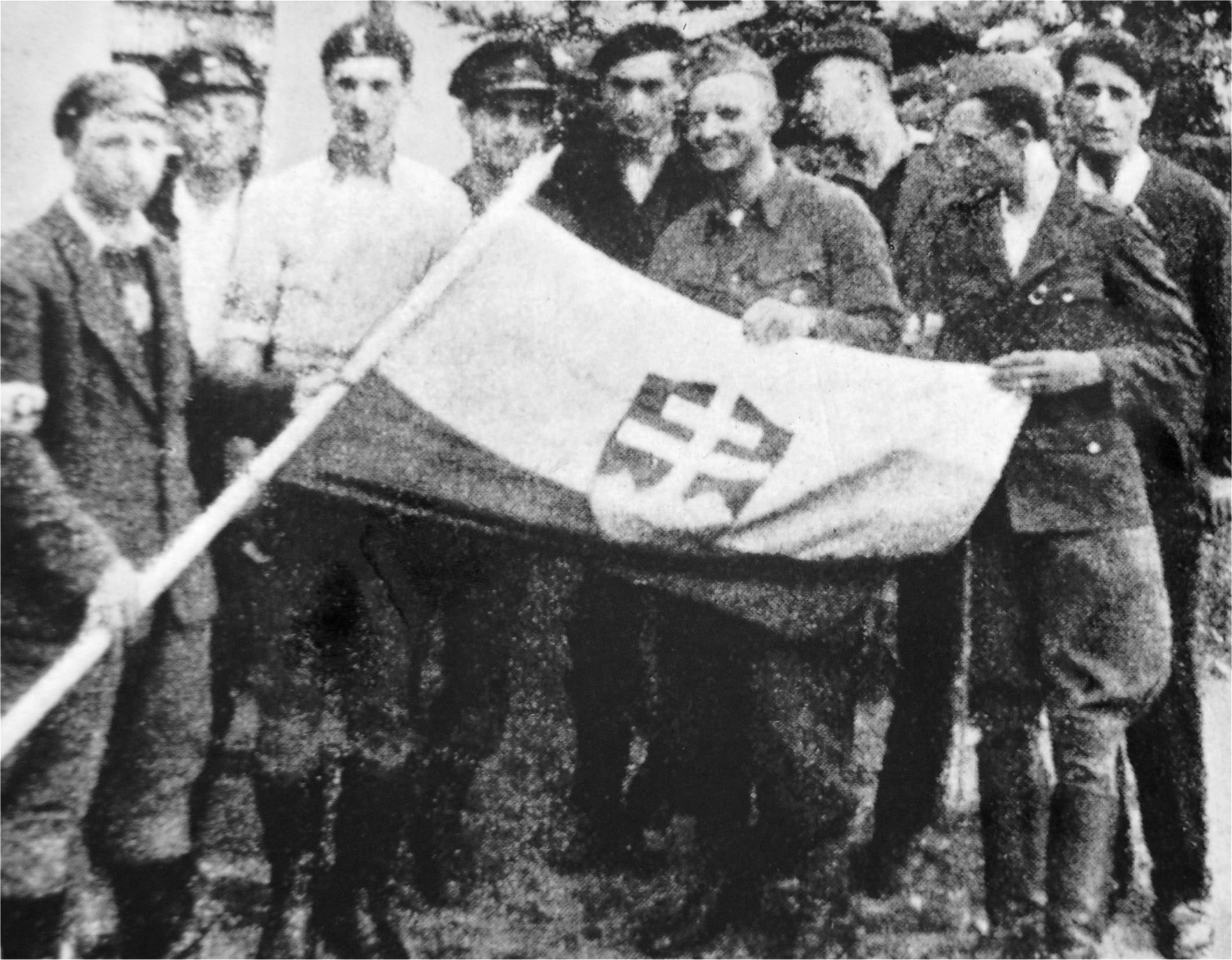
535. pluton Słowaków, walczący na Powiślu Czerniakowskim

Do walki warszawiaków z niemieckim okupantem przyłączyło się kilkuset obcokrajowców. Historyk Michał Wójciuk twierdzi, że w powstaniu walczyli przedstawiciele ponad 20 narodowości w liczbie 200–300 osób. Byli wśród nich m.in.: Węgrzy, Słowacy, Gruzini, Francuzi, Belgowie, Holendrzy, Grecy, Brytyjczycy, Włosi, Ormianie, Rosjanie, a także pojedynczy przedstawiciele innych narodów: Azer, Czech, Ukrainiec, Rumun, Australijczyk i Nigeryjczyk. Niektórzy z nich – np. pochodzący z Nigerii czarnoskóry August Agbola O’Brown – mieszkali w Warszawie przed wojną . Kolejnym przykładem są Słowacy, z których wielu pracowało w gazowni na Czerniakowie. W czasie powstania, w porozumieniu z AK, utworzyli oni 535. pluton Słowaków, który m.in. wziął udział w natarciu na Belweder 1 sierpnia 1944. W powstańczych szeregach znaleźli się również niemieccy dezerterzy oraz cudzoziemcy, którzy uciekli z robót przymusowych lub obozów jenieckich.
Do powstania przyłączyła się także większość spośród 348 Żydów uwięzionych w obozie przy ul. Gęsiej („Gęsiówka”), którzy zostali uwolnieni przez żołnierzy AK w pierwszych dniach sierpnia. Byli wśród nich obywatele Grecji, Holandii, Niemiec i Węgier. Brali udział w pracach fortyfikacyjnych i pomocniczych (transportowali rannych i broń, gasili pożary). Niektórzy uczestniczyli także w działaniach bojowych. Ponadto w powstaniu udział wzięło również wielu Żydów ukrywających się dotąd na terenie miasta. W gronie tym znaleźli się m.in. członkowie Żydowskiej Organizacji Bojowej, którym udało się przeżyć powstanie w getcie warszawskim (np. Marek Edelman i Icchak Cukierman); uciekinierzy z obozu zagłady w Treblince – Samuel Willenberg i Jechiel Rajchman, a także młodociani bracia Hochmanowie – Zalman („Miki Bandyta”) oraz Perec („Cwaniak”). Według niektórych źródeł liczba Żydów walczących w powstaniu warszawskim mogła osiągnąć 1000.

## Siły niemieckie

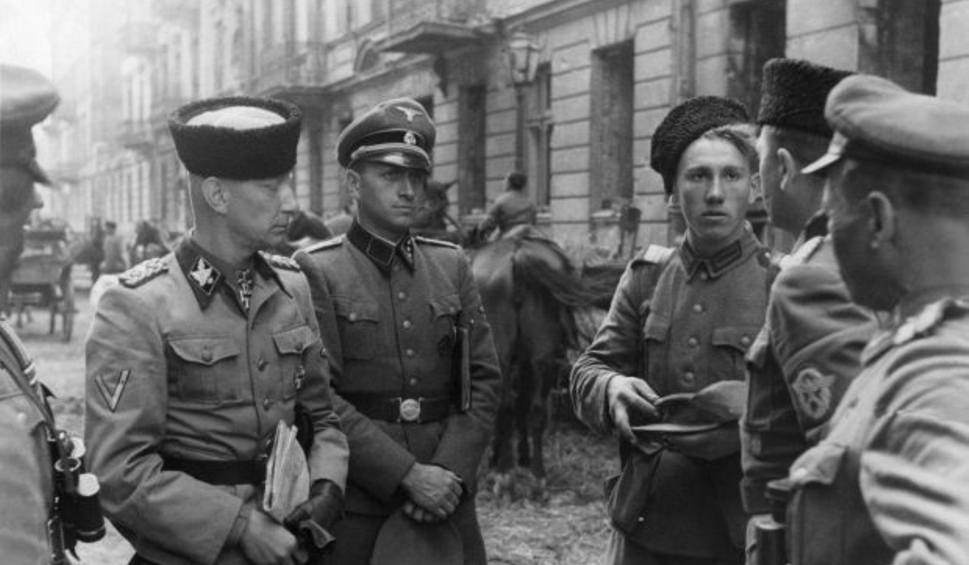
SS-Gruppenführer Heinz Reinefarth (w czapce „kubance”) oraz żołnierze 3 pułku Kozaków Jakuba Bondarenki na Woli

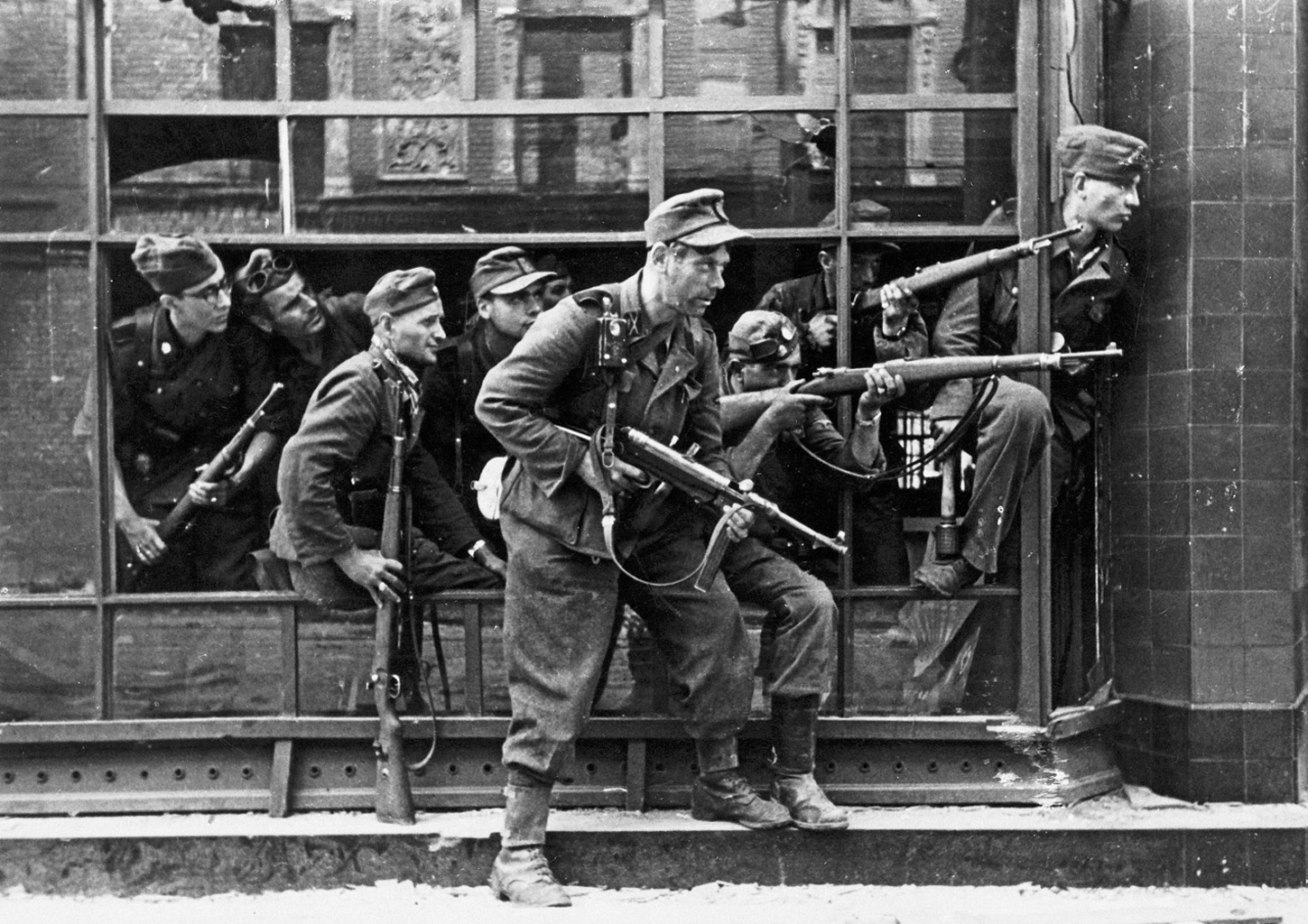
Żołnierze pułku Dirlewangera podczas walk w rejonie ul. Focha

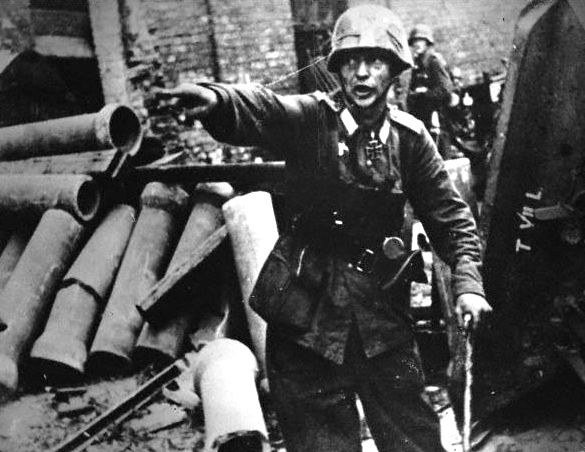
Niemiecki oficer kierujący walką w rejonie pl. Teatralnego

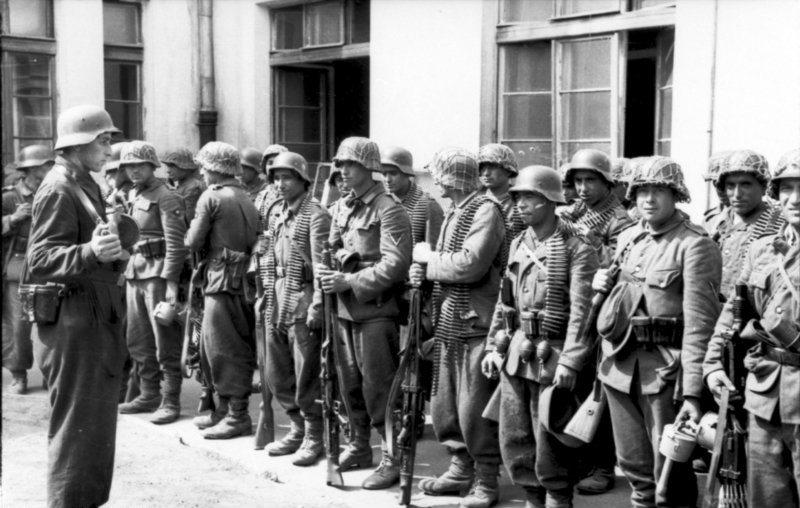
Żołnierze I/111 azerbejdżańskiego batalionu polowego podczas walk w Warszawie

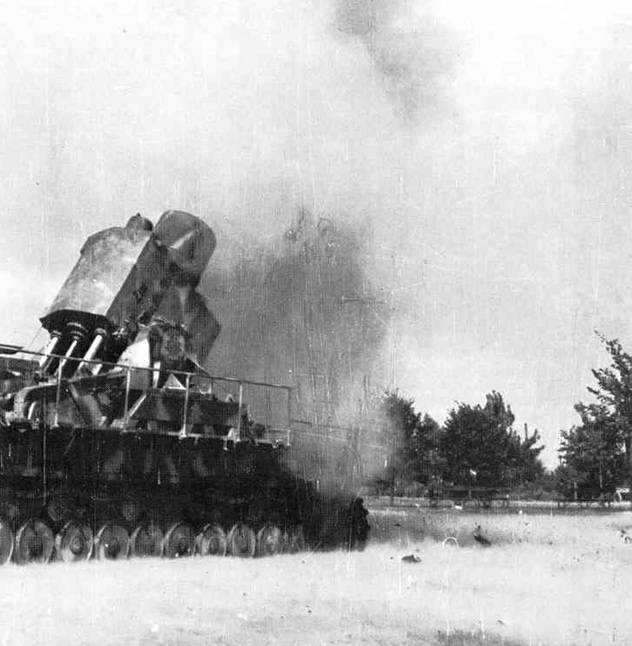
Ciężki moździerz oblężniczy („Ziu”) ostrzeliwuje Stare Miasto z Parku Sowińskiego na Woli

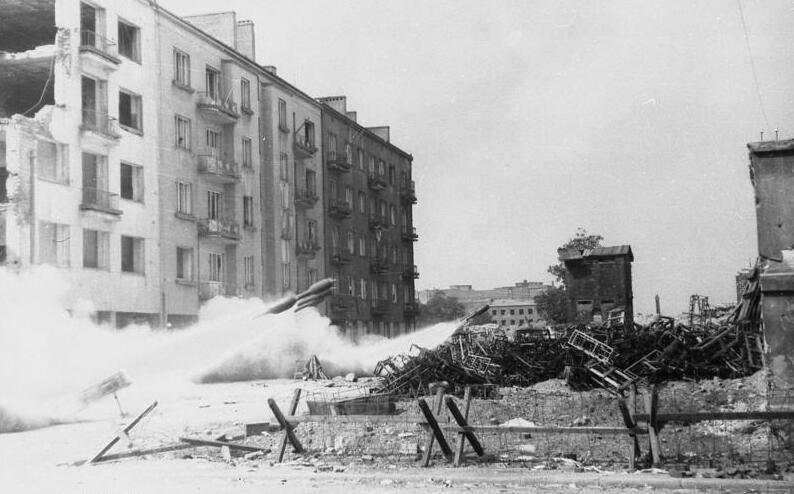
Ostrzał powstańczych pozycji z wyrzutni rakietowych „Nebelwerfer”. Róg ulic Żelaznej i Żytniej na Woli

Od pierwszych miesięcy okupacji Niemcy opracowywali plany stłumienia ewentualnego polskiego powstania, w których Warszawa – centrum polskiego oporu przeciw nazistowskiemu „nowemu porządkowi” – zajmowała miejsce szczególne. Przygotowania nabrały tempa wiosną 1944, gdy stało się jasne, że polska stolica może wkrótce znaleźć się w bezpośredniej strefie frontowej. Ufortyfikowano wówczas wszystkie obiekty, w których mieściły się niemieckie urzędy, instytucje, czy koszary; zabezpieczono także najważniejsze arterie komunikacyjne w mieście. Trudna sytuacja militarna III Rzeszy sprawiła jednak, że garnizon Warszawy nigdy nie osiągnął planowanej liczebności 36 tys. żołnierzy.
27 lipca 1944 roku Adolf Hitler ogłosił Warszawę twierdzą. Dowództwo nad niemieckim garnizonem powierzył natomiast gen. Reinerowi Stahelowi, który zdobył wcześniej jego zaufanie dowodząc garnizonami Rzymu i Wilna. Jednostkami SS i policji nadal dowodził SS-Oberführer Paul Otto Geibel, SS- und Polizeiführer na dystrykt warszawski, który jednak w razie wybuchu powstania miał przejść pod rozkazy komendanta garnizonu. Tadeusz Sawicki podaje, opierając się na źródłach niemieckich, że w momencie wybuchu powstania garnizon liczył ponad 13 tys. żołnierzy, w tym: 5,6–6 tys. żołnierzy Wehrmachtu, ok. 4,3 tys. członków rozmaitych formacji SS i policji oraz ok. 3 tys. żołnierzy naziemnej obsługi lotnictwa (obsadzających lotniska Okęcie i Bielany). Do tego dolicza również baterie artylerii przeciwlotniczej i oddziały zadymiania mostów, wchodzące w skład stacjonującego w mieście 80. pułku 10. Brygady Artylerii Przeciwlotniczej. Tym samym z jego obliczeń wynika, że Niemcy dysponowali w Warszawie jednostkami o łącznej liczebności ok. 16 tys. żołnierzy. Były one rozproszone po całym mieście, gdzie zabezpieczały najważniejsze obiekty (ok. 179) i arterie komunikacyjne.
Niemcy mogli wykorzystać w Warszawie także jednostki, które nie wchodziły w skład stałego garnizonu miasta. W związku ze zbliżaniem się frontu wschodniego polska stolica znalazła się bowiem w strefie operacyjnej niemieckiej 9. Armii (dowódca: generał Nikolaus von Vormann). Przez miasto przemieszczały się nieustannie niemieckie formacje frontowe, co miało istotny wpływ na przebieg pierwszych walk – w szczególności na Pradze. Jeszcze przed wybuchem powstania 3. Dywizja Pancerna SS „Totenkopf” pozostawiła na Pradze batalion grenadierów (362 żołnierzy), a 5. Dywizja Pancerna SS „Wiking” – kompanię ciężkich czołgów w rejonie ul. Rakowieckiej na Mokotowie. Na Woli znalazły się natomiast elementy Dywizji Pancerno-Spadochronowej „Hermann Göring” (ok. 1000 żołnierzy i 20 czołgów). Z kolei w pierwszych dniach sierpnia w walkach na terenie miasta uczestniczyły frontowe oddziały Wehrmachtu, usiłujące wywalczyć sobie wolne przejście warszawskimi arteriami komunikacyjnymi (4. pułk grenadierów wschodniopruskich, elementy 19. Dywizji Pancernej oraz pododdziały Dywizji Pancerno-Spadochronowej „Hermann Göring”). Andrzej L. Sowa, powołując się na niemieckie materiały archiwalne, podaje, że 3 sierpnia siły niemieckie w lewobrzeżnej Warszawie liczyły 12 060 żołnierzy i policjantów, z czego komendzie Wehrmachtu w Warszawie podlegało 5,5 tys. żołnierzy, dowódcy SS i policji – 4,9 tys. policjantów i esesmanów, podczas gdy formacje lotnicze i artylerii przeciwlotniczej liczyły 1900 ludzi, a jednostki 9 Armii – 960 żołnierzy.
Po wybuchu powstania Niemcy przystąpili do organizowania odsieczy dla garnizonu Warszawy. W skład „sił odsieczy” weszły te oddziały, których skierowanie do Warszawy było możliwe w obliczu sytuacji panującej aktualnie na froncie wschodnim. W tym kontekście należy wymienić przede wszystkim:
- improwizowaną grupę policyjną z Kraju Warty, dowodzoną przez SS-Gruppenführera Heinza Reinefartha (dwie i pół kompanii zmotoryzowanej policji, kompania zmotoryzowanej żandarmerii, kompania SS „Röntgen”, batalion podchorążych z V oficerskiej szkoły piechoty);
- Pułk Specjalny SS „Dirlewanger” dowodzony przez SS-Oberführera Oskara Dirlewangera. Jednostka ta specjalizowała się dotąd w prowadzeniu brutalnych akcji pacyfikacyjnych na tyłach frontu wschodniego. Większość jego żołnierzy stanowili niemieccy kryminaliści powyciągani z więzień i obozów koncentracyjnych, którym obiecano ułaskawienie w zamian za walkę dla III Rzeszy;
- Brygadę Szturmową SS RONA (Rosyjska Wyzwoleńcza Armia Ludowa) dowodzoną przez SS-Brigadeführera Bronisława Kaminskiego. Była to formacja kolaboracyjna złożona w większości z Rosjan i Białorusinów. Po wybuchu powstania spośród żołnierzy brygady sformowano pułk szturmowy pod dowództwem majora Iwana Frołowa (złożony z ok. 1700 nieżonatych mężczyzn);
- 608. pułk ochronny dowodzony przez pułkownika Willi Schmidta;
- dwa bataliony azerbejdżańskie (batalion „Bergman” i I batalion 111. pułku).

Zadanie stłumienia powstania otrzymał SS-Obergrupenführer Erich von dem Bach-Zelewski – dotychczas odpowiedzialny za walkę z partyzantką w okupowanej Europie (Chef der Bandenbekämpfungsverbände). Przybył on do miasta 5 sierpnia 1944 w godzinach popołudniowych, obejmując dowodzenie „siłami odsieczy”. 14 sierpnia 1944 Hitler mianował von dem Bacha na stanowisko „generała dowodzącego w obszarze Warszawy” i podporządkował mu wszystkie – działające dotąd stosunkowo niezależnie – jednostki Wehrmachtu, SS i policji niemieckiej na terenie miasta. Powstała w ten sposób tzw. Grupa Korpuśna von dem Bacha (niem. Korpsgruppe von dem Bach), która w ciągu niespełna dwóch tygodni osiągnęła liczebność 25 tys. żołnierzy. Od połowy sierpnia 1944 Korpsgruppe von dem Bach pozostawała podzielona na dwie grupy bojowe (kampfgruppe):
- Grupę Bojową „Reinefarth”, działającą w północnej części Warszawy (do Al. Jerozolimskich włącznie);
- Grupę Bojową „Rohr”, walczącą w południowej części miasta.

Od zachodu Warszawę otoczono kordonem posterunków, które miały uniemożliwić ucieczkę ludności cywilnej oraz przenikanie do miasta oddziałów partyzanckich z pobliskich lasów. Po zajęciu Pragi przez Armię Czerwoną (14 września) Warszawa znalazła się bezpośrednio w strefie frontowej.
Z tego powodu niemieckie dowództwo skierowało do miasta XXXXVI Korpus Pancerny dowodzony przez generała Smilo von Lüttwitza, którego zadaniem było zabezpieczenie lewego brzegu Wisły przed ewentualnym desantem przeprowadzonym przez żołnierzy Armii Czerwonej (19 września). Jednostki XXXXVI Korpusu wsparły również Grupę Korpuśną Bacha w walce z powstańcami. Między innymi oddziały 25. Dywizji Pancernej uczestniczyły w walkach na Marymoncie (14–16 sierpnia), a przerzucona w następnych dniach na jej miejsce 19. Dywizja Pancerna przeprowadziła ostateczny szturm na Żoliborz (29–30 września).
Formacje piechoty wchodzące w skład Korpsgruppe von dem Bach pochodziły zazwyczaj ze struktur SS i policji, podczas gdy z zasobów Wehrmachtu kierowano do walki z powstaniem zazwyczaj jednostki wyposażone w broń ciężką (artyleria, czołgi i pojazdy pancerne) lub oddziały specjalne (np. saperzy szturmowi). Wraz z upływem czasu w Grupie Korpuśnej von dem Bacha jednostki Wehrmachtu zaczęły jednak przeważać liczebnie nad jednostkami SS i policji. Oddziały niemieckie były bogato wyposażone w nowoczesne rodzaje broni. Na stanie ich uzbrojenia znajdowały się np. sześciolufowe moździerze rakietowe kal. 300 mm i 380 mm, kompania dział samobieżnych „Grille” kal. 150 mm (na podwoziach czołgu Pzkfw-38), moździerz kolejowy „Siegfried” kal. 380 mm oraz ciężki moździerz oblężniczy „Karl” kal. 600 mm. Szczególnym rodzajem broni stosowanej przez Niemców w Warszawie były też zdalnie kierowane gąsienicowe miny samobieżne „Goliath”, system „Tajfun”
(gazowy materiał wybuchowy na bazie pyłu węglowego lub mieszanki tlenku węgla i etylenu, nazywany również substancją A, który we właściwych proporcjach mieszano z tlenem, a później detonowano) oraz przenoszące 500 kilogramów trotylu samobieżne nosiciele ładunków wybuchowych Sd.Kfz.301 Borgward B IV. Działania Korpsgruppe von dem Bach wspierała artyleria 9. Armii – w szczytowym momencie aż 188 dział. Wsparcie lotnicze zapewniały samoloty niemieckiej 6. Floty Powietrznej (Luftflotte 6), dowodzonej przez feldmarszałka Roberta von Greima, bombardujące codziennie Warszawę.
Łącznie z siłami garnizonu miasta oraz jednostkami frontowymi przechodzącymi przez Warszawę, Niemcy użyli do walki z powstańcami – w różnych odstępach czasu – ogółem ok. 50 tys. żołnierzy, dowodzonych przez czternastu dowódców w randze generała. Charakterystyczną cechą sił niemieckich tłumiących powstanie był liczny udział w walce jednostek kolaboracyjnych złożonych z byłych obywateli ZSRR. Mieszkańcy Warszawy określali ich gremialnie mianem „Ukraińców” lub „Kałmuków” i te określenia pojawiają się najczęściej w przekazie wspomnieniowym. Wynikało to w dużej mierze z wrażenia, jakie wywołały w całej Polsce informacje o zbrodniach dokonywanych na Kresach przez ukraińskich nacjonalistów. W rzeczywistości tylko jedna zwarta jednostka ukraińska walczyła w Warszawie latem 1944. Był to Ukraiński Legion Samoobrony (dowódca: pułkownik Petro Diaczenko), który od 15 do 23 września 1944 brał udział w walkach na przyczółku czerniakowskim, a następnie jako 31. Schutzmannschafts-Bataillon der SD uczestniczył w działaniach przeciwko zgrupowaniu Armii Krajowej w Puszczy Kampinoskiej (27–30 września). Wbrew powszechnemu po zakończeniu wojny mniemaniu (wpływ sowieckiej propagandy) w tłumieniu powstania nie brały udziału także oddziały Rosyjskiej Armii Wyzwoleńczej (ROA) pod dowództwem generała Andrieja Własowa, gdyż w tym okresie owa formacja jeszcze nie istniała (niektóre spośród wschodnich formacji kolaboracyjnych uczestniczących w tłumieniu powstania zostały jednak wcielone do Armii Własowa po jej oficjalnym utworzeniu – np. byli żołnierze brygady RONA zostali wcieleni do 1. Dywizji ROA). W kordonie otaczającym Warszawę znalazły się także jednostki węgierskiego II Korpusu Rezerwowego, które zostały jednak wycofane, gdy Niemcy zorientowali się, że Węgrzy jawnie sympatyzują z Polakami.

## Przebieg powstania

Przebieg powstania warszawskiego
1 VIII – 3 X 1944

Powstanie warszawskie zostało rozpoczęte zbrojnym wystąpieniem oddziałów Armii Krajowej 1 sierpnia 1944 o godz. 17.00 (tzw. Godzina „W”). Walki zbrojne zakończyły się natomiast 2 października 1944 w godzinach wieczornych. Pułkownik Adam Borkiewicz zaproponował następującą periodyzację powstania: ogólne natarcie powstańcze dla opanowania Warszawy (1–4 sierpnia), okres powstańczej obrony zaczepnej (5 sierpnia – 2 września), walka o przetrwanie (3 września – 2 października). Generał Jerzy Kirchmayer podzielił natomiast powstanie na dwa okresy: okres polskiego natarcia (1–4 sierpnia) oraz okres polskiej obrony (5 sierpnia – 2 października).
Plan powstania został opracowany przez komendanta Okręgu Warszawskiego AK, pułkownika Antoniego Chruściela „Montera”. Przyjęto w nim założenie, że oddziały polskie będą w stanie prowadzić działania zaczepne przez 2–3 dni, a w razie niekorzystnego obrotu spraw będą mogły wytrwać w obronie maksymalnie przez 14 dni (przy założeniu, że możliwe będzie uzyskanie broni ze zdobyczy i zrzutów). W rzeczywistości walki trwały 63 dni.

### Godzina „W”

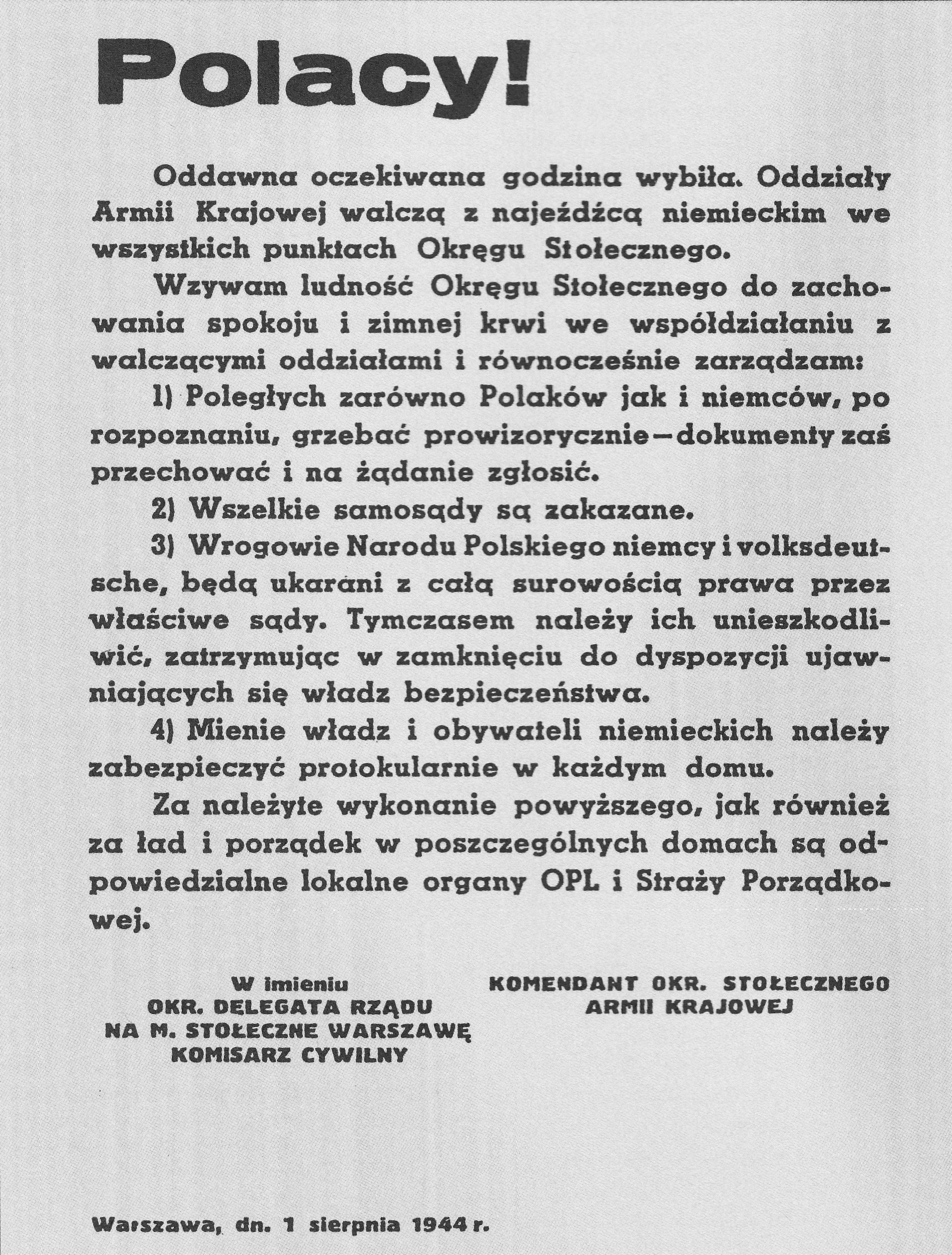
Odezwa władz powstańczych rozplakatowana na ulicach miasta 1 sierpnia 1944

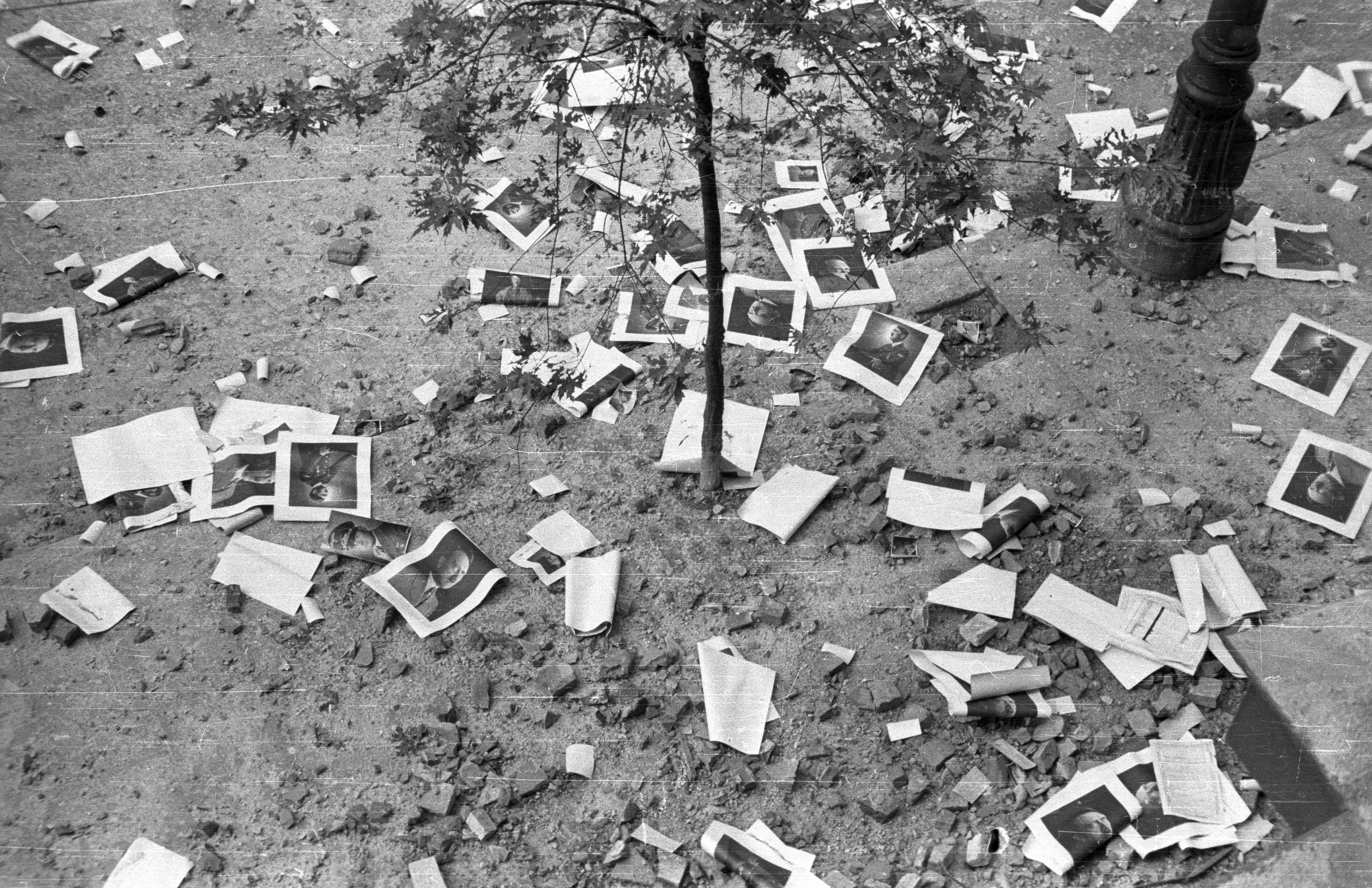
Portrety Hitlera wyrzucone ze zdobytego niemieckiego urzędu przy ul. Marszałkowskiej

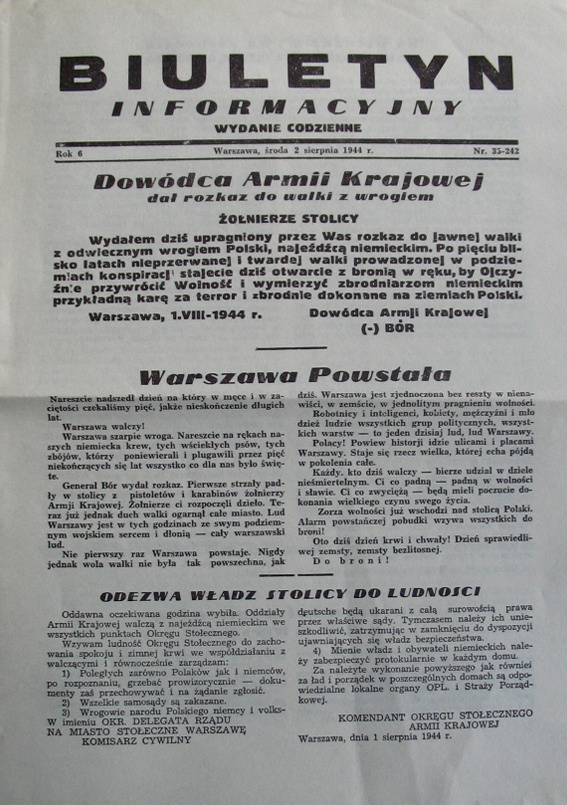
Biuletyn Informacyjny z 2 sierpnia 1944

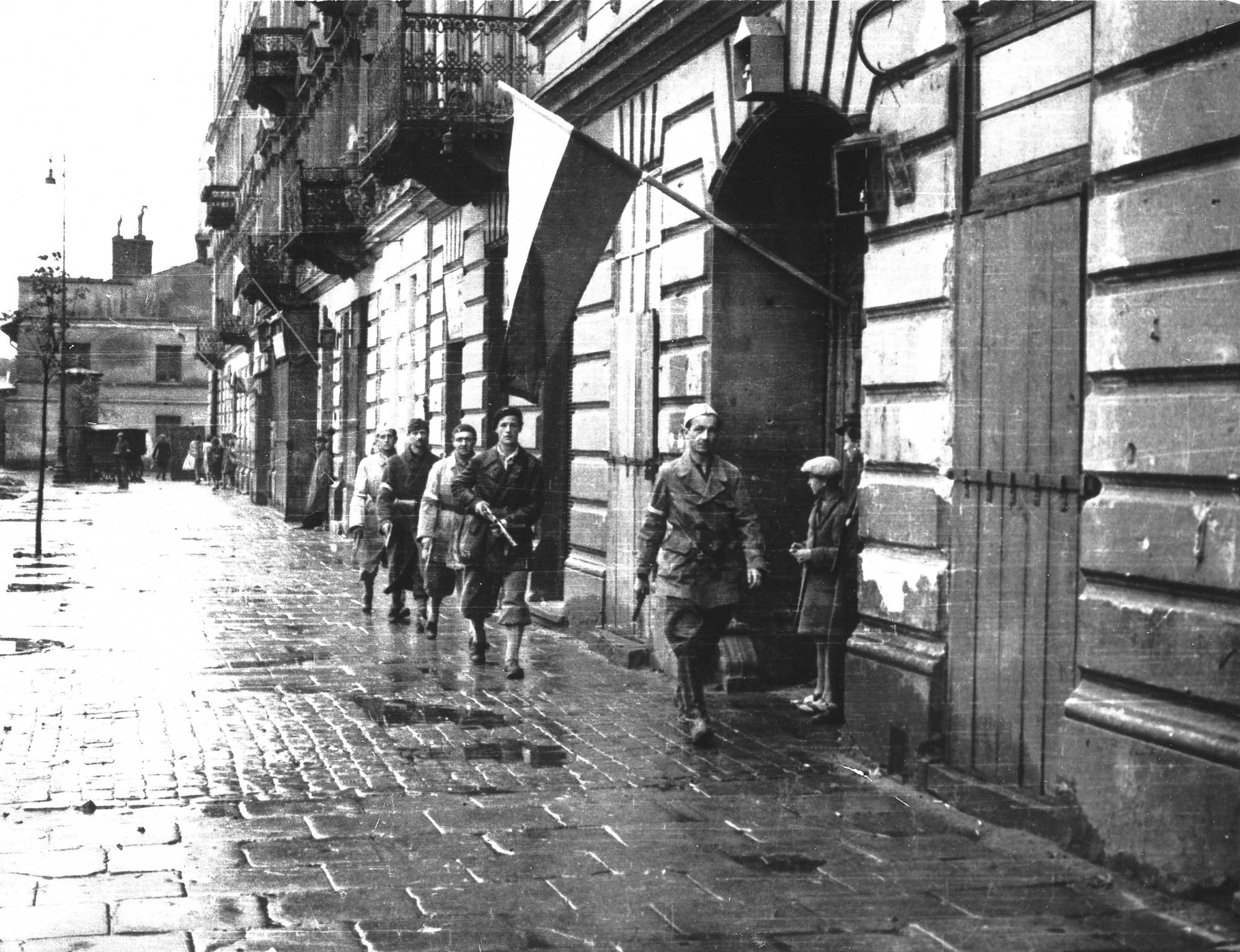
Pierwsze dni sierpnia 1944.
Patrol por. Stanisława Jankowskiego ps. „Agaton” z batalionu „Pięść” na pl. Kazimierza Wielkiego w drodze do Śródmieścia

1 sierpnia o godz. 17.00 jednostki Okręgu Warszawskiego AK oraz oddziały dyspozycyjne KG AK zaatakowały niemieckie obiekty we wszystkich dzielnicach okupowanej Warszawy. Położenie wyjściowe powstańców było niezwykle trudne. Daleko idące zmiany wprowadzone z inicjatywy płk. „Montera” do uprzednio wypracowanych planów powstania, tj. ustalenie godziny rozpoczęcia walki na 17:00 i skrócenie czasu pogotowia z 48 do 24 godzin (a w praktyce z powodu obowiązującej godziny policyjnej nawet do kilku godzin), spowodowały, że przeprowadzana w ostatniej chwili mobilizacja przebiegała w atmosferze chaosu i gorączkowości. Zaledwie 40% magazynowanej broni zdołano dostarczyć na czas do miejsc koncentracji. Zmienne, a niekiedy sprzeczne rozkazy dowództwa, a zwłaszcza ujawnione podczas mobilizacji drastyczne niedobory broni i amunicji, wywołały niepewność i nerwowość w szeregach stołecznych oddziałów AK, w niektórych wypadkach prowadząc do osłabienia ich zapału bojowego. Wielu żołnierzy nie zgłosiło się lub nie zdążyło dotrzeć na czas na miejsca zbiórki. Miały także miejsce wypadki, gdy wobec braku broni niektóre pododdziały rozchodziły się do domów, gdyż żołnierze argumentowali, iż „z gołymi rękami nie pójdą na karabiny maszynowe”.
W Śródmieściu, gdzie stawiennictwo było stosunkowo najwyższe, do oddziałów dotarło nieco ponad 60% żołnierzy. W dzielnicach peryferyjnych (m.in. na Woli i Pradze) stawiło się zaledwie ok. 40% żołnierzy. W rezultacie 1 sierpnia do walki stanęło zaledwie od 1500 do 3500 uzbrojonych żołnierzy AK, nie licząc kilkunastu tysięcy nieuzbrojonych powstańców, stanowiących siłą rzeczy rezerwę kadrową. Do oddziałów dotarło więc około 50% żołnierzy, dysponujących według szacunków około 30% zmagazynowanej przez AK broni. Dla porównania, w czasie mobilizacji z 27 lipca stawiło się niemal 80% żołnierzy.
Powstańcy nadmiernie rozproszyli swoje siły, atakując zbyt wiele celów jednocześnie. Ponadto podjęta w ostatniej chwili decyzja o zmianie siedziby KG AK spowodowała, że rozdzieleniu uległo podległe jej najsilniejsze zgrupowanie AK (Kedyw wraz z Komendą przeszedł na Wolę, podczas gdy pułk „Baszta” pozostał na Mokotowie). Nie udało się także uzyskać efektu zaskoczenia, gdyż niemieckie dowództwo, zaalarmowane meldunkami konfidentów, już o godz. 16.30 zarządziło alarm dla garnizonu warszawskiego i wszystkich Niemców pozostających w Warszawie.
W rezultacie polskie natarcie 1 sierpnia 1944 zakończyło się „wyraźnym i dużym niepowodzeniem”. Z ważniejszych obiektów udało się opanować jedynie: gmach „Prudentialu” przy pl. Napoleona (najwyższy budynek w Warszawie), elektrownię na Powiślu, wielkie magazyny żywności i mundurów na Stawkach, gmach sądów na Lesznie, budynek Ratusza przy pl. Teatralnym, areszt śledczy przy ul. Daniłowiczowskiej, gmach Wojskowego Instytutu Geograficznego przy Al. Jerozolimskich, siedzibę MZK przy ul. Świętokrzyskiej, Poselstwo Czechosłowackie przy ul. Koszykowej, kilka zamienionych na koszary szkół oraz budynek Dyrekcji Kolejowej na Pradze. O wiele dłuższa była lista obiektów, których szturm zakończył się niepowodzeniem. W szczególności powstańcom nie udało się zdobyć lotniska na Okęciu, żadnego z mostów, jak również żadnego z warszawskich dworców kolejowych. Niepowodzeniem zakończyły się natarcia na: siedzibę Gestapo w al. Szucha, Pałac Brühla (siedziba gubernatora Fischera), Pałac Saski (kwatera generała Stahela), Cytadelę, kompleks budynków Sejmu, Pocztę Główną, kompleks budynków Uniwersytetu Warszawskiego, Komendę Policji przy Krakowskim Przedmieściu, centralę telefoniczną przy ul. Zielnej 39 („dużą PASTA-ę”), centralę telefoniczną przy ul. Piusa XI 19 („małą PAST-ę”), koszary SS przy ul. Rakowieckiej, koszary artylerii przeciwlotniczej przy ul. Puławskiej, tor wyścigów konnych na Służewcu i Dom Akademicki przy pl. Narutowicza. W niemieckich rękach pozostały także: więzienie mokotowskie, Pawiak wraz z obozem KL Warschau, Instytut Chemiczny na Żoliborzu, gmach CIWF na Bielanach oraz szturmowane przez Polaków forty („Traugutta”, „Bema”, „Legionów”, „Mokotów”).
W walce zginęło lub odniosło rany blisko 2 tys. żołnierzy AK, utracono również dużo broni. Niektóre polskie oddziały uległy całkowitemu lub częściowemu rozbiciu (m.in. VIII samodzielny rejon Okęcie, jednostki Obwodu III „Wola” i Obwodu VI „Praga”). Po załamaniu natarcia główne siły Obwodu II „Żoliborz” odeszły do Puszczy Kampinoskiej, a Obwodu III „Ochota” – do Lasów Chojnowskich. Do Lasu Kabackiego przeszło również wiele jednostek z Mokotowa (łącznie miasto opuściło blisko 5000 żołnierzy AK). Straty niemieckiego garnizonu wyniosły ok. 500 zabitych, rannych i wziętych do niewoli. Niepowodzeniem zakończyło się także wystąpienie Obwodu VII „Obroża” (noc z 1 na 2 sierpnia), którego jednostki nie zdołały zdobyć m.in. radiostacji w Raszynie ani lotniska na Bielanach. Żołnierzom AK udało się jedynie opanować przejściowo elektrownię w Pruszkowie.
Tego dnia największe zdobycze terytorialne udało się uzyskać powstańcom w Śródmieściu, na Starym Mieście oraz we wschodniej części Woli. Obszar ten pozostawał jednak odseparowany od pozostałych dzielnic. W dodatku tylko na Starówce udało się uzyskać większą przestrzeń wolną od nieprzyjaciela. W Śródmieściu Niemcy nadal kontrolowali najważniejsze arterie komunikacyjne (Al. Ujazdowskie, Nowy Świat, Krakowskie Przedmieście i Al. Jerozolimskie), jak również szereg kluczowych obiektów wewnątrz dzielnicy, co znacznie utrudniało komunikację pomiędzy poszczególnymi rejonami. Dla przykładu kontakt Starego Miasta ze Śródmieściem mógł się odbywać tylko poprzez Wolę, Górny Czerniaków był połączony ze Śródmieściem tylko „wąskim gardłem” wzdłuż ul. Książęcej, a komunikacja pomiędzy Śródmieściem Północnym a Południowym odbywała się wyłącznie poprzez wąski odcinek Al. Jerozolimskich. Jeszcze gorzej wyglądała sytuacja w pozostałych dzielnicach. Na Ochocie, po odejściu głównych sił obwodu do Lasów Chojnowskich, pozostały tylko niewielkie oddziałki AK w rejonie ulic Wawelskiej („Reduta Wawelska”) i Kaliskiej („Reduta Kaliska”). Po równoczesnym odwrocie Polaków i Niemców swoistą „ziemią niczyją” stał się Żoliborz. Na Mokotowie kilka kompanii pułku „Baszta” obsadziło bloki mieszkalne w czworoboku ulic: Odyńca – Goszczyńskiego – Puławskiej – al. Niepodległości.

### Polskie działania zaczepne w dniach 2–4 sierpnia

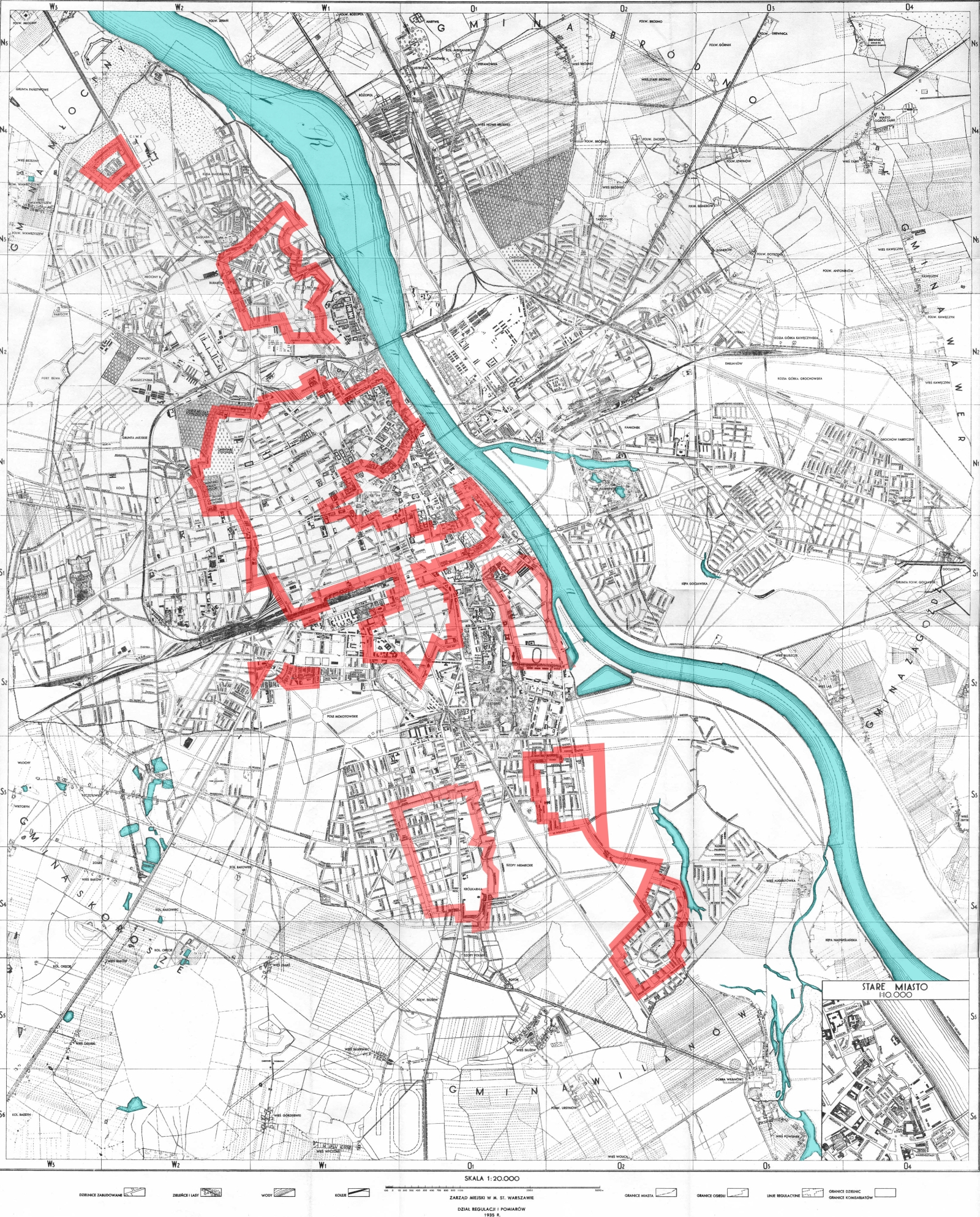
Tereny opanowane przez powstańców na dzień 4 sierpnia 1944 – maksymalny zasięg terytorialny powstania

Na skutek porażki poniesionej 1 sierpnia siły powstańcze znalazły się w skrajnie niekorzystnym położeniu. W tej trudnej sytuacji na korzyść strony polskiej nadal przemawiały jednak dwa czynniki. Pierwszym z nich była stosunkowo bierna postawa niemieckiego garnizonu, który nie odważył się podjąć zdecydowanego kontrnatarcia przeciw słabym siłom powstańczym. Drugim natomiast był ogromny entuzjazm, z jakim mieszkańcy stolicy przyjęli wybuch powstania. Już w nocy z 1 na 2 sierpnia opanowane przez powstańców dzielnice pokryła gęsta sieć barykad. Zapał i inicjatywa ludności udzieliły się wojsku i pomogły przełamać kryzys, w jakim znalazło się powstanie.
W następnych dniach oddziały AK stoczyły szereg zwycięskich potyczek, które przyniosły nowe zdobycze terytorialne oraz pozwoliły okrzepnąć powstańczej obronie. W dniach 2–3 sierpnia opanowano gmach Polskiej Wytwórni Papierów Wartościowych, Bank Polski przy ul. Bielańskiej oraz Pałac Blanka, dzięki czemu obrona Starego Miasta została oparta na mocnych filarach. W tym samym czasie w Śródmieściu zdobyto gmach Poczty Głównej, silnie broniony posterunek niemieckiej policji w kamienicy Partowicza przy ul. Żelaznej róg Chłodnej (Nordwache) oraz zabudowania Politechniki. Szczególne znaczenie miało jednak zdobycie przez batalion „Chrobry II” Dworca Pocztowego przy Al. Jerozolimskich. Sukces ten pozwolił powstańcom zablokować jedną z kluczowych arterii komunikacyjnych miasta. W dniach 3–4 sierpnia na trasie tej toczyły się zaciekłe walki, w trakcie których strona niemiecka użyła broni pancernej.
3 sierpnia do Warszawy powróciły oddziały pułkownika „Żywiciela”, które obsadziły centralną część Żoliborza. Dzień wcześniej na Mokotowie zdobyto szkołę przy ul. Woronicza 8, która stanowiła odtąd jeden z kluczowych polskich bastionów w tej dzielnicy. Na Woli już od 2 sierpnia powstańcze oddziały były natomiast uwikłane w zaciekłe walki obronne przeciwko niemieckim jednostkom pancernym, które próbowały wywalczyć sobie przejście wzdłuż trasy Wolska – Chłodna – Elektoralna – Senatorska – most Kierbedzia. Na Pradze już 3 sierpnia powstanie w zasadzie wygasło.
4 sierpnia, ze względu na ograniczone zapasy amunicji, pułkownik „Monter” nakazał oddziałom AK ograniczenie działań zaczepnych w związku z wyczerpywaniem się zapasów amunicji. Polskie oddziały miały zrezygnować ze zdobywania pierwotnych celów natarcia na rzecz działań istotnych dla przebiegu całego powstania. 5 sierpnia, a więc już po przejęciu inicjatywy przez Niemców, batalion AK „Zośka” zdołał jeszcze zdobyć obóz KL Warschau przy ul. Gęsiej, gdzie uwolniono 348 Żydów.
4 sierpnia uznawany jest w historiografii za dzień końca ofensywy powstańczej. W czasie czterodniowych walk powstańcy zdołali opanować większą część Śródmieścia, zwarte obszary Woli i Żoliborza, a także mniejsze enklawy na terenie Ochoty i Mokotowa. Sukcesy te były możliwe dzięki biernej postawie sił niemieckich, które skoncentrowały się na prowadzeniu działań obronnych.

### Upadek Woli i Ochoty

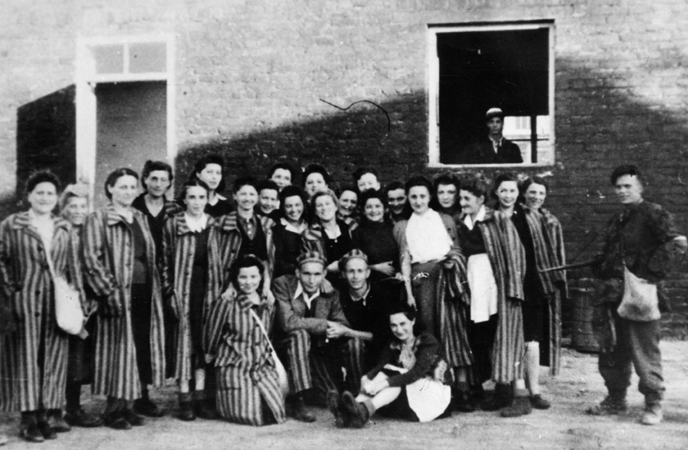
Żydowskie więźniarki KL Warschau przy ul. Gęsiej („Gęsiówka”) wyzwolone przez żołnierzy AK

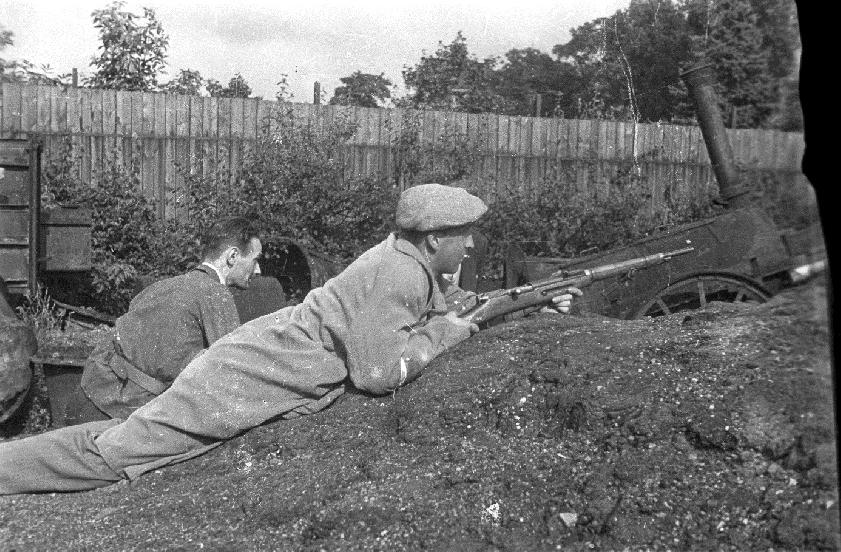
Żołnierze batalionu „Pięść” w rejonie cmentarza ewangelickiego na Woli

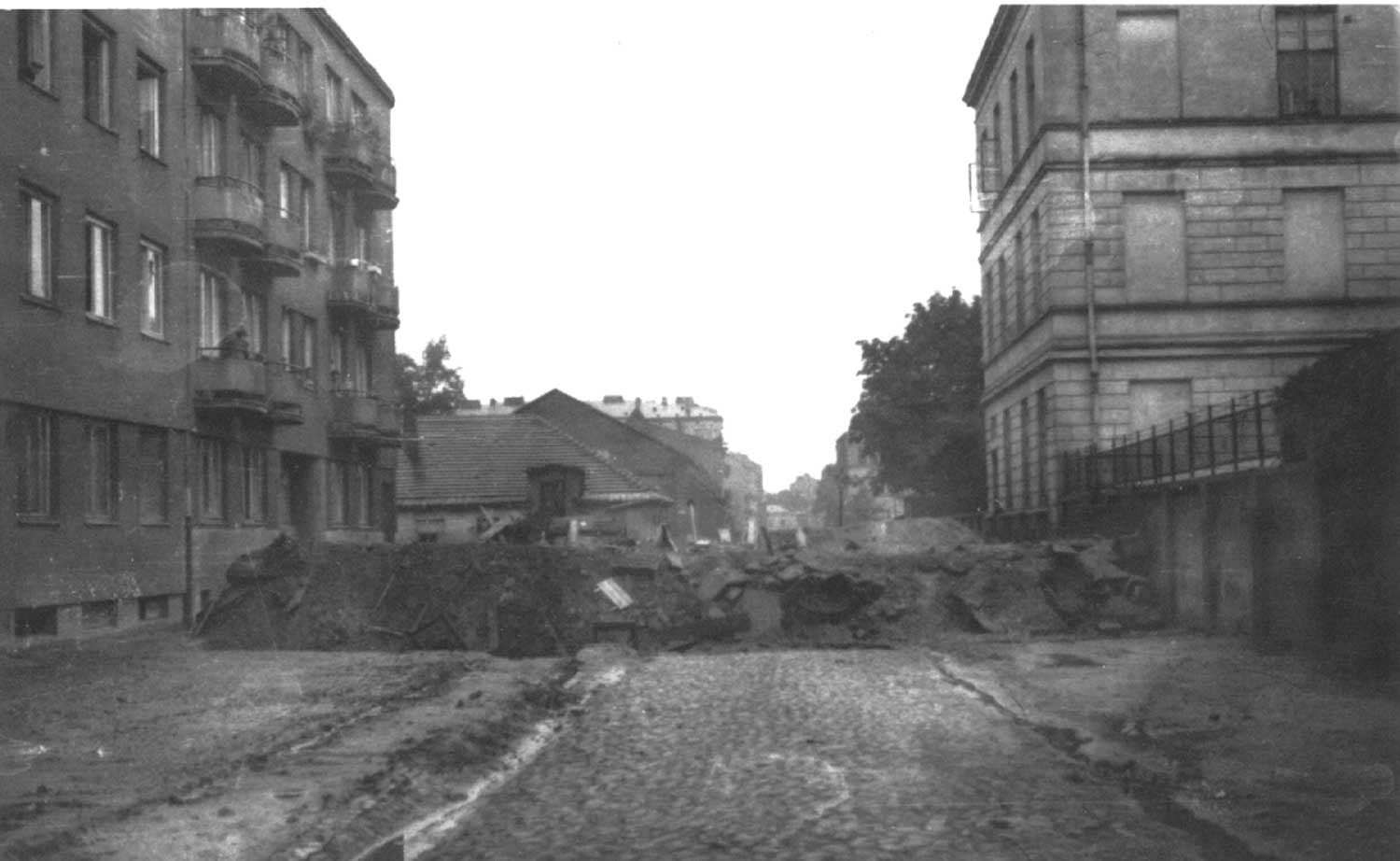
Powstańcza barykada na skrzyżowaniu ulic Żytniej i Karolkowej

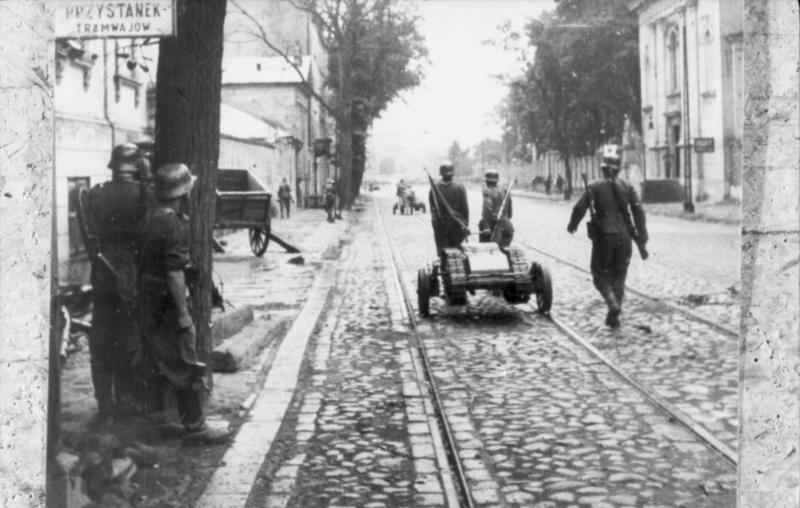
Niemieccy żołnierze prowadzący „Goliatha” ulicą Powązkowską

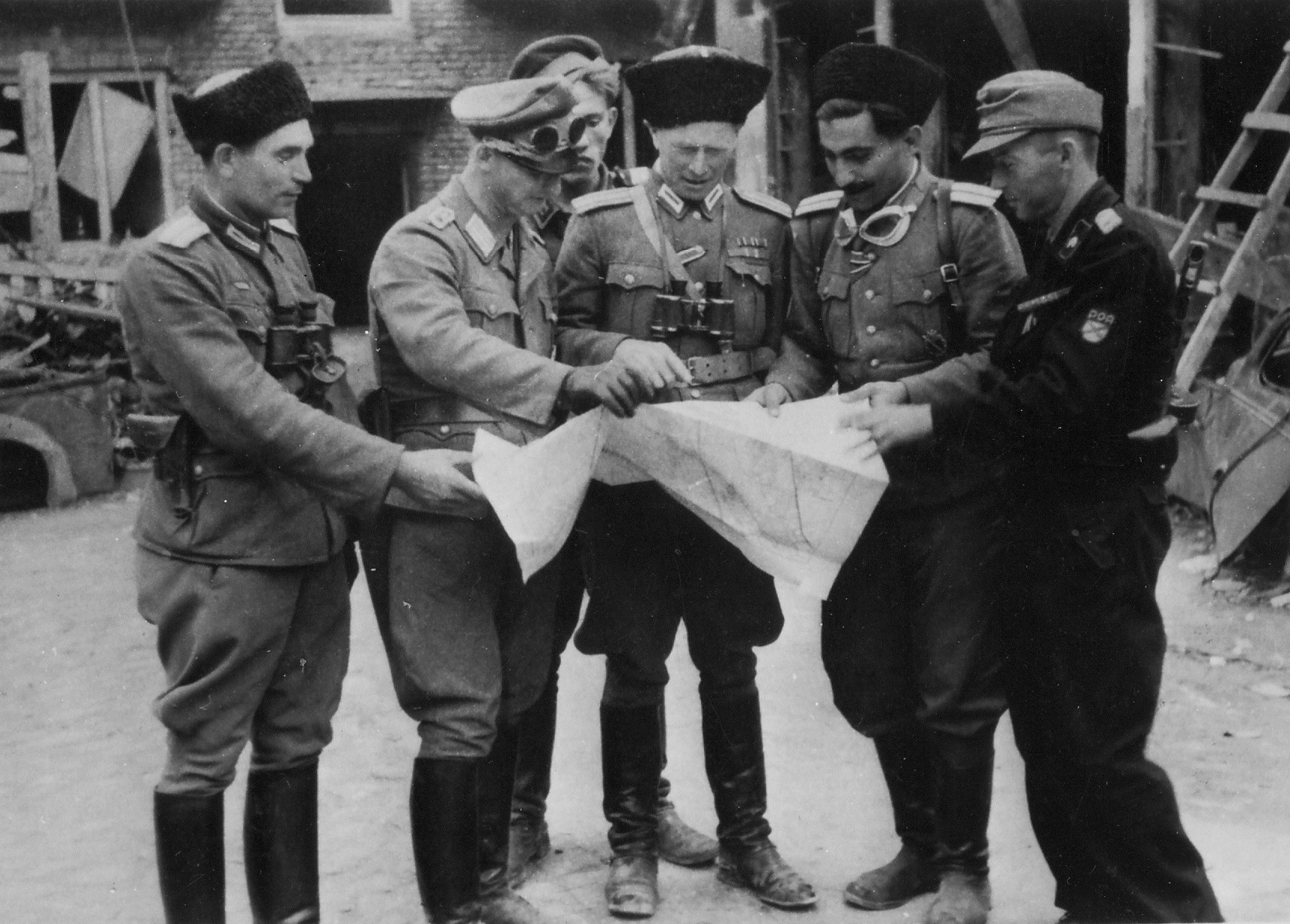
Major Iwan Frołow i oficerowie brygady RONA

Pierwszą reakcją Hitlera na wieść o wybuchu powstania było wydanie rozkazu rozpoczęcia dywanowych nalotów na polską stolicę. Niemiecka Luftwaffe miała „przez masowe użycie wszystkich samolotów frontu środkowego, włącznie z samolotami komunikacyjnymi, zrównać Warszawę z ziemią i przez to zdusić ognisko powstania”. Szybko okazało się jednak, że wykonanie rozkazu jest nierealne. W mieście zostało bowiem odciętych szereg niemieckich urzędów oraz jednostek wojskowych i policyjnych, których ewakuacja była chwilowo niemożliwa. W tej sytuacji zadanie zorganizowania odsieczy dla garnizonu warszawskiego Hitler powierzył Reichsführerowi-SS Heinrichowi Himmlerowi oraz szefowi sztabu generalnego Naczelnego Dowództwa Wojsk Lądowych (OKH), generałowi Heinzowi Guderianowi.
O ile wybuch powstania nie zaskoczył Niemców na poziomie taktycznym, o tyle stanowił zaskoczenie w skali operacyjnej. Zbiegł się też z ogólnym kryzysem na środkowym odcinku frontu wschodniego. W tej sytuacji do zwalczania powstania skierowano znajdujące się pod ręką oddziały, stanowiące zbieraninę różnych jednostek policyjnych, szkolnych i pomocniczych, natomiast pełnowartościowe związki taktyczne były rzucane przeciwko Armii Czerwonej. W skład „sił odsieczy” weszły m.in.: naprędce zorganizowana grupa policyjna z Kraju Warty, dowodzona przez SS-Gruppenführera Heinza Reinefartha; pułk SS „Dirlewanger”, złożony z niemieckich kryminalistów powyciąganych z więzień i obozów koncentracyjnych; kolaboracyjna brygada SS RONA; 608. pułk ochronny, a także dwa bataliony azerbejdżańskie (batalion „Bergman” i I batalion 111. pułku). Jednostki „sił odsieczy” pojawiły się w Warszawie w okolicach 4 sierpnia. Pułk Dirlewangera wraz z grupą policyjna Reinefartha i oddziałami azerbejdżańskimi zostały skierowane na Wolę. Powierzono im zadanie uwolnienia gubernatora Fischera i generała Stahela (odciętych w „dzielnicy rządowej” w okolicach pl. Piłsudskiego) oraz odblokowania trasy Wolska – Chłodna – Elektoralna – Senatorska – most Kierbedzia. Brygada RONA miała natomiast uderzać na Ochotę, aby postępując wzdłuż trasy Grójecka – Al. Jerozolimskie odblokować dojście do mostu Poniatowskiego.
5 sierpnia od wczesnych godzin porannych oddziały Reinefartha i Dirlewangera szturmowały polskie barykady na ulicach Wolskiej i Górczewskiej, masowo mordując przy tym cywilną ludność dzielnicy. Niemieckie postępy były jednak początkowo dość nieznaczne. Niemieckie dowództwo podkreślało w meldunkach, iż Polacy walczą „zaciekle i z determinacją” oraz „nie daje się stwierdzić spadku siły oporu”. 6 sierpnia jeden z batalionów Dirlewangera przedarł się do Ogrodu Saskiego, gdzie nawiązał kontakt z niemieckimi obrońcami „dzielnicy rządowej”. Dopiero następnego dnia Niemcom udało się jednak zabezpieczyć arterię wolską aż po pl. Bankowy. O całkowitym odblokowaniu trasy Wolska – Chłodna – Ogród Saski – most Kierbedzia można było mówić dopiero od 17 sierpnia.
6 sierpnia Komenda Główna AK, stacjonująca od początku powstania w fabryce mebli Kamlera przy ul. Dzielnej 72, przeniosła się do gmachu szkoły przy ul. Barokowej na Starym Mieście (a stamtąd, 13 sierpnia, do pałacu Raczyńskich).
Ostatnim epizodem bitwy o Wolę były kilkudniowe zacięte walki o cmentarze na Powązkach i rejon ul. Okopowej, gdzie broniły się główne siły Kedywu (8–11 sierpnia). Dowodzący nimi podpułkownik „Radosław” zwlekał przez pewien czas z opuszczeniem tej pozycji, gdyż liczył, iż uzyska zgodę dowództwa AK na ewakuowanie swoich oddziałów do pobliskiej Puszczy Kampinoskiej – i tym samym ocalenie doborowej młodzieży harcerskiej służącej w szeregach Kedywu. Ostatecznie KG AK nie wyraziła jednak zgody na ewakuację, a atakowane z trzech stron oddziały „Radosława” były zmuszone wycofać się przez ruiny getta w rejon magazynów na Stawkach. Obrona Woli kosztowała Kedyw utratę blisko 50% pierwotnego stanu osobowego.
Ochota była broniona przez zaledwie ok. 300 żołnierzy AK, którzy utrzymywali pozycje w rejonie ulic Kaliskiej i Wawelskiej. Już pierwsze walki pokazały jednak, że szturmująca tę dzielnicę brygada RONA ma minimalną wartość bojową, a jej żołnierze są zainteresowani wyłącznie gwałtami, rabunkiem i alkoholem. W rezultacie mimo ogromnej przewagi liczebnej i technicznej RONA niemal na tydzień utknęła na Ochocie. Dopiero w nocy z 10 na 11 sierpnia załoga „Reduty Kaliskiej” wycofała się do Lasów Chojnowskich. Następnego dnia padła również „Reduta Wawelska”. 12 sierpnia RONA zdołała dotrzeć w rejon pl. Starynkiewicza, gdzie zajęła Szpital Dzieciątka Jezus oraz gmach Wojskowego Instytutu Geograficznego. Tam oddziały Kaminskiego ostatecznie utknęły, a arteria komunikacyjna wiodąca przez Al. Jerozolimskie do mostu Poniatowskiego pozostawała zablokowana przez Polaków do ostatnich dni powstania.

### Obrona Starego Miasta

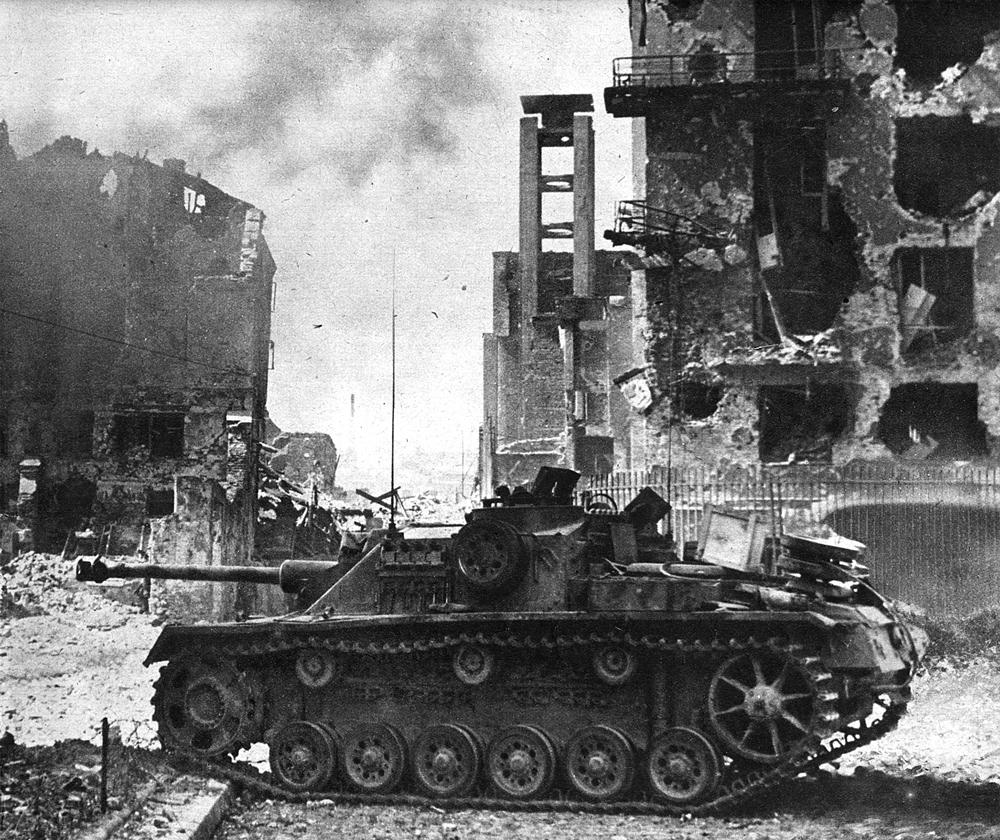
Niemieckie działo pancerne StuG III Ausf. G podczas walk o Polską Wytwórnię Papierów Wartościowych

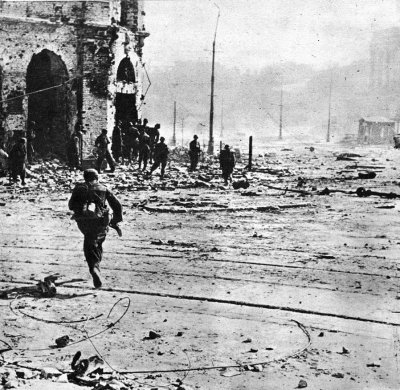
Walki uliczne w okolicach ul. Bielańskiej

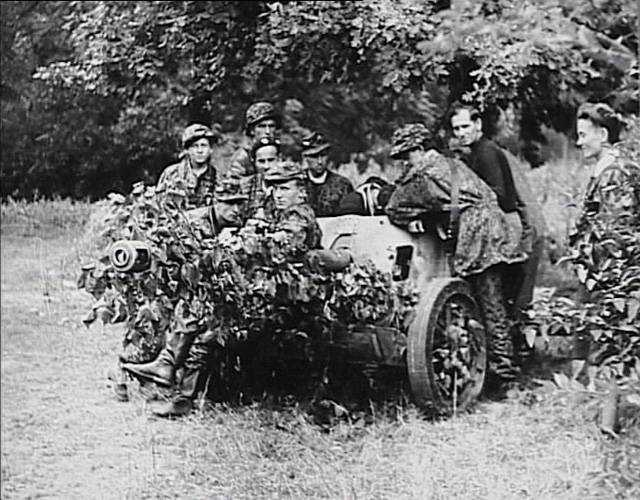
Żołnierze Kompanii „Leśnik” z działkiem przeciwpancernym 5 cm PaK 38. Ogród Krasińskich

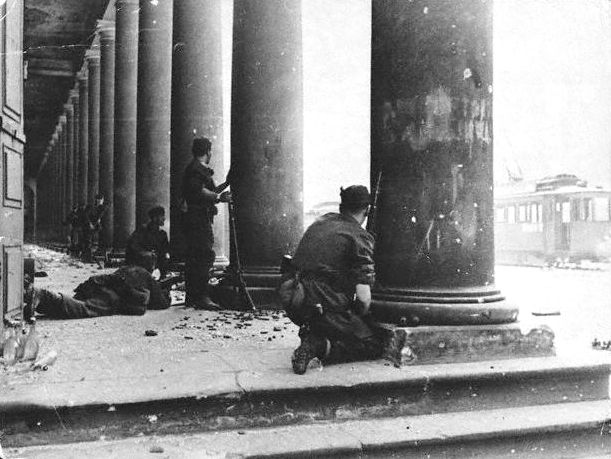
Wschodni kolaboranci ostrzeliwują pozycje powstańców zza kolumnady Teatru Wielkiego

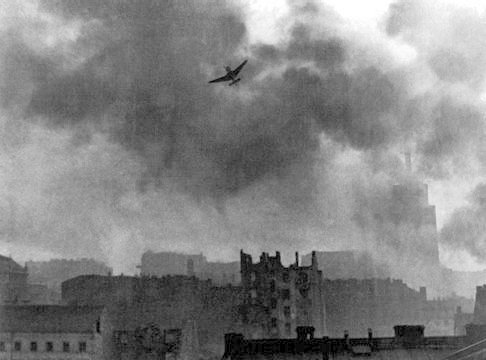
Stukas bombardujący Stare Miasto, sierpień 1944

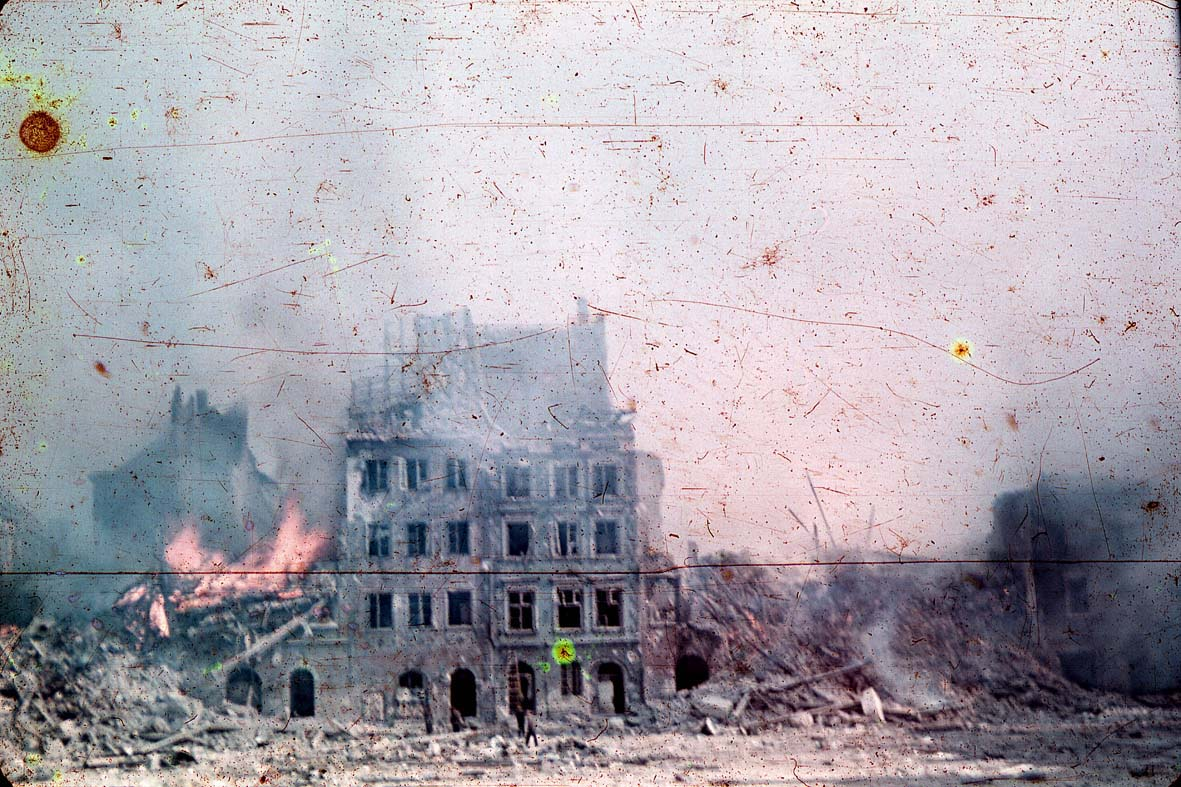
Rynek Starego Miasta w płomieniach powstańczych walk, sierpień 1944

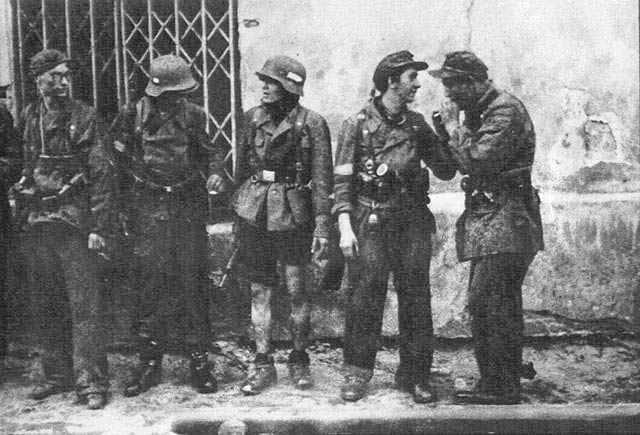
Żołnierze Batalionu „Miotła” po ewakuacji kanałami do Śródmieścia. Okolice włazu kanałowego przy ul. Wareckiej (2 września)

Po upadku Woli i Ochoty obszar kontrolowany przez oddziały Armii Krajowej skurczył się do kilku wzajemnie izolowanych dzielnic – Żoliborza, Starego Miasta, Śródmieścia z Powiślem oraz Mokotowa. Niemcy skierowali teraz główną siłę swojego natarcia na warszawską Starówkę. Ich celem było wywalczenie szerokiego dostępu do Wisły – zwłaszcza na odcinku wiodącym od mostu średnicowego do mostu Kierbedzia – co pozwoliłoby trwale zabezpieczyć tyły niemieckich wojsk stacjonujących na prawym brzegu rzeki. Stare Miasto stało się w ten sposób polem „boju walnego”, kluczowego dla dalszych losów powstania. Pułkownik „Monter” podzielił Okręg Warszawski AK na trzy ośrodki walki: „Śródmieście”, „Południe”, „Północ” (5 sierpnia). Za obronę Starówki odpowiadać miała Grupa „Północ”, dowodzona przez pułkownika Karola Ziemskiego ps. „Wachnowski” (podlegały mu także jednostki AK z Żoliborza i Puszczy Kampinoskiej). W momencie utworzenia liczyła ona ok. 9 tys. żołnierzy, z czego ok. 7,2 tys. pozostawało na Starym Mieście. „Wachnowski” zamierzał prowadzić aktywną obronę dzielnicy, dążąc jednocześnie do uzyskania połączenia z Żoliborzem i Puszczą Kampinoską.
Bitwa o Stare Miasto rozpoczęła się zasadniczo już 7 sierpnia. Od tego dnia pułk Dirlewangera przypuszczał bowiem szturmy na polskie pozycje w rejonie pl. Bankowego, pl. Teatralnego i pl. Zamkowego. Początkowo postępy niemieckiego natarcia były dość nieznaczne. Do 12 sierpnia Niemcom udało się opanować jedynie ruiny Zamku Królewskiego, a dopiero dwa dni później zdołali po zaciętych walkach przejąć kontrolę nad okolicami pl. Bankowego. Po zakończeniu boju o wolskie cmentarze Niemcy rozpoczęli również natarcie na Muranów, którego broniły oddziały Kedywu i Zgrupowania „Leśnik”. Szczególnie zaciekłe walki toczyły się zwłaszcza w rejonie magazynów na Stawkach. Po dziesięciu dniach walki siły obrońców Starówki stopniały do ok. 5 tys. żołnierzy. 18 sierpnia von dem Bach zaproponował powstańcom kapitulację, lecz jego propozycja została pozostawiona bez odpowiedzi. Następnego dnia niemiecka Grupa Bojowa „Reinefarth” rozpoczęła generalny szturm na Starówkę.
Ponaddwutygodniowa bitwa o Stare Miasto miała okazać się jednym z najzaciętszych i najdramatyczniejszych bojów powstania. Walki toczone były bowiem o każdy dom i każdą barykadę. Doskonale wyposażone niemieckie oddziały szturmowe, dysponujące silnym wsparciem artyleryjskim i lotniczym, przez długi czas nie były w stanie złamać oporu powstańców. 21 sierpnia niemieckie dowództwo było zmuszone przyznać, że: „Polscy bandyci w Warszawie walczą fanatycznie i zaciekle. Uzyskane przez własne oddziały rezultaty po trzytygodniowej walce są nikłe, mimo wsparcia licznych najnowocześniejszych rodzajów broni”. Z kolei tydzień później meldowano, że własne oddziały są „bardzo zmęczone i zużyte”, podczas gdy Polacy „walczyli zaciekle i wytrwale, a ich opór nasilał się”. SS-Obergrupenführer von dem Bach oceniał, że podczas walk o Stare Miasto z niemieckich szeregów ubywało 150 żołnierzy dziennie. Ciężkie straty zmusiły w końcu Niemców do zmiany taktyki. Zamiast prowadzić natarcia szerokim frontem, zaczęli oni koncentrować się na systematycznym, stopniowym opanowywaniu poszczególnych punktów oporu.
Wobec technicznej i ogniowej przewagi wroga powstańcy nie byli jednak w stanie zatrzymać niemieckiego natarcia. O ile wielodniowe szturmy nie przebiły nigdzie polskiej obrony, o tyle systematycznie spychały powstańców do wnętrza Starówki. 20 sierpnia Niemcy zdobyli Pałac Mostowskich. W nocy z 20 na 21 sierpnia żołnierze zgrupowania „Leśnik” musieli ostatecznie opuścić Muranów. 22 sierpnia powstańcy utracili Arsenał, a dwa dni później – część ruin szpitala Jana Bożego. 28 sierpnia, po wielu dniach zaciętych walk, Niemcy zdobyli ostatecznie jeden z kluczowych zworników polskiej obrony – gmach PWPW. Tego samego dnia, po równie długotrwałych i zaciętych bojach, powstańcy stracili także ruiny Katedry wraz z sąsiednim kościołem oo. jezuitów. Siły obrońców stopniały w tym czasie do ok. 2 tys. żołnierzy (niektóre plutony liczyły zaledwie kilkunastu żołnierzy). Wojsko znajdowało się na skraju wytrzymałości fizycznej; brakowało amunicji, żywności i lekarstw dla tysięcy rannych. W jeszcze bardziej tragicznej sytuacji znajdowała się ludność cywilna – cierpiąca głód i pragnienie, wegetująca w piwnicach, ginąca tysiącami od niemieckich nalotów i ostrzału artyleryjskiego. Zawiodły nadzieje na pomoc z zewnątrz. Z powodu wzajemnych niesnasek i niezdecydowania dowódców AK z Puszczy Kampinoskiej nie udało się zorganizować natarcia na tyły Grupy Bojowej „Reinefarth” w rejonie Powązek. Nie udało się również uzyskać połączenia z Żoliborzem, gdyż dwa powstańcze szturmy na Dworzec Gdański zakończyły się klęską i utratą blisko 500 żołnierzy.
W tej sytuacji pułkownik „Wachnowski” postanowił podjąć próbę przebicia się przez niemieckie pozycje w kierunku Śródmieścia. Planowano, że w nocy z 30 na 31 sierpnia powstańcze oddziały ze Śródmieścia i Starego Miasta przeprowadzą koncentryczne, dwustronne uderzenie w rejonie pl. Bankowego i Hal Mirowskich, a przez wybity w ten sposób korytarz ewakuowane zostaną oddziały staromiejskie oraz – o ile będzie to możliwe – ranni i cywile. Źle skoordynowane natarcie zakończyło się jednak klęską i ciężkimi stratami. Nieudana próba przebicia poważnie nadszarpnęła zwartość organizacyjną całej obrony staromiejskiej. Na skutek poniesionej klęski, ciężkich strat i wyczerpania się amunicji, wojsko powstańcze ogarnęła apatia, a część powstańców porzuciło stanowiska i broń i rozeszła się lub wtopiła w szeregi ludności cywilnej. Tylko postawie dowódców i żołnierzy oraz niezdecydowaniu Niemców można było zawdzięczać, że jej rezultatem nie stało się całkowite rozbicie Grupy „Północ”.
1 września Niemcy przeprowadzili jeszcze jeden zmasowany szturm na Starówkę. Udało im się wówczas zdobyć większość Nowego Miasta oraz – przejściowo – Rynek Starego Miasta. Powstańcy ostatkiem sił zdołali jednak utrzymać najważniejsze pozycje, w tym wejścia do kanałów. Było to osiągnięcie szczególnie istotne ze względu na fakt, iż tego samego dnia obrońcy Starówki rozpoczęli ewakuację kanałami. Była ona prowadzona do godzin porannych 2 września. Do Śródmieścia wycofało się wówczas ok. 4,5 tys. żołnierzy AK, podczas gdy kolejnych 800 powstańców (w tym wielu z AL) przeszło na Żoliborz. Na Starówce pozostało ok. 2,5 tys. ciężko rannych powstańców oraz ok. 35 tys. osób cywilnych (w tym 5 tys. rannych). Po zajęciu dzielnicy Niemcy wymordowali większość rannych, a cywilów wśród mordów i gwałtów wypędzili z miasta.

### Walki w pozostałych dzielnicach (4 sierpnia – 2 września)

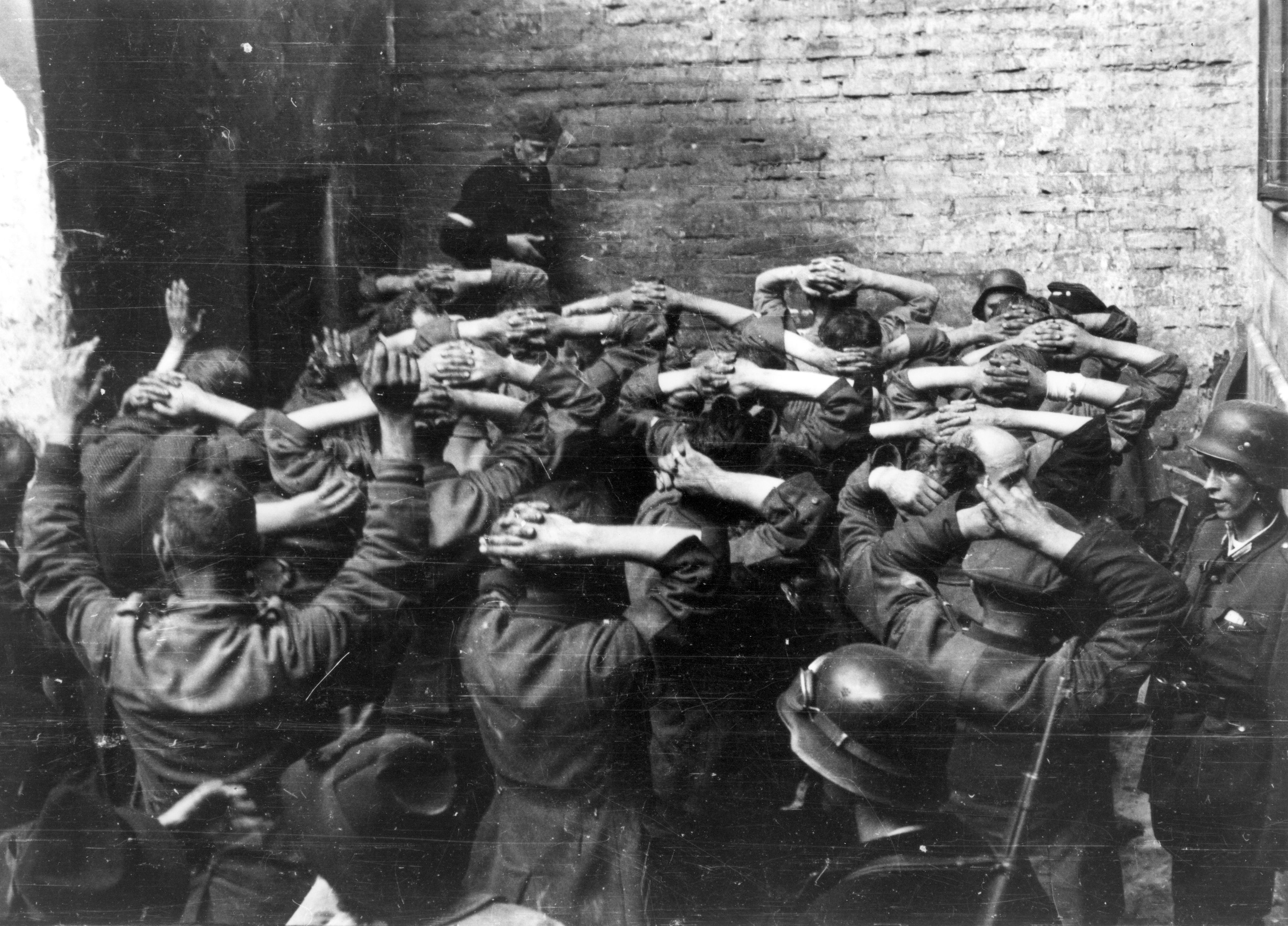
Jeńcy niemieccy wzięci do niewoli po zdobyciu „Dużej PAST-y” przy ul. Zielnej 39 (20 sierpnia)

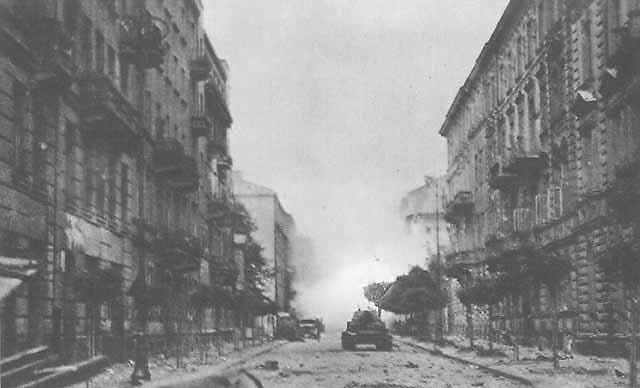
Walki o „Małą PASTę” przy ul. Piusa XI 19. Na pierwszym planie zniszczone czołgi niemieckie (22 sierpnia)

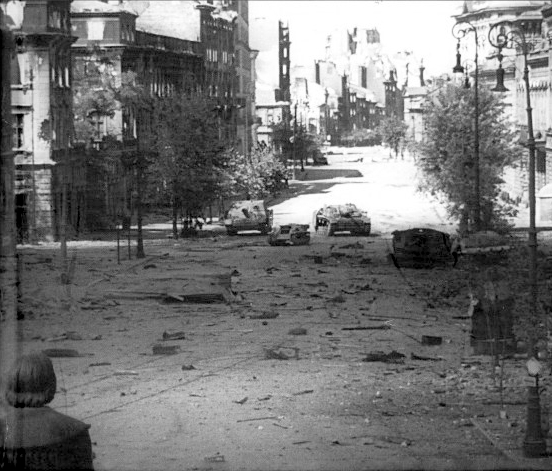
Niemieckie pojazdy pancerne atakują powstańcze pozycje w Pałacu Staszica przy Krakowskim Przedmieściu (23 sierpnia)

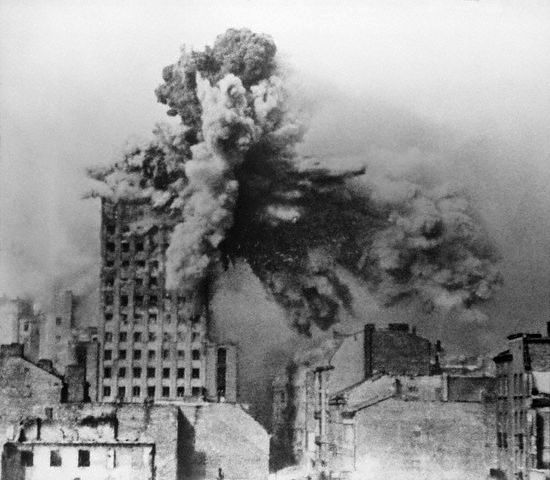
Gmach Prudentialu trafiony pociskiem ciężkiego moździerza (28 sierpnia)

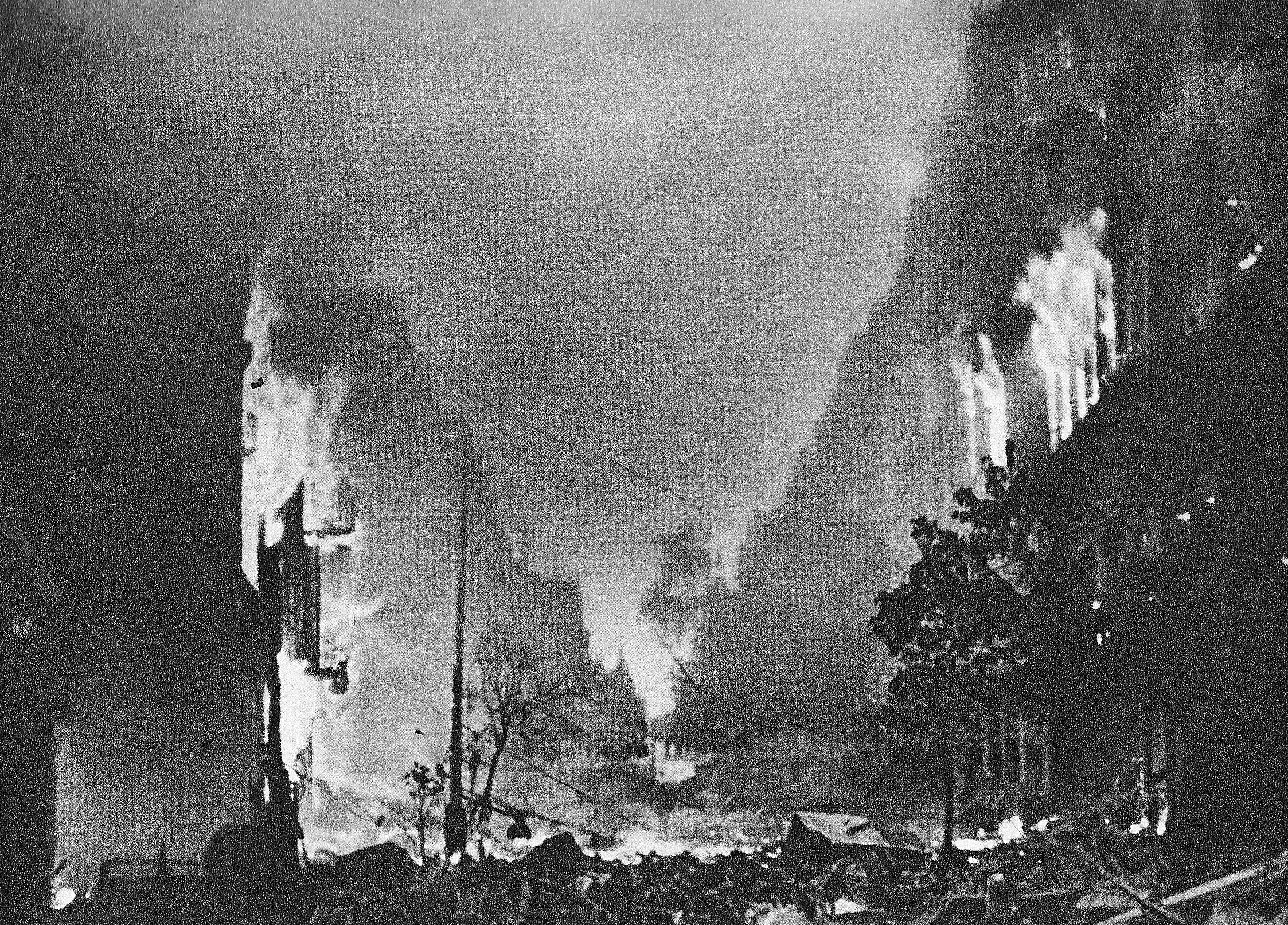
Płonące domy na ul. Marszałkowskiej

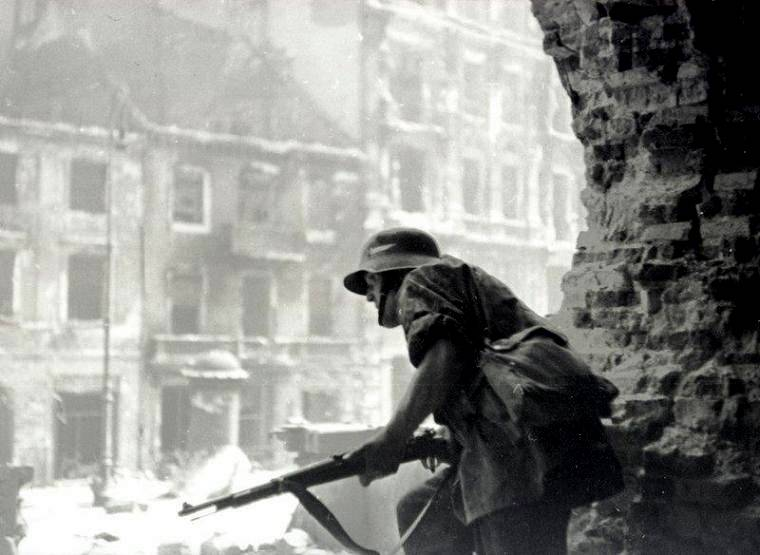
Powstańcza czujka w ruinach kościoła św. Krzyża przy Krakowskim Przedmieściu

Do 11 sierpnia – tj. dopóki broniły się Wola i Ochota – Śródmieście nie odczuwało bezpośrednio naporu nieprzyjaciela. Mimo iż znajdowały się tam główne siły Okręgu Warszawskiego AK, liczące ok. 17 tys. żołnierzy (stan na 4 sierpnia), pułkownik „Monter” przez dłuższy czas nie był skłonny podejmować działań zaczepnych. W pierwszej połowie sierpnia oddziały śródmiejskie koncentrowały się na umacnianiu swych pozycji i budowie zaplecza logistycznego. Dopiero wieczorem 13 sierpnia jednostki AK uderzyły na Hale Mirowskie, zamierzając przebić się tamtędy do odciętej Starówki. Atak zakończył się jednak niepowodzeniem, co skłoniło „Montera” do rezygnacji z kolejnych natarć na flankę szturmujących Stare Miasto głównych sił von dem Bacha. Zamiast tego opracował on koncepcję tzw. manewru od południa. W jej myśl priorytetowym celem powstańców miało stać się rozbicie niemieckich sił broniących „dzielnicy policyjnej” w Śródmieściu Południowym. Udałoby się w ten sposób uzyskać naziemne połączenie pomiędzy powstańczymi pozycjami w Śródmieściu i na Mokotowie, po czym warszawskie jednostki AK, wzmocnione przez oddziały partyzanckie z Lasów Chojnowskich i Lasu Kabackiego, mogłyby stanąć do decydującej walki o wyzwolenie stolicy. Koncepcja „manewru od południa” była bardzo śmiała, wymagała jednak energicznego dowodzenia, odpowiednich sił i środków, a przede wszystkim czasu. Wszystkich tych atutów zabrakło powstańcom. Co gorsza, przywiązany do swej koncepcji „Monter” zbyt późno zorientował się, iż to Stare Miasto stało się areną „boju walnego” powstania i w efekcie zaniedbał udzielenia odpowiedniego wsparcia obrońcom tej dzielnicy.
Pod koniec sierpnia brak odpowiednich ilości broni i amunicji, pogarszająca się sytuacja Starówki oraz nieudane ataki oddziałów mokotowskich na niemieckie pozycje w Śródmieściu Południowym zdezaktualizowały koncepcję „manewru od południa”. Zanim do tego doszło, oddziały śródmiejskie przeprowadziły jednak szereg ograniczonych akcji zaczepnych, mających na celu likwidację niemieckich punktów oporu wewnątrz dzielnicy. Po zaciętych walkach żołnierzom AK udało się zdobyć m.in. „Dużą PAST-ę” przy ul. Zielnej 39 (20 sierpnia), „Małą PAST-ę” przy ul. Piusa XI 19 (23 sierpnia) oraz Komendę Policji przy Krakowskim Przedmieściu wraz z pobliskim kościołem św. Krzyża (23 sierpnia). Niepowodzeniem zakończyły się natomiast trzykrotne natarcia na kompleks budynków Uniwersytetu Warszawskiego, gdzie mieściły się niemieckie magazyny broni i amunicji. Ponadto po wielodniowych starciach (między 10 a 25 sierpnia) powstańcom udało się zabezpieczyć odcinek Al. Jerozolimskich między Nowym Światem a ul. Marszałkowską, który stanowił jedyny korytarz łączący Śródmieście Północne z Południowym. W tym okresie niemieckie działania zaczepne przeciwko Śródmieściu miały ograniczony charakter i były podejmowane przede wszystkim z myślą o zabezpieczeniu wolskiej arterii przelotowej. Z tego powodu doszło do szeregu niemieckich szturmów na polskie stanowiska w rejonie ulic: Grzybowskiej, Krochmalnej, Wroniej oraz pl. Kazimierza (15–19 sierpnia). Niemcy nie odnieśli tam jednak większych sukcesów. Ze zmiennym powodzeniem toczyły się natomiast walki w Śródmieściu Południowym, gdzie 20 sierpnia Niemcom udało się opanować zabudowania Politechniki.
Na Mokotowie pułk „Baszta” od 4 sierpnia bronił „twierdzy” w czworoboku ulic: Odyńca–Puławska–Woronicza–Aleja Niepodległości. Podejmowano także wypady mające na celu rozszerzenie polskiego stanu posiadania. Silne niemieckie jednostki obsadzające rejon ulic Rakowieckiej i Puławskiej, Służew i fort czerniakowski zachowywały się stosunkowo biernie. W drugiej połowie sierpnia, w związku z opracowaną przez „Montera” koncepcją „manewru od południa”, oddziały mokotowskie podjęły próbę nawiązania łączności ze Śródmieściem. Przy realizacji tego zadania wsparcia miało udzielić im liczące ok. 2000 żołnierzy zgrupowanie AK z Lasów Chojnowskich. Próba rozerwania niemieckiego pierścienia wokół Warszawy, podjęta przez oddziały leśne w nocy z 18 na 19 sierpnia, zakończyła się jednak umiarkowanym powodzeniem. Tylko ok. 500 żołnierzy AK zdołało się przebić na Mokotów. Straty były bardzo duże, poległ m.in. dowódca zgrupowania podpułkownik Mieczysław Sokołowski „Grzymała”. Do 22 sierpnia oddziały mokotowskie zdołały zdobyć rozległy (ponad 9 kilometrów kwadratowych) rejon Sielc, Sadyby i wsi Czerniaków. Wkrótce okazało się jednak, że polskie siły były zbyt słabe, aby móc jednocześnie skutecznie bronić zdobytego terenu i prowadzić działania zaczepne w kierunku Śródmieścia. Dwukrotnie żołnierze AK szturmowali niemieckie koszary przy ul. Podchorążych oraz klasztor ss. Nazaretanek przy ul. Czerniakowskiej, lecz mimo pewnych sukcesów nie udało im się nawiązać łączności ze Śródmieściem (27/28 i 28/29 sierpnia). Tymczasem Niemcy zaniepokojeni działaniami powstańców rozpoczęli natarcia na Sadybę i Sielce. Generalny atak na pierwsze z tych osiedli rozpoczął się 29 sierpnia. Przez wiele dni było ono intensywnie bombardowane przez niemieckie lotnictwo i ostrzeliwane przez ciężką artylerię. 2 września atakujące z kilku stron oddziały generała Rohra zdołały całkowicie opanować Sadybę. Zginęło około 200 obrońców. Tylko nielicznym żołnierzom AK udało się wycofać na teren powstańczego Mokotowa.
W tym okresie na Żoliborzu nie dochodziło do poważniejszych starć. Nawet artyleria i lotnictwo niemieckie, zajęte w innych rejonach miasta, rzadko atakowały dzielnicę. Wyjątkiem od tej reguły były jedynie nieudane próby zdobycia Dworca Gdańskiego, w których główną rolę odegrały wszelako oddziały przybyłe z Puszczy Kampinoskiej.

### Boje o dostęp do Wisły

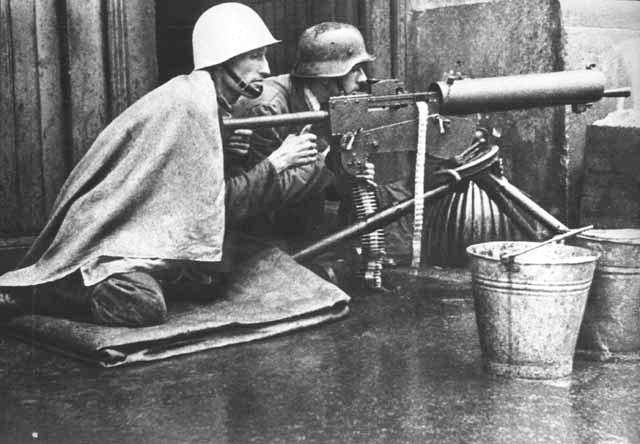
Powstańcza placówka w okolicach elektrowni na Powiślu

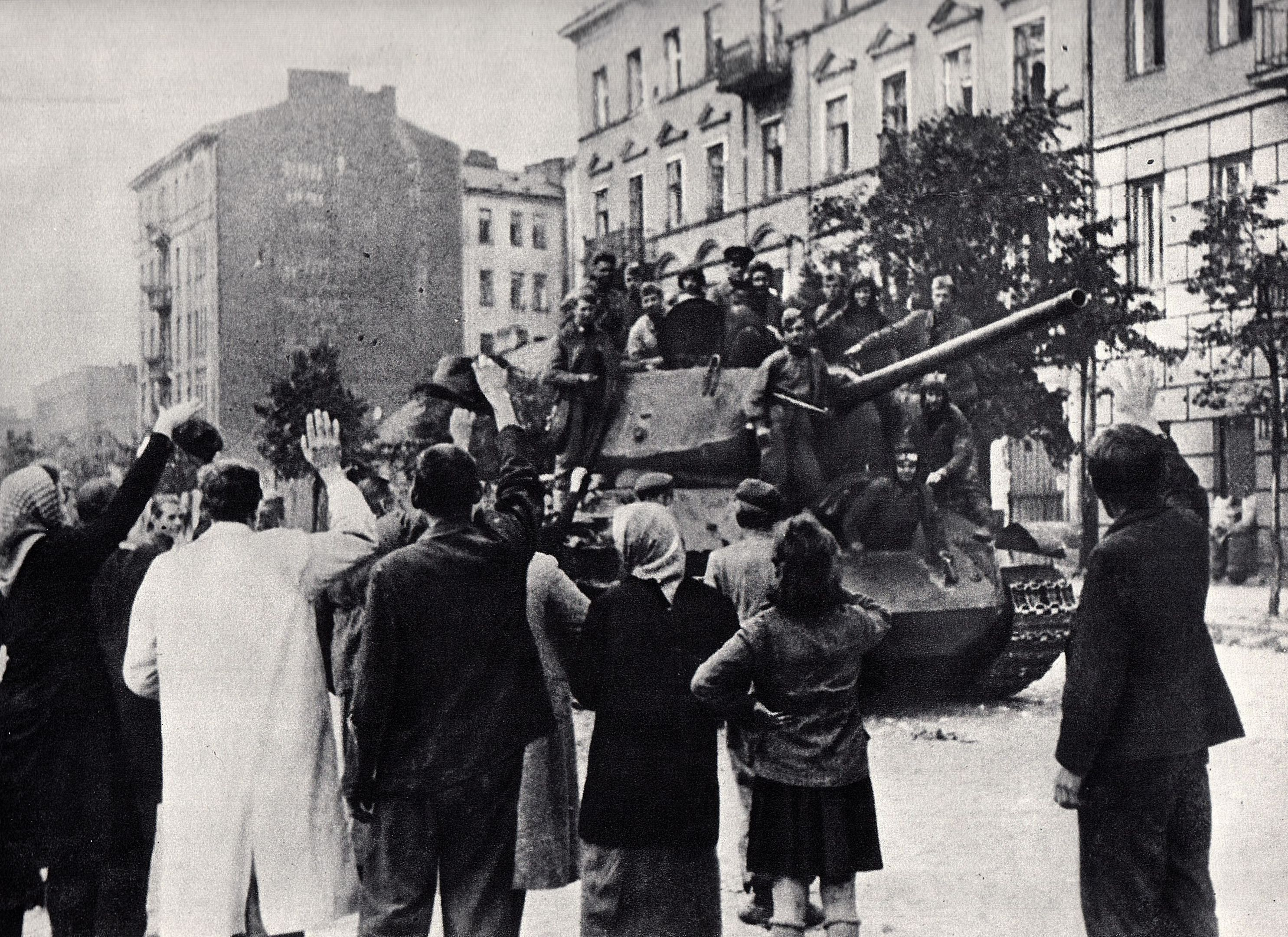
Mieszkańcy Pragi witający wkraczające oddziały sowieckie

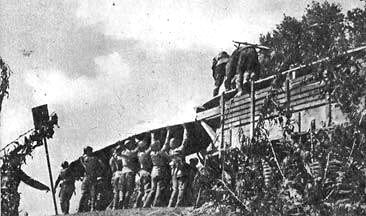
Żołnierze 1. Armii Wojska Polskiego szykujący się do desantu przez Wisłę

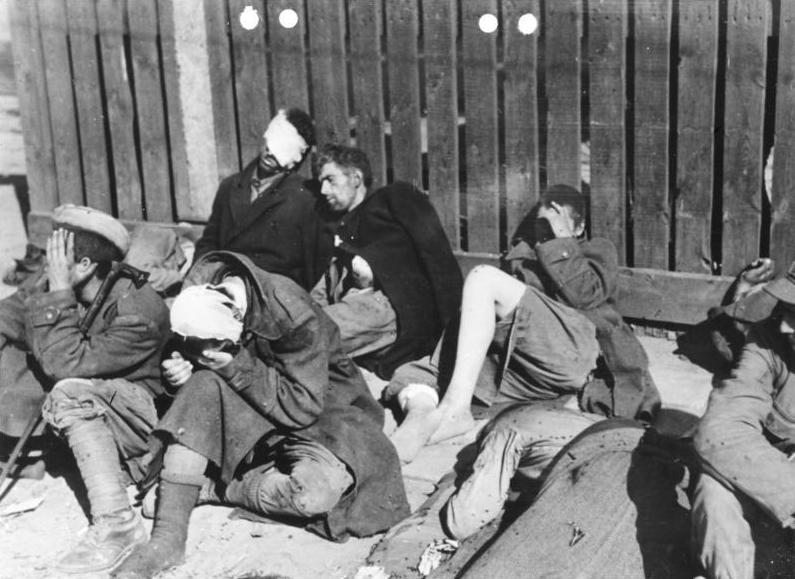
Żołnierze AK i 1. Armii WP wzięci do niewoli na Czerniakowie

Po upadku Starego Miasta niemieckie dowództwo uznało za cel priorytetowy opanowanie wybrzeży Wisły oraz odblokowanie arterii komunikacyjnej wiodącej przez Al. Jerozolimskie. Było to związane z obawami przed wznowieniem przez Armię Czerwoną ofensywy w kierunku Warszawy. 3 września Grupa Bojowa „Reinefarth” rozpoczęła natarcie na Powiśle, które bronione było przez żołnierzy zgrupowania „Róg” i zgrupowania „Krybar”. Tego dnia dzielnica była intensywnie ostrzeliwana i bombardowana przez niemiecką artylerię i lotnictwo. 4 września do szturmu ruszyła natomiast piechota wspierana przez działa pancerne. Ten dzień stał również pod znakiem intensywnych niemieckich nalotów na Powiśle i Śródmieście. Przestała wówczas funkcjonować ciężko zbombardowana elektrownia na Powiślu, a w Śródmieściu zburzeniu uległ m.in. hotel „Victoria” (mieścił się tam sztab Okręgu Warszawskiego AK) oraz drukarnia przy ul. Szpitalnej (drukowano tam wiele pism powstańczych). 6 września obrońcy Powiśla byli zmuszeni wycofać się na linię Nowego Światu, gdzie dołączyli do obrońców Śródmieścia Północnego. Sukces ten nie przyszedł jednak Niemcom łatwo. Sztab 9. Armii meldował, że „broniącemu się z determinacją przeciwnikowi trzeba było wydzierać każdy metr terenu”.
W tym samym czasie Niemcy z kilku stron zaatakowali również powstańcze pozycje w Śródmieściu Północnym. Sześć dni trwały zacięte walki w rejonie Al. Jerozolimskich (5–10 września). Ostatecznie, mimo pewnych zdobyczy terenowych, Niemcy nie zdołali opanować barykady i wykopu od domu nr 17 do domu nr 22, stanowiących jedyne połączenie Śródmieścia Północnego i Południowego. Nie odniosły również powodzenia niemieckie natarcia rejonie ulic: Królewskiej, Towarowej i Grzybowskiej. Pułk Dirlewangera, atakując wzdłuż ul. Świętokrzyskiej, zdołał natomiast przedrzeć się aż do ulic Brackiej i Mazowieckiej (8 września), gdzie w kolejnych dniach powstańcy zatrzymali jednak jego postępy. KG AK poważnie obawiała się, że polska obrona w Śródmieściu może się załamać. 9 września pełnomocnicy generała „Bora” nawiązali więc za pośrednictwem Czerwonego Krzyża kontakt z generałem Rohrem, proponując rozpoczęcie rozmów kapitulacyjnych. Dowództwo AK uzyskało jednak informacje z Londynu o planowanej wielkiej wyprawie lotnictwa alianckiego nad Warszawę oraz o zgodzie Moskwy na udzielenie pomocy powstaniu. Zza Wisły zaczęły dochodzić również odgłosy ognia artyleryjskiego. W tej sytuacji generał „Bór” podjął decyzję o przerwaniu rozmów z Niemcami (11 września).
Tymczasem na froncie wschodnim miały miejsce wydarzenia, które w sposób znaczący wpłynęły na sytuację w Warszawie. Na początku września radziecki I Front Białoruski (dowodzony przez marszałka Konstantego Rokossowskiego) rozpoczął przygotowania do koncentrycznego natarcia na przedmoście niemieckie na wschód od Warszawy. 14 września, po kilkudniowych walkach, oddziały Armii Czerwonej i 1. Armii Wojska Polskiego wyzwoliły warszawską Pragę. Rozpoczęcie radzieckiego natarcia wzbudziło w dowództwie AK nadzieję na uratowanie powstania. W tym celu konieczne było jednak utrzymanie ostatnich powstańczych pozycji nad brzegami Wisły. Za odcinek priorytetowy uznano Powiśle Czerniakowskie, gdzie dowództwo AK skierowało uznawane za jednostkę elitarną Zgrupowanie „Radosław” oraz dużą część zapasów granatów i amunicji. Niemieckie plany zdążały w podobnym kierunku – 11 września oddziały Rohra i Reinefartha z trzech stron uderzyły na Powiśle Czerniakowskie.

### Walki o przyczółki warszawskie
Wbrew polskim nadziejom i niemieckim obawom Armia Czerwona nie ruszyła na odsiecz Warszawie. Radzieckie dowództwo zezwoliło jedynie na desant niewielkich pododdziałów 1. Armii Wojska Polskiego na Czerniakowie, Żoliborzu i Powiślu. Piotr M. Majewski przypuszczał, że decyzja ta była motywowana zamiarem rozładowania narastającego wśród polskich żołnierzy niezadowolenia. Alexandra Richie uważa, że desanty stanowiły pozorowaną pomoc, której celem było załagodzenie napięć w stosunkach z aliantami zachodnimi, wywołanych wcześniejszą odmową udzielenia wsparcia polskiemu powstaniu. Nikołaj Iwanow również jest przekonany, że akcja miała charakter wyłącznie propagandowy i z góry zakładano jej niepowodzenie.
Desant odbywał się w kilku rzutach między 16 a 19 września, a wzięło w nim udział ok. 4 tys. żołnierzy (równowartość dwóch pułków piechoty). Armia Czerwona nie zapewniła Polakom odpowiedniego wsparcia artyleryjskiego i lotniczego, jak również odpowiedniej ilości środków przeprawowych. Na newralgiczny przyczółek czerniakowski rzucono pododdziały 3. Dywizji Piechoty im. Romualda Traugutta, która była najsłabiej wyszkoloną jednostką 1. Armii. Ostatecznie tylko na Powiślu Czerniakowskim „berlingowcom” udało się połączyć z siłami AK. Na Żoliborzu i Powiślu zdołali utworzyć jedynie niewielkie przyczółki, które już 20 września zostały zlikwidowane przez Niemców. W czasie nieudanej próby sforsowania Wisły poległo 2297 żołnierzy 1. Armii Wojska Polskiego, a kolejnych 1467 zostało rannych.
Tymczasem oddziały AK na Powiślu Czerniakowskim – wspierane od 16 września przez kilkuset żołnierzy 9. pułku piechoty Wojska Polskiego – przez blisko dwa tygodnie desperacko broniły przyczółka. Już 13 września Niemcy wypchnęli powstańców z rejonu ul. Książęcej, przerywając w ten sposób połączenie Czerniakowa ze Śródmieściem. W następnych dniach Niemcy systematycznie spychali powstańców do niewielkiego kotła nad Wisłą. 19 września, wobec przewagi nieprzyjaciela oraz braku widoków na pomoc zza Wisły, przeprowadzono częściową ewakuację Czerniakowa. Tego wieczoru blisko 260 żołnierzy Zgrupowania „Radosław” zeszło do kanałów i ewakuowało się na Mokotów. Na Czerniakowie pozostały resztki Brygady „Broda 53” oraz Zgrupowania „Kryska” (ok. 200 żołnierzy AK dowodzonych przez kapitana Ryszarda Białousa ps. „Jerzy”), jak również ok. 200 „berlingowców” (dowodzonych przez majora Stanisława Łatyszonka). 22 września w polskich rękach pozostawały już tylko dwa domy – przy ul. Wilanowskiej 1 i ul. Solec 53. Żołnierze byli krańcowo wyczerpani, brakowało amunicji, żywności, lekarstw, a nawet wody. Próba przeprawy na drugi brzeg Wisły zakończyła się tylko częściowym powodzeniem. Tego dnia wieczorem poinformowano również obrońców, że jednorazowa ewakuacja na prawy brzeg Wisły będzie niemożliwa z powodu braku odpowiedniej ilości sprzętu przeprawowego. Większość żołnierzy AK wraz z majorem Łatyszonkiem i 20 „berlingowcami” postanowiła wówczas przebić się nocą do Śródmieścia. Tylko pięcioosobowa grupka z kapitanem „Jerzym” na czele zdołała jednak dotrzeć do pozycji powstańczych. Pozostali żołnierze zostali w większości schwytani przez Niemców. Następnego dnia w godzinach porannych Niemcy opanowali ostatnie bastiony polskiej obrony na Powiślu Czerniakowskim. Wziętych do niewoli żołnierzy AK w większości wymordowano. Obrona Górnego Czerniakowa była jedną z najzaciętszych bitew powstania.
W czasie gdy rozgrywała się bitwa o przyczółek czerniakowski, zacięte walki toczyły się również w pozostałych dzielnicach Warszawy. Niemcy kontynuowali działania mające na celu zabezpieczenie brzegów Wisły. W dniach 14–16 września oddziały niemieckie zdobyły Marymont, ponosząc jednak przy tym duże straty. Doszło wówczas do szeregu mordów na ludności cywilnej. W nocy z 15 na 16 września oddziały AK były również zmuszone ostatecznie opuścić Sielce.

### Walki na przedpolu Warszawy

#### Rozkaz gen. „Bora” o zorganizowaniu odsieczy dla Warszawy
14 sierpnia 1944 komendant główny AK gen. Tadeusz Komorowski wydał rozkaz polecający zorganizowanie odsieczy dla Warszawy. Na pomoc Warszawie ruszyły jako pierwsze oddziały okręgu kieleckiego w sile ok. 5 tys. żołnierzy oraz 25 pułk piechoty zmobilizowany przez okręg łódzki (ok. 800 ludzi). Wyruszyły też grupy z okręgu śląskiego, podokręgu rzeszowskiego, okręgu lubelskiego, którym nie udało się jednak dotrzeć do Warszawy. Polskie oddziały były atakowane i zatrzymywane przez wojska niemieckie oraz sowieckie. Z okręgu krakowskiego wyruszył 500-osobowy oddział Kedywu Jana Pańczakiewicza, który doszedł w okolice Częstochowy. Oddziały kieleckie dotarły 19 sierpnia do lasów przysuskich, skąd poinformowano KG AK, że z powodu braku broni ciężkiej i trudności w marszu dotarcie do Warszawy jest niemożliwe. Oddziały te – po rozwiązaniu koncentracji – przez cały wrzesień i październik toczyły ciężkie walki z Niemcami.

#### Działania Grupy „Kampinos”

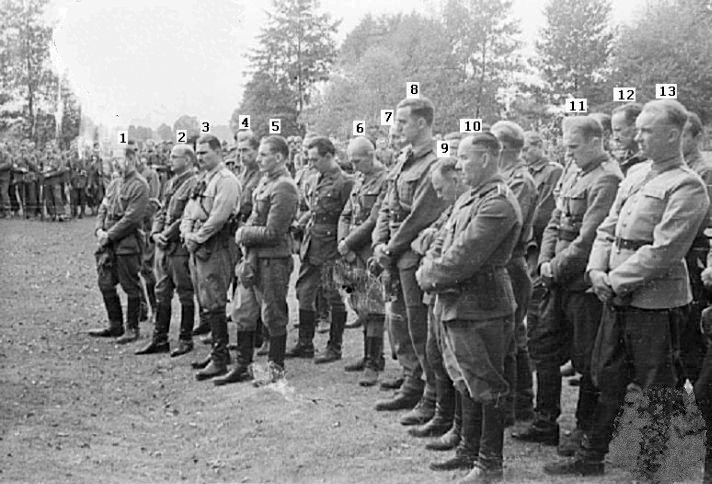
Korpus oficerski Grupy „Kampinos” podczas mszy polowej w Wierszach

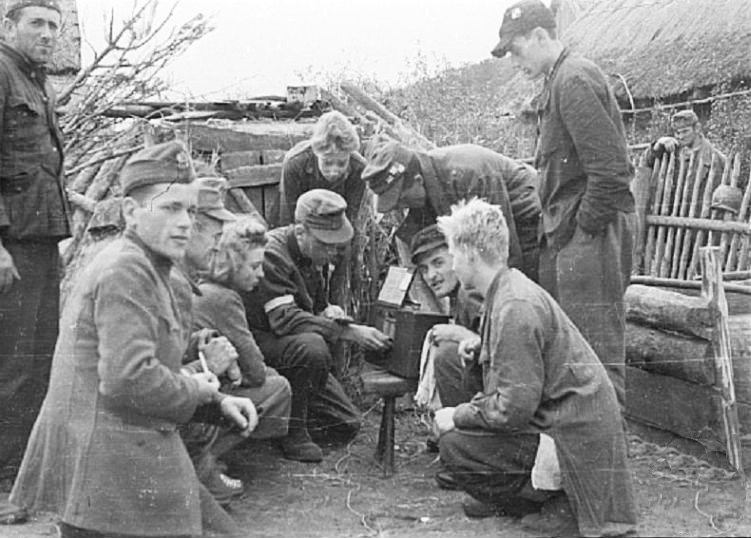
Żołnierze kampinoscy słuchający audycji radiostacji „Błyskawica”

Po wybuchu powstania działania zbrojne objęły również Puszczę Kampinoską, gdzie do walki przystąpiły oddziały VIII Rejonu „Łęgów” Obwodu VII „Obroża” Okręgu Warszawskiego AK. W przeddzień powstania tamtejsze struktury Armii Krajowej mogły wystawić dwa bataliony piechoty o sile pięciu kompanii pierwszej linii, przy czym zaledwie ok. 350–400 żołnierzy było uzbrojonych. Szczęśliwie dla strony polskiej układ sił w puszczy uległ jednak diametralnej zmianie pod koniec lipca 1944, gdy w Dziekanowie Polskim stanęło blisko 900-osobowe Zgrupowanie Stołpecko-Nalibockie AK przybyłe z Puszczy Nalibockiej na Kresach Wschodnich. Po 1 sierpnia w Puszczy Kampinoskiej pojawiły się jeszcze niewielkie oddziały AK z różnych dzielnic Warszawy, które opuściły miasto po porażkach poniesionych w godzinie „W”. Stopniowo docierały tam również oddziały z innych rejonów Obwodu „Obroża” oraz z sąsiedniego Podokręgu Zachodniego Obszaru Warszawskiego AK (kryptonimy „Hallerowo”/„Hajduki”). Na bazie napływających wciąż do puszczy oddziałów utworzono w połowie sierpnia partyzanckie zgrupowanie o nazwie Grupa „Kampinos”. W szczytowym momencie liczyło ono około 2700 żołnierzy i 700 koni.
Pod koniec sierpnia pod kontrolą Grupy „Kampinos” znajdowały się już centralne i wschodnie tereny Puszczy Kampinoskiej, zamieszkane przez kilka tysięcy ludzi. Obszar wyzwolony przez żołnierzy AK nazywany był „Niepodległą Rzecząpospolitą Kampinoską”. Jej nieformalną stolicą były Wiersze, gdzie ulokowana była kwatera główna zgrupowania. Między 29 lipca a 29 września 1944 oddziały Grupy „Kampinos” stoczyły z Niemcami 47 bitew i potyczek, przy czym dziesięć starć zakończyło się wyraźnym zwycięstwem Polaków, a w trzynastu przypadkach straty nieprzyjaciela znacznie przewyższyły straty powstańców. Dużym sukcesem zakończyło się zwłaszcza starcie pod Kiściennem oraz wypady na oddziały kolaboracyjnej Brygady RONA kwaterujące w Truskawiu i Marianowie. Wiążąc przez dwa miesiące znaczne siły niemieckie Grupa „Kampinos” odciążała powstańczą Warszawę, a w szczególności żoliborskie zgrupowanie ppłk. „Żywiciela”. Obecność w puszczy silnego partyzanckiego zgrupowania uniemożliwiła także Niemcom korzystanie z bezpiecznych i dogodnych leśnych traktów wiodących z Leszna i Warszawy do Kazunia i Modlina oraz stworzyła zagrożenie dla ważnej niemieckiej linii komunikacyjnej, jaką była szosa Warszawa – Modlin.

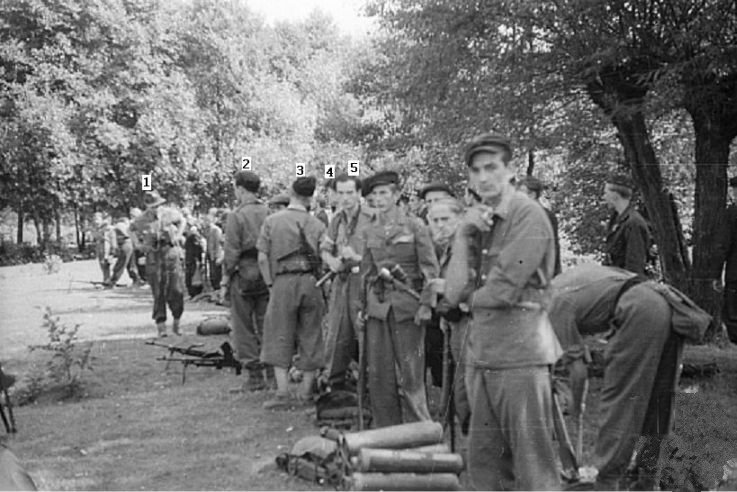
Żołnierze Grupy „Kampinos” wyruszający na odsiecz Warszawie. Wiersze, 19 sierpnia 1944

Działania Grupy „Kampinos” nie zdołały jednak odmienić losów powstania. Po nieudanych atakach na lotnisko bielańskie (1–2 sierpnia) oddziały kampinoskie były zmuszone wycofać się w głąb puszczy i do połowy sierpnia nie były zdolne do prowadzenia działań zaczepnych. Po otrzymaniu alianckich zrzutów z bronią i zaopatrzeniem Grupa „Kampinos” jako jedyne zorganizowane zgrupowanie AK wykonała rozkaz gen. „Bora” z 14 sierpnia 1944 w sprawie organizacji odsieczy dla stolicy, kierując na Żoliborz ponad 900 dobrze uzbrojonych żołnierzy. Dwa nocne natarcia na silnie umocniony Dworzec Gdański zakończyły się jednak porażką i utratą blisko 500 żołnierzy (20/21 sierpnia i 21/22 sierpnia). Po klęsce pod Dworcem Gdańskim KG AK wyznaczyła Grupie „Kampinos” zadania o charakterze pasywnym, sprowadzające się przede wszystkim do odbioru alianckich zrzutów oraz organizowania regularnych dostaw broni, amunicji, żywności i sprzętu dla walczącej stolicy. Dowództwo AK nie zdecydowało się natomiast skierować Grupy „Kampinos” do działań zaczepnych na nieprzyjacielskim zapleczu, czego niemieckie dowództwo poważnie się obawiało. Tymczasem pod koniec sierpnia Niemcy ostatecznie zablokowali komunikację między „Niepodległą Rzecząpospolitą Kampinoską” a powstańczą Warszawą. KG AK straciła wówczas zainteresowanie Puszczą Kampinoską, uznając, że nie można już liczyć, iż nadejdzie stamtąd odsiecz lub poważniejsze dostawy zaopatrzenia. Działania Grupy „Kampinos” były odtąd traktowane przez polskie dowództwo jako element działań powstańczego Żoliborza.

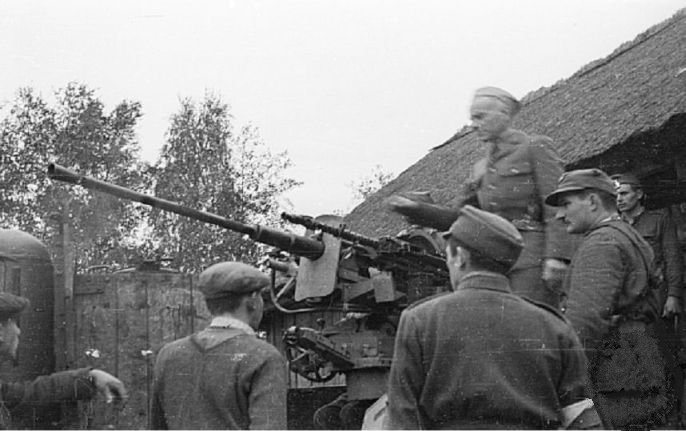
Dowódca Grupy „Kampinos” mjr „Okoń” przemawiający do żołnierzy przed wymarszem z puszczy

27 września 1944 Niemcy rozpoczęli w Puszczy Kampinoskiej zakrojoną na szeroką skalę operację przeciwpartyzancką, oznaczoną kryptonimem Sternschnuppe. Zgodnie z wcześniejszymi planami Grupa „Kampinos” przystąpiła wówczas do odwrotu w kierunku Gór Świętokrzyskich. Początkowo polskie zgrupowanie skutecznie wymykało się obławie, lecz na skutek błędów dowództwa zostało 29 września okrążone i rozbite pod Jaktorowem. W całodziennej bitwie poległo około 150–200 żołnierzy AK, a blisko 150 zostało wziętych do niewoli. Polskie oddziały utraciły również większość koni, prawie całe ciężkie uzbrojenie, tabory oraz zapasy sprzętu i amunicji. Wielu żołnierzom AK, w tym kilku zwartym oddziałom, udało się jednak wyrwać z okrążenia. Grupa „Kampinos” była jedyną dużą jednostką bojową powstania warszawskiego, która nie zakończyła walki kapitulacją.

### Upadek powstania

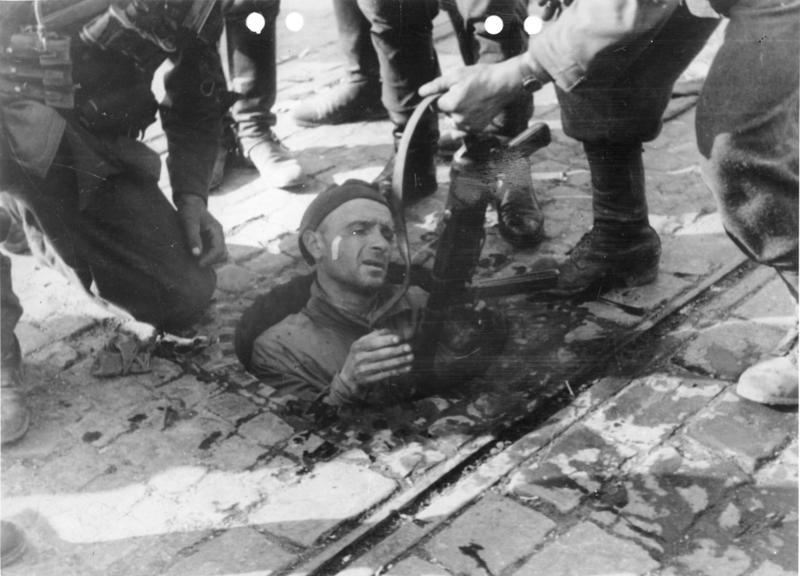
Powstaniec wyciągany z kanału przez żołnierzy niemieckich. Okolice ul. Dworkowej na Mokotowie

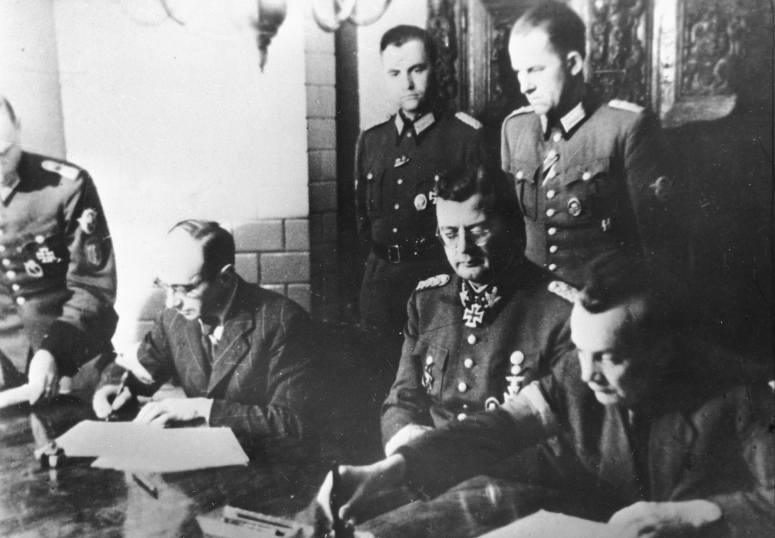
Podpisanie „Układu o zaprzestaniu działań wojennych w Warszawie”. Ożarów Mazowiecki, noc z 2 na 3 października 1944

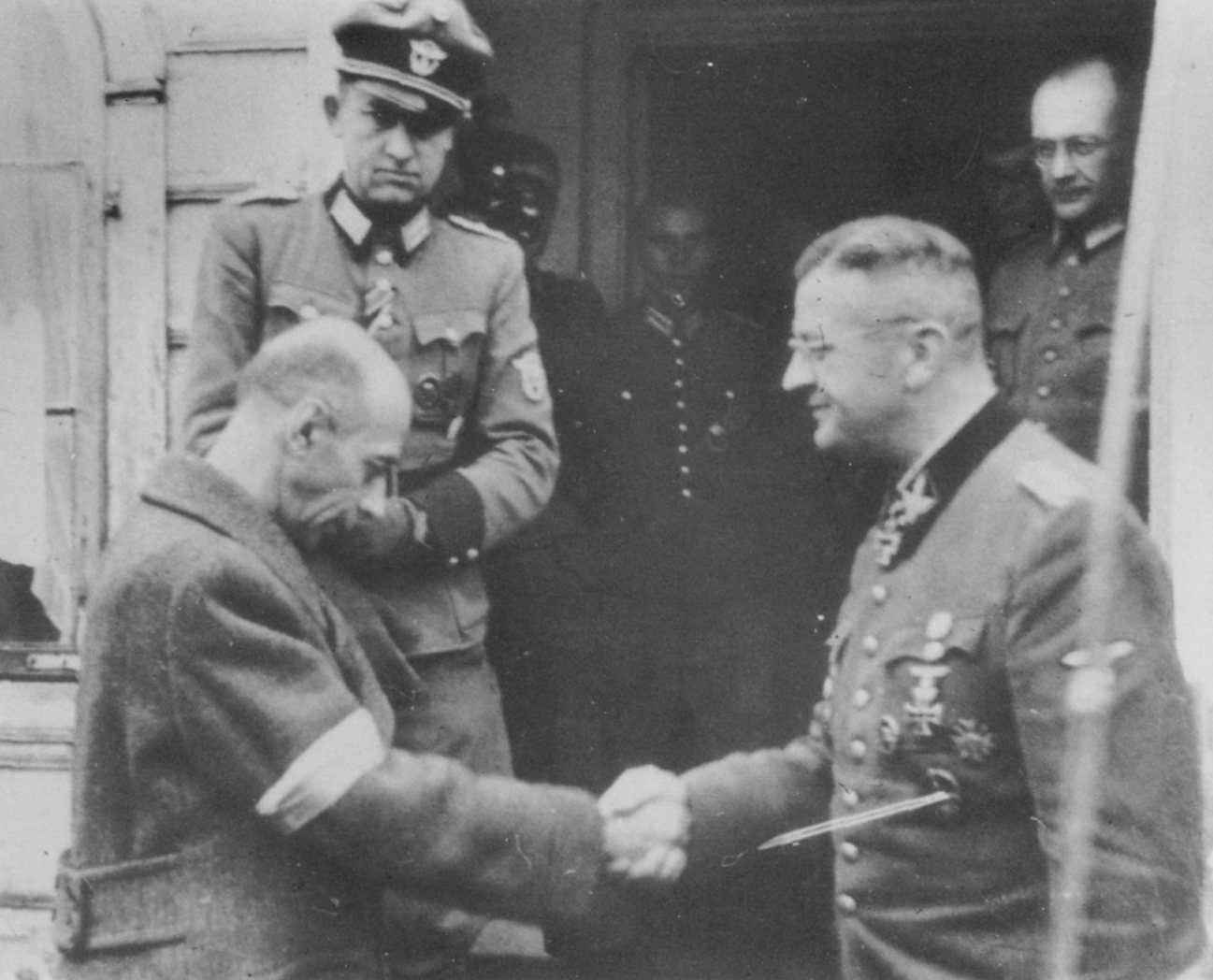
Spotkanie generała „Bora” z SS-Obergrupenführerem Erichem von dem Bach-Zelewskim w Ożarowie Mazowieckim (4 października)

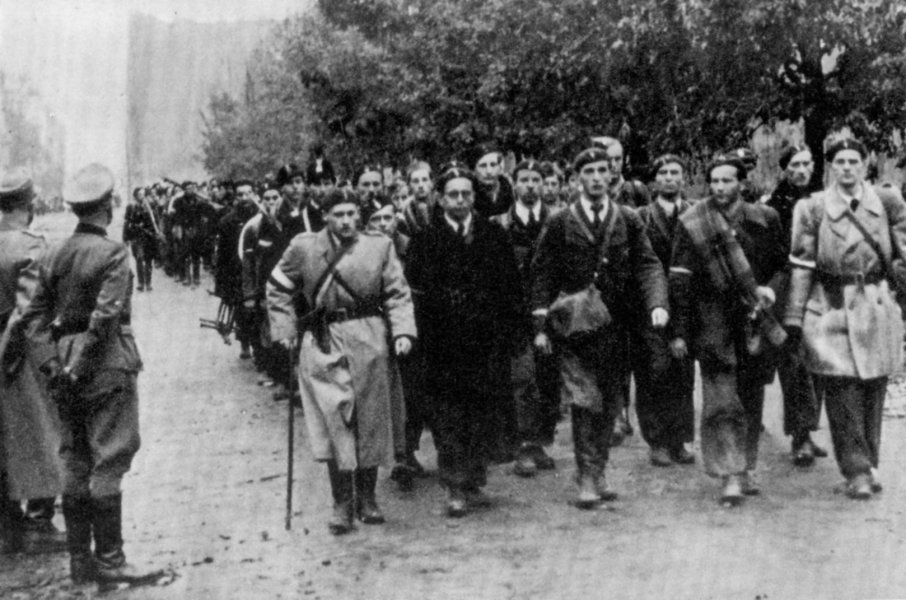
Powstańcy warszawscy maszerujący do niewoli. Ulica Nowowiejska (5 października)

Przed ostatecznym natarciem na Śródmieście von dem Bach postanowił zlikwidować dwa pozostałe, znacznie słabsze ośrodki polskiego oporu w Warszawie. 24 września oddziały niemieckie rozpoczęły szturm na Górny Mokotów. Walki były niezwykle zacięte, szkoła przy ul. Woronicza 8 (dziś liceum im. Królowej Jadwigi) siedmiokrotnie przechodziła z rąk do rąk. Już po dwóch dniach stało się jednak jasne, że z powodu ogromnej przewagi Niemców upadek dzielnicy jest nieunikniony. W tej sytuacji dowodzący obroną Mokotowa podpułkownik Józef Rokicki „Karol”, utraciwszy łączność z dowództwem AK, a nie widząc możliwości dalszej walki, podjął decyzję o rozpoczęciu odwrotu kanałami do Śródmieścia. Ewakuacja rozpoczęła się 26 września w godzinach wieczornych. Odwrót trwał już kilka godzin (do Śródmieścia zdążyło dotrzeć w tym czasie ok. 800 żołnierzy), gdy niespodziewanie nadszedł kategoryczny rozkaz pułkownika „Montera”, polecający „Karolowi” powrót wraz z wojskiem na Mokotów i kontynuowanie obrony. Rozkaz spowodował ogromny chaos w kanałach, gdzie wciąż znajdowało się ok. 400 żołnierzy. Część powstańców w popłochu zaczęła się wycofywać w kierunku Mokotowa, część szukać innych dróg. W dodatku Niemcy zabarykadowali niektóre odcinki kanałów i ustawili straże przy włazach. W rezultacie ostatnie grupki powstańców, które przed świtem 27 września zeszły do kanałów, nie zdołały dotrzeć tą drogą do Śródmieścia. Obrzucane przez Niemców granatami błądziły długo w kanałach i częściowo wyginęły tam z wyczerpania lub zostały poduszone przez Niemców gazem z karbidu. Część żołnierzy wyszła z włazów na terenie kontrolowanym przez Niemców i została tam wymordowana. 27 września w godzinach południowych skapitulowali ostatni obrońcy Mokotowa, którzy w zamian za złożenie broni uzyskali uznanie swych praw kombatanckich. Do niewoli trafiło ok. 1000 żołnierzy AK.
29 września niemiecka 19. Dywizja Pancerna rozpoczęła natarcie na Żoliborz. Już po pierwszym dniu walki Niemcom udało się zdobyć całą południową część dzielnicy wraz z pl. Wilsona. Następnego dnia polskie oddziały zostały zepchnięte do niewielkiego kotła w północno-wschodniej części Żoliborza. Pułkownik „Żywiciel” nie chciał jednak kapitulować, planując w zamian przebicie do Wisły celem ewakuacji na wschodni brzeg rzeki. Dopiero na skutek interwencji KG AK obrońcy Żoliborza zgodzili się kapitulować (30 września).
Po upadku Żoliborza w rękach powstańców znajdowało się już tylko Śródmieście. Już wcześniej generał „Bór” Komorowski uznał jednak, że z militarnego i politycznego punktu widzenia kontynuacja walki nie ma żadnego sensu. Mimo sprzeciwu ze strony pułkownika „Montera”, który jako alternatywę dla kapitulacji przedstawił zwrócenie się do polskich komunistycznych władz wojskowych o pomoc, komendant główny AK zdecydował się rozpocząć rozmowy kapitulacyjne z Niemcami (28 września). Dwa dni później do kwatery von dem Bacha w Ożarowie Mazowieckim przybyli delegaci KG AK w celu poinformowania o propozycjach kapitulacyjnych. Zawarto wówczas porozumienie o wstrzymaniu ognia, które obowiązywało od 5.00 rano do 19.00 w dniach 1 i 2 października. W Ożarowie Mazowieckim toczyły się pertraktacje, które zakończyły się w nocy z 2 na 3 października podpisaniem „Układu o zaprzestaniu działań wojennych w Warszawie”. Niemcy zgodzili się uznać prawa kombatanckie żołnierzy AK oraz nie stosować odpowiedzialności zbiorowej wobec ludności cywilnej. Mieszkańcy Warszawy mieli zostać wysiedleni, zachowując przy tym prawo zabrania majątku ruchomego, kosztowności, dóbr kultury itp. Niemcy zobowiązali się także oszczędzić pozostałe w mieście mienie publiczne i prywatne, ze szczególnym uwzględnieniem obiektów o dużej wartości historycznej, kulturalnej lub duchowej. W kolejnych dniach do niewoli oddało się blisko 15 tys. polskich żołnierzy, w tym komendant główny AK generał Tadeusz „Bór” Komorowski oraz pięciu innych generałów. Około 3,5 tys. powstańców zdołało wmieszać się w opuszczający miasto tłum ludności cywilnej i uniknąć w ten sposób niewoli. Był wśród nich generał Leopold Okulicki ps. „Niedźwiadek”, którego generał „Bór” wyznaczył na swego następcę na stanowisku komendanta głównego AK. Wraz z cywilami miasto opuścili również: Delegat Rządu na Kraj Jan Stanisław Jankowski, przewodniczący Rady Jedności Narodowej Kazimierz Pużak, a także członkowie Krajowej Rady Ministrów.

#### Kontrowersje dotyczące czasu trwania powstania
Przyjęło się powszechnie uważać, że powstanie trwało 63 dni, tzn. do 2 października, kiedy to Armia Krajowa zaprzestała działań ofensywnych i wysłała emisariuszy w celu wynegocjowania kapitulacji. Jednak negocjacje prowadzone w Ożarowie Mazowieckim wydłużyły się i decyzja o zawieszeniu broni została oficjalnie podpisana dopiero po północy 3 października.
Można mówić również o 66 dniach, gdyż do 5 października trwało wychodzenie z miasta do niewoli zwartych oddziałów powstańczych, a w czasie tych trzech ostatnich dni nadal działało powstańcze dowództwo wydające rozkazy żołnierzom. Jednocześnie w tym czasie nadal funkcjonowały struktury ujawnionych władz Polskiego Państwa Podziemnego, a także miały miejsce wszelkie inne przejawy aktywności życia w powstańczym mieście, takie jak np. ukazywanie się prasy powstańczej, emisje audycji radiowych z powstańczych radiostacji, działalność powstańczej poczty harcerskiej itp.

## Zbrodnie niemieckie

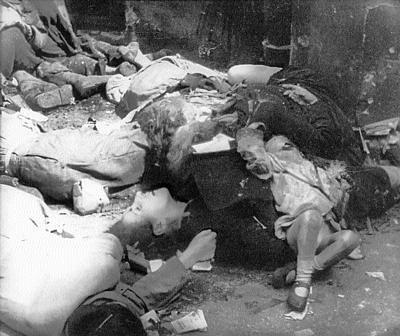
Polscy cywile zamordowani przez żołnierzy niemieckich. Zdjęcie przedstawia ofiary egzekucji przy ul. Marszałkowskiej 111

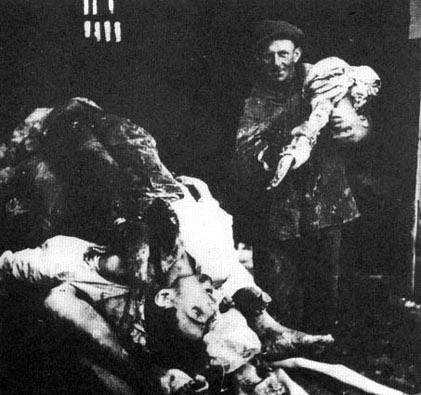
Palenie zwłok ofiar rzezi Woli przez przymusowych robotników z Verbrennungskommando

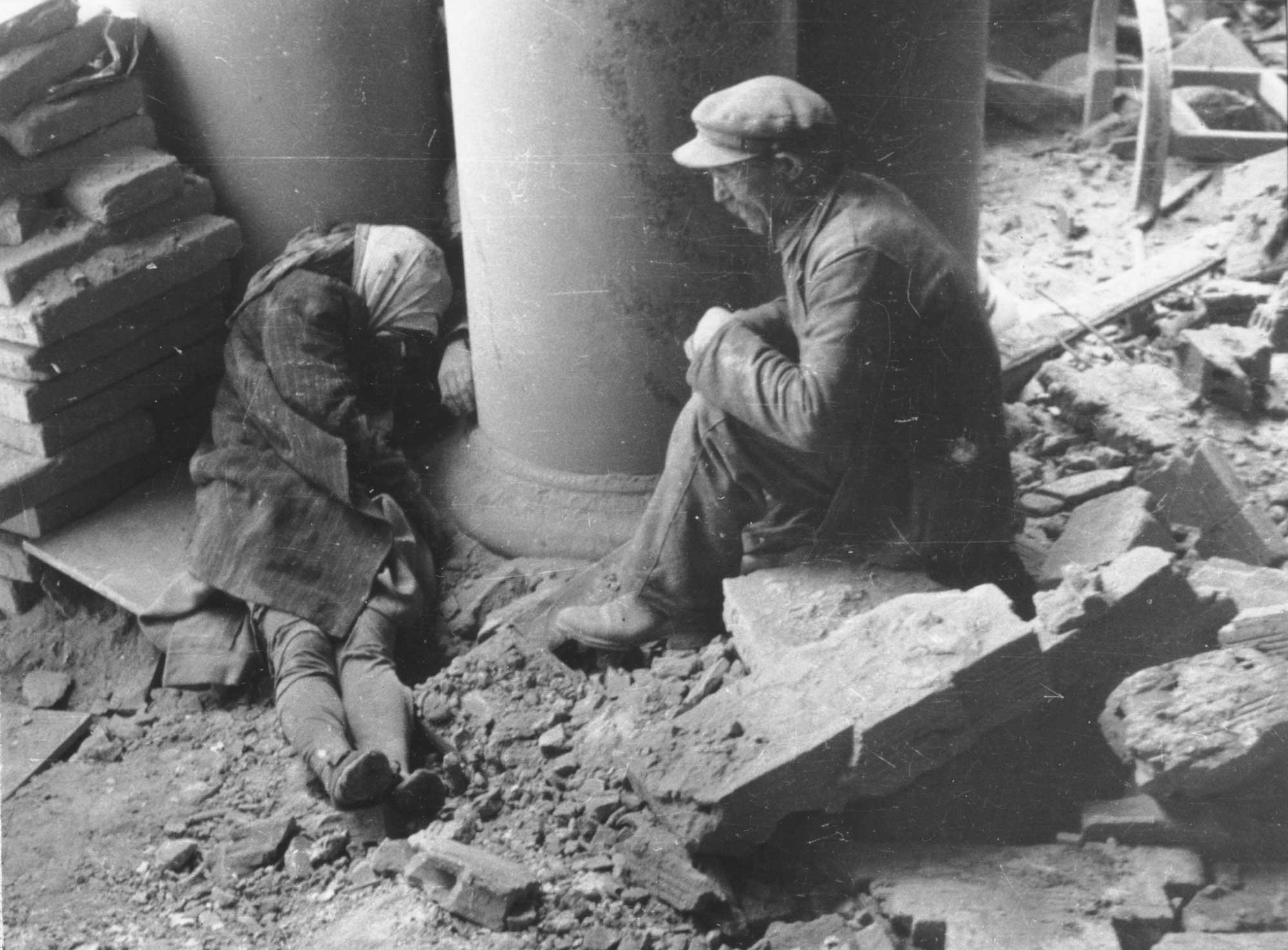
Ofiary nalotu. Ruiny restauracji „Adria” przy ul. Moniuszki 10

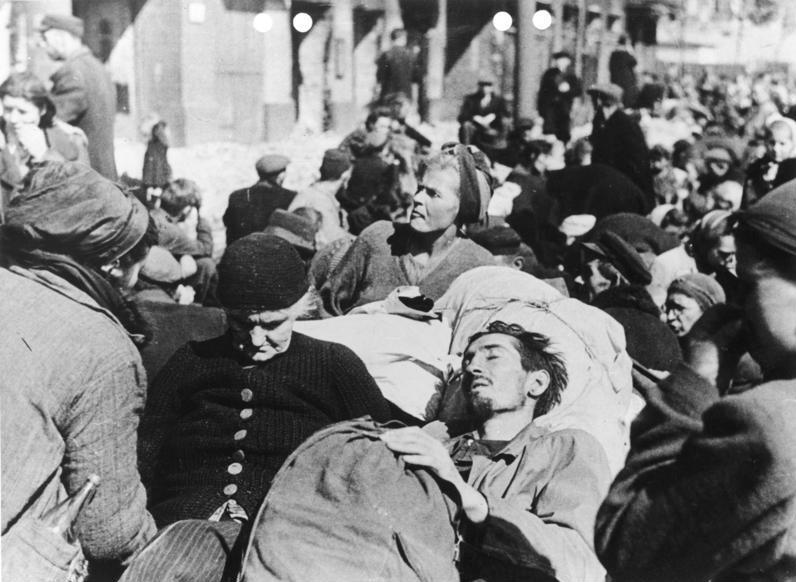
„Ewakuacja” ludności cywilnej po kapitulacji powstania

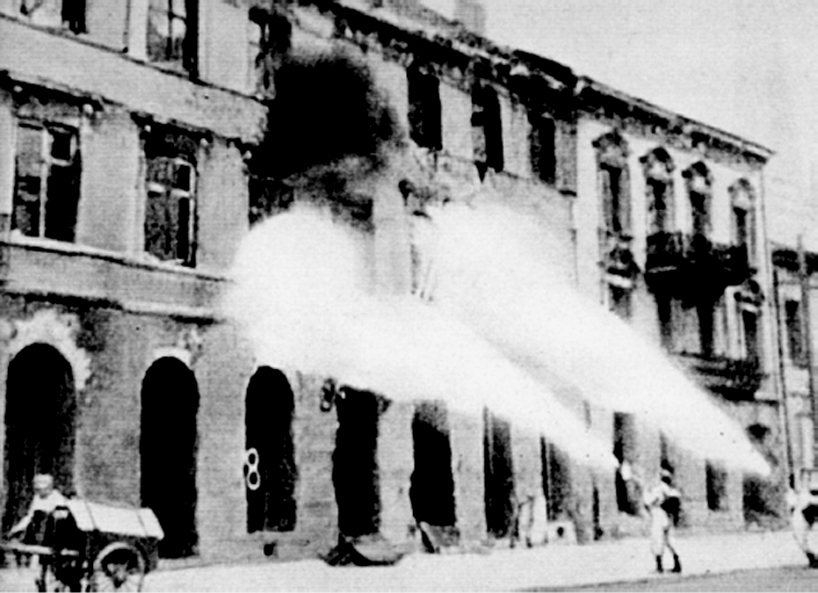
Niemieckie Brandkommando podpalające warszawską kamienicę

Wybuch powstania został potraktowany przez nazistowskich przywódców jako doskonała okazja do rozwiązania „polskiego problemu”. Heinrich Himmler miał wtedy stwierdzić: „z punktu widzenia historycznego jest błogosławieństwem, że Polacy to robią. Po pięciu, sześciu tygodniach wybrniemy z tego. A po tym Warszawa, stolica, głowa, inteligencja tego byłego 16–17-milionowego narodu Polaków będzie zniszczona, tego narodu, który od 700 lat blokuje nam Wschód i od czasu pierwszej bitwy pod Tannenbergiem leży nam w drodze”.
Na wieść o wybuchu powstania Hitler wydał Himmlerowi i Guderianowi ustny rozkaz zrównania Warszawy z ziemią i wymordowania wszystkich jej mieszkańców. Zgodnie z relacją Ericha von dem Bach-Zelewskiego rozkaz brzmiał następująco: „każdego mieszkańca należy zabić, nie wolno brać żadnych jeńców. Warszawa ma być zrównana z ziemią i w ten sposób ma być stworzony zastraszający przykład dla całej Europy”. W rezultacie spośród około 150–180 tys. cywilnych mieszkańców Warszawy, którzy ponieśli śmierć w czasie powstania, co najmniej 1/3 stanowiły ofiary egzekucji przeprowadzanych przez niemieckie formacje policyjne i wojskowe. Maja Motyl i Stanisław Rutkowski, autorzy opracowania Powstanie Warszawskie – rejestr miejsc i faktów zbrodni, obliczyli, że w okresie powstania zginęło poza działaniami bojowymi co najmniej 63 tys. cywilnych mieszkańców stolicy. Nagminnie mordowani byli również wzięci do niewoli powstańcy, mimo iż prowadzili walkę w sposób otwarty i mieli przewidziane prawem oznaki żołnierskie – a więc walczyli zgodnie z konwencją haską.
Zbrodnie na jeńcach i ludności cywilnej były dokonywane przez Niemców już od pierwszych dni powstania. Począwszy od 2 sierpnia gestapowcy i policjanci z alei Szucha przeprowadzali masowe egzekucje na terenie Ogródka Jordanowskiego przy ul. Bagatela oraz w ruinach gmachu Generalnego Inspektoratu Sił Zbrojnych przy Al. Ujazdowskich. Do upadku powstania zamordowano tam od 5 tys. do 10 tys. Polaków. Szeregu zbrodni oddziały Wehrmachtu, SS i policji niemieckiej dopuściły się również na Mokotowie. Eksterminacja ludności Warszawy przybrała jednak największe rozmiary po przybyciu do miasta niemieckich „sił odsieczy”. Na Woli oddziały Reinefartha i Dirlewangera dokonały bezprzykładnej rzezi polskiej ludności. Historycy szacują, że w ciągu kilku dni mogło zostać zamordowanych 15 tys., 38 tys., lub nawet 65 tys. mężczyzn, kobiet i dzieci – z czego najwięcej w tzw. czarną sobotę 5 sierpnia 1944 (Norman Davies uznał później 5 i 6 sierpnia 1944 za „dwa najczarniejsze dni w historii Warszawy”). Na Ochocie tysięcy mordów, gwałtów i rabunków dopuścili się żołnierze kolaboracyjnej brygady SS RONA. Do największych zbrodni doszło tam zwłaszcza na terenie targowiska warzywnego „Zieleniak”, w Kolonii Staszica oraz w Instytucie Radowym im. Marii Skłodowskiej-Curie.
Wieczorem 5 sierpnia von dem Bach doprowadził do złagodzenia eksterminacyjnego rozkazu Hitlera, poprzez wydanie zakazu mordowania kobiet i dzieci. 12 sierpnia Bach zabronił również rozstrzeliwania polskich mężczyzn-cywilów. Nie oznaczało to jednak, że Niemcy zaprzestali odtąd mordowania ludności Warszawy. Z tłumu uchodźców regularnie wyciągano ludzi podejrzewanych o udział w powstaniu lub żydowskie pochodzenie, a także osoby starsze i niedołężne (a więc niezdolne do pracy), których mordowano następnie w fabryce Pfeiffera na Woli lub w ruinach GISZ. Po upadku Starego Miasta oddziały Reinefartha dokonały masakry powstańczych szpitali, mordując co najmniej 3 tys. osób – w tym blisko 1000 rannych powstańców. Masowych mordów Niemcy dopuścili się również podczas walk na Sadybie, Powiślu, Górnym Czerniakowie i Marymoncie. Wziętych do niewoli powstańców mordowano do ostatnich dni powstania. Między innymi po upadku Mokotowa rozstrzelano 140 powstańców, którzy omyłkowo wyszli z kanałów w pobliżu siedziby niemieckiej żandarmerii przy ul. Dworkowej (27 września 1944).
W trakcie dwumiesięcznych walk niemiecka artyleria i lotnictwo atakowały bez rozróżnienia zarówno obiekty cywilne, jak i wojskowe – w tym szpitale wyraźnie oznaczone znakami Czerwonego Krzyża. W rezultacie co najmniej jedną trzecią cywilnych ofiar po stronie polskiej stanowiły ofiary bombardowań niemieckich. Celowe wypalanie całych kwartałów było traktowane przez Niemców jako pełnoprawna metoda walki. Niemieckie oddziały wielokrotnie wykorzystywały także polskich cywilów (w tym kobiety i dzieci) w charakterze „żywych tarcz”, osłaniających natarcia piechoty lub czołgów. Nagminne były wypadki grabieży oraz gwałtów na kobietach i dziewczynkach. Począwszy od 6 sierpnia z opanowanych dzielnic Niemcy bezwzględnie wypędzali polską ludność cywilną. Łącznie w wyniku powstania od 500 tys. do 550 tys. mieszkańców stolicy oraz około 100 tys. osób z miejscowości podwarszawskich zostało zmuszonych do opuszczenia swoich domów. Co najmniej 520 tys. wysiedleńców trafiło w niemieckie ręce i przeszło przez podwarszawskie obozy przejściowe – w szczególności przez Durchgangslager 121 w Pruszkowie. Z tego grona blisko 60 tys. osób zostało deportowanych do obozów koncentracyjnych, a kolejnych 90 tys. – na roboty przymusowe w głąb Rzeszy. Od 300 tys. do 350 tys. warszawiaków, uznanych za niezdolnych do pracy, Niemcy rozwieźli po całym Generalnym Gubernatorstwie, pozostawiając ich tam bez jakichkolwiek środków do życia. Po upadku powstania Niemcy wbrew postanowieniom umowy kapitulacyjnej przystąpili do systematycznego wypalania i wyburzania miasta. Zniszczeniu uległo wówczas ponad 30% zabudowy lewobrzeżnej Warszawy.

## Lotnicze wsparcie dla powstania

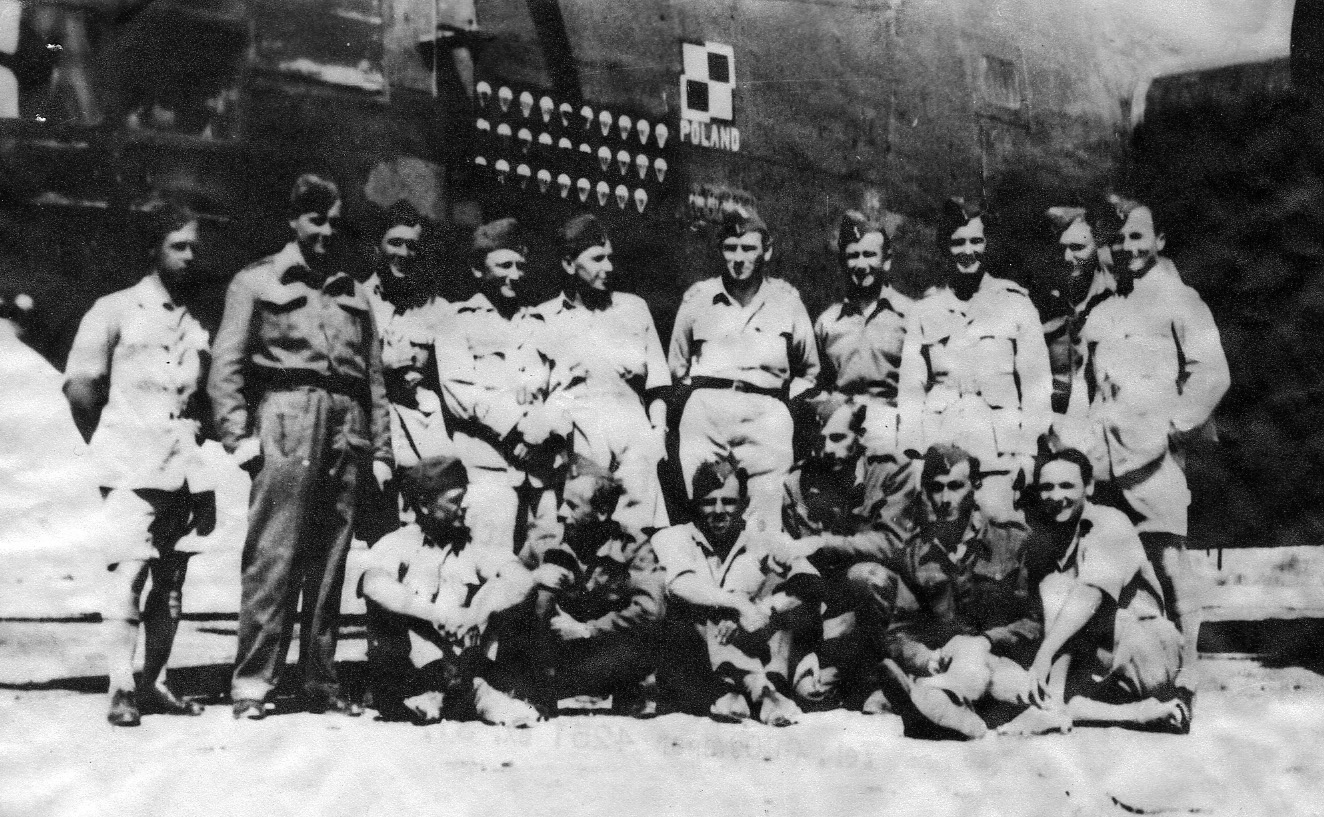
Załoga B-24 Liberatora z 1586 eskadry specjalnego przeznaczenia po powrocie z lotu ze zrzutami dla Warszawy. Lotnisko Brindisi, sierpień 1944

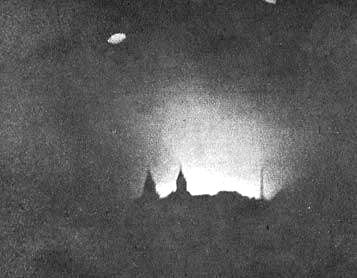
Zrzut zaopatrzenia nad płonącą Warszawą. W tle widoczna sylwetka kościoła św. Krzyża

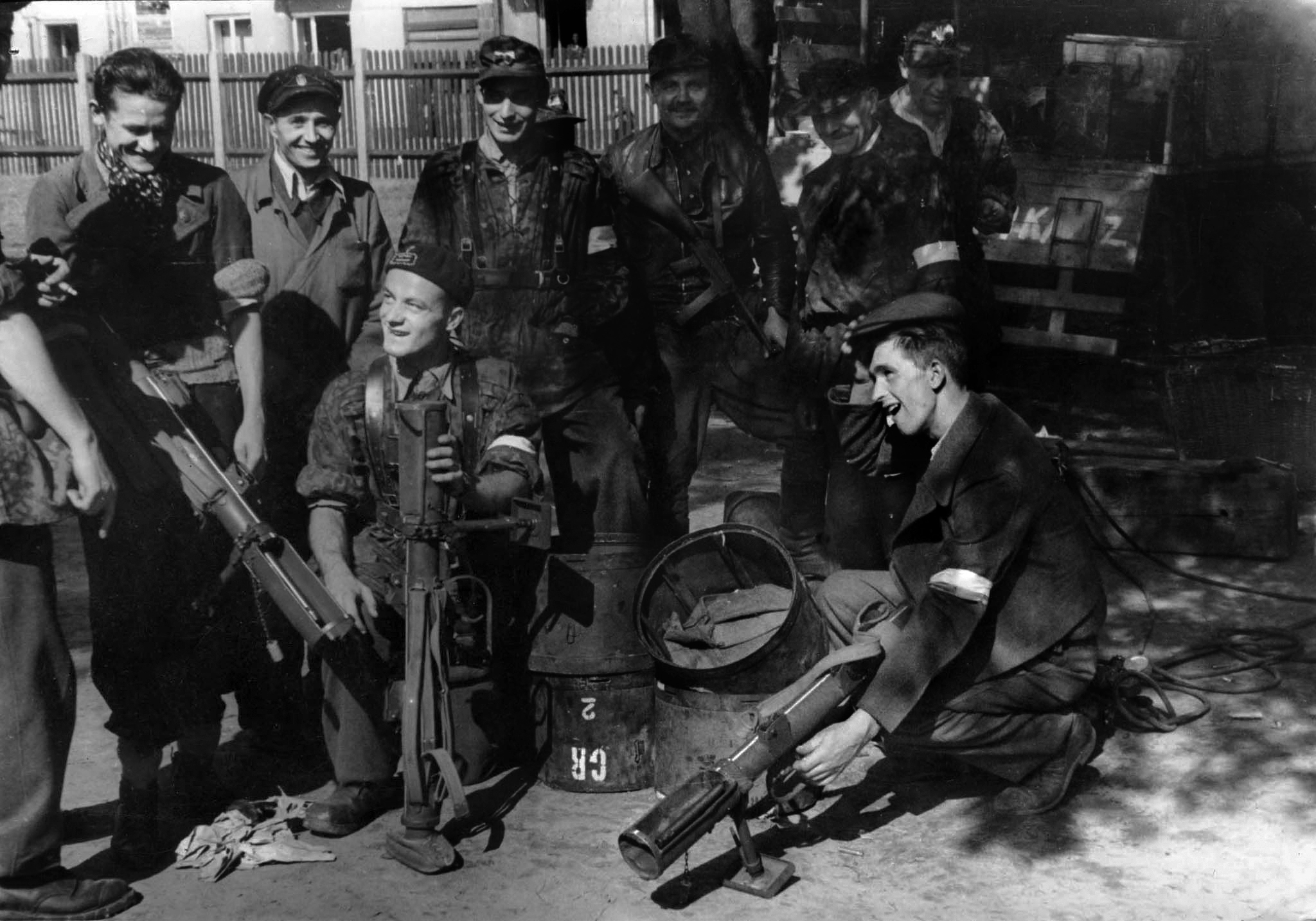
Żołnierze batalionu „Czata 49” wyciągający z zasobników granatniki PIAT

Dowództwo AK od samego początku zakładało, że alianckie lotnictwo wesprze powstanie w Warszawie dostawami broni i zaopatrzenia, mimo że już 7 lipca 1944 brytyjski gen. Redman przedstawiciel brytyjski przy CCS (Combined Chiefs of Staff) negatywnie odniósł się do możliwości wsparcia przez aliantów powstania zbrojnego i sugerował, że tylko ZSRR mógłby być zainteresowany tym planem. Po nawiązaniu łączności z Londynem generał „Bór” zażądał jak najszybszego rozpoczęcia zrzutów w rejonie pl. Napoleona oraz cmentarza żydowskiego na Woli (2 sierpnia w godzinach porannych). 3 sierpnia prezydent RP na uchodźstwie Władysław Raczkiewicz zwrócił się w tej sprawie do premiera Churchilla. Jeszcze tego samego dnia kwaterujące we włoskim Brindisi alianckie Dowództwo Sił Powietrznych Obszaru Morza Śródziemnego (Mediterranean Allied Air Forces) otrzymało z Londynu depeszę nakazującą rozpoczęcie lotów z pomocą dla Warszawy. Ostateczna decyzja co do kształtu operacji została jednak uzależniona od opinii zastępcy dowódcy MAAF, marszałka lotnictwa Johna Slessora. Ten godził się początkowo jedynie na przeprowadzanie zrzutów w podwarszawskich lasach. Rozkaz ten złamali jednak polscy lotnicy z 1586. Eskadry Specjalnego Przeznaczenia, którzy w nocy z 4 na 5 sierpnia polecieli nad Warszawę. Następnego dnia Slessor wydał całkowity zakaz lotów w rejonie miasta (ze względu na wysokie straty poniesione w pierwszych misjach). Dopiero na skutek intensywnych zabiegów polskiego rządu emigracyjnego zezwolono polskim załogom z 1586. Eskadry na wykonywanie „ochotniczych hazardowych lotów do Warszawy” (zgłosiły się wszystkie załogi eskadry). 12 sierpnia zezwolenie na udział w misjach z dostawami dla polskiej stolicy uzyskały również załogi brytyjskie i południowoafrykańskie. Do lotów nad Warszawę została wyznaczona 205 Grupa, składająca się 1586 Polskiej Eskadry Specjalnej, 178 i 148 dywizjonu Royal Air Force oraz 31 i 34 dywizjonu South African Air Force .
Tragiczny wynik wyprawy przeprowadzonej w nocy z 14 na 15 sierpnia spowodował jednak wydanie tym ostatnim kolejnego zakazu lotów (tej nocy zestrzelono 8 z 26 uczestniczących w misji samolotów). Do końca sierpnia z dostawami dla powstańców latali tylko polscy lotnicy z 1586. Eskadry. Z początkiem września również i oni zostali jednak wycofani znad Warszawy przez brytyjskie dowództwo. Tylko naciski i determinacja polskiego rządu emigracyjnego spowodowały, że Brytyjczycy zgodzili się skierować z Brindisi jeszcze dwie wyprawy z pomocą dla polskiej stolicy.
Loty do Warszawy utrudniał fakt, iż samoloty alianckie nie mogły lądować na sowieckich lotniskach na prawym brzegu Wisły. Dopiero 10 września Stalin wyraził zgodę na lądowanie amerykańskich i brytyjskich maszyn na obszarach zdobytych przez Armię Czerwoną. Dzięki temu 18 września amerykańska 8. Armia Powietrzna mogła zorganizować wielką wyprawę nad Warszawę, w trakcie której 107 „Latających Fortec” zrzuciło nad Warszawą blisko 1250 zasobników z zaopatrzeniem (operacja „Frantic VII”). Wobec krytycznej sytuacji powstania wyprawa nie mogła jednak w sposób istotny wspomóc polskich obrońców – tym bardziej, że tylko 288 zasobników (ok. 25%) spadło na teren kontrolowany przez powstańców.
W sierpniu i wrześniu 1944 alianckie samoloty 280 razy startowały ze zrzutami do Warszawy, Puszczy Kampinoskiej i Lasu Kabackiego (170 razy z Brindisi oraz jednorazowo 110 maszyn z Wlk. Brytanii). Zrzucono ponad 200 ton zaopatrzenia, z czego powstańcy odebrali ok. 60–90 ton. Do tego należy doliczyć nieznaną do dzisiaj dokładnie liczbę lotów radzieckich. Misje ze zrzutami zaopatrzenia dla Warszawy okazały się jedną z najtrudniejszych operacji w całej historii lotnictwa. Alianckie bazy lotnicze w Brindisi dzieliła bowiem od polskiej stolicy odległość ok. 1,5 tys. kilometrów. Lot trwał średnio 14 godzin i odbywał się nocą, nierzadko w ciężkich warunkach atmosferycznych. Na trasie operowały niemieckie nocne myśliwce, a w rejonie Warszawy, Podkarpacia i Balatonu na Węgrzech istniały silne skupiska niemieckiej artylerii przeciwlotniczej. Zdarzało się również, iż alianckie samoloty były ostrzeliwane przez radziecką artylerię przeciwlotniczą i nocne myśliwce (alianckie załogi traktowały lot nad ziemiami opanowanymi przez Armię Czerwoną jak lot nad terytorium wroga). W tych warunkach nieuniknione były ciężkie straty. Piotr C. Śliwowski podaje, iż w sierpniu i wrześniu 1944 polska 1586. Eskadra Specjalnego Przeznaczenia straciła podczas misji z pomocą dla Warszawy 11 samolotów z 59 lotnikami na pokładach, tj. 150% stanu wyjściowego. Tylko dwie załogi tej eskadry przeżyły okres powstania od początku do końca. Pozostałe alianckie dywizjony utraciły 19 maszyn. Poległo lub zaginęło 39 lotników brytyjskich, 37 lotników południowoafrykańskich oraz 12 lotników amerykańskich (jeden z amerykańskich lotników został rozstrzelany przez Niemców pod Dąbrówką w okolicy Puszczy Kampinoskiej). Z kolei według P. Mollera 31 Sqn SAAF stracił 8 z 26 maszyn, które poleciały nad Warszawę, 34 Sqn – jedną z trzech, 178 Sqn RAF – cztery z 21, 148 Sqn – trzy z 22, 1586 Eskadra – 7 z 14 maszyn; w ten sposób średnie straty wyniosły ponad 25%.
Za tę cenę zrzucono nad miastem 485 zasobników o masie 150 kg, łącznie ok. 72 ton zaopatrzenia . Marszałek Slessor oceniał, że alianci tracili jeden samolot na każde 10 ton dostaw dla Warszawy. Jerzy Kirchmayer podaje następujące szacunki odebranej broni i amunicji w Warszawie (wszystkie zrzuty łącznie): 10 moździerzy 2 i 3 calowych (z 250 pociskami), 180 lkm (z milionem naboi), 100 pm (z 100 tys. naboi), 200 granatników Piat (z 3 tys. pocisków), 100 kb (180 tys. naboi), 700 rewolwerów (29 tys. naboi), 8 tys. granatów zwykłych i 2 tys. przeciwpancernych; do tego dochodziło 7 tys. opatrunków i kilkanaście ton żywności. Z łącznie 104 ton odebranego zaopatrzenia 82,3 t stanowiła broń i amunicja, a 21,7 t – żywność. Z 953 zasobników i 347 paczek, odpowiednio 693 i 180 odebrano w Warszawie, a 260 i 167 na terenach podmiejskich.
Od nocy 13/14 września 1944 r., gdy 1. Armia Wojska Polskiego została dyslokowana nad Wisłę, loty ze zrzutami broni, amunicji i żywności dla powstańców warszawskich wykonywali także piloci 2. pułku bombowców nocnych „Kraków” z polowego lotniska w Woli Rowskiej oraz sowieckiej 9. Gwardyjskiej Dywizji Nocnych Bombowców. Jednostki zrzucające osłaniał z powietrza 1. pułk myśliwski z polskiej 1. Dywizji Lotniczej. Według oficjalnych danych samoloty Armii Czerwonej i Armii Berlinga zrzuciły nad Warszawą zaopatrzenie o łącznej wadze 150 ton, w tym 156 moździerzy, 505 rusznic ppanc., 1189 karabinów, 1478 pistoletów maszynowych oraz jedno działko ppanc. kal. 45 mm. Owe liczby pozostają jednak trudne do zweryfikowania. Zdaniem Piotra C. Śliwowskiego zrzuty dokonywane przez lotnictwo sowieckie miały przede wszystkim znaczenie propagandowe, gdyż broń, amunicję i żywność zrzucano zazwyczaj w pozbawionych spadochronów jutowych workach, na skutek czego ich zawartość ulegała częściowemu lub całkowitemu zniszczeniu. J. Kirchmayer podaje, że Polacy i Rosjanie zrzucili między 50 a 55 t zaopatrzenia, z czego ok. 15 t żywności; na przejętą broń składały się 5 ckm (z 10 tys. naboi), 700 pm (z 60 tys. naboi), 143 kb ppanc. (z 4290 naboi), 48 granatników (z 1729 nabojami), 160 kb (z 10 tys. naboi) i 4 tys. granatów ręcznych. Sprzęt był radziecki, a zrzucane zaopatrzenie, choć z reguły trafiało w ręce powstańcze, to wskutek braku spadochronów, często było uszkodzone lub zniszczone.

## Powstanie warszawskie w dyplomacji

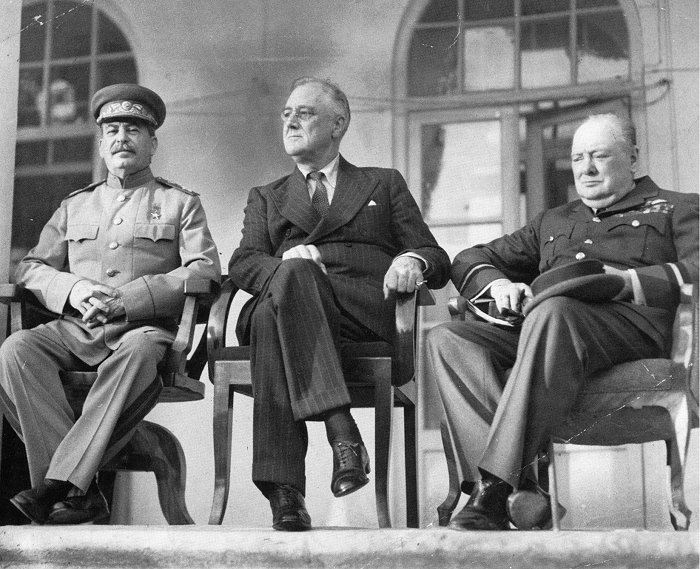
Przywódcy „wielkiej trójki”. Od lewej: Stalin, Roosevelt, Churchill

Otrzymawszy informację o wybuchu powstania, Rząd RP na uchodźstwie niezwłocznie rozpoczął intensywne zabiegi dyplomatyczne, które miały na celu zorganizowanie skutecznej pomocy dla walczącej stolicy. W trakcie dwumiesięcznych walk oddziały AK w Warszawie otrzymały jednak jedynie ograniczone wsparcie ze strony mocarstw zachodnich. Z kolei Stalin przez długi czas odmawiał udzielenia jakiejkolwiek pomocy powstańcom oraz sabotował działania podejmowane w tym zakresie przez aliantów zachodnich. Co więcej, wybuch powstania warszawskiego zbiegł się ze wstrzymaniem ofensywy Armii Czerwonej na kierunku warszawskim. Spory wokół kwestii pomocy dla powstania, które rozgorzały wewnątrz „wielkiej trójki” niektórzy historycy są skłonni uznawać za prawdziwy początek „zimnej wojny”.

### Postawa ZSRR wobec powstania
Zarówno w propagandzie, jak i opracowaniach historycznych ukazujących się w ZSRR i PRL, utrzymywano, że Armia Czerwona nie była w stanie udzielić skutecznej pomocy powstaniu, gdyż po intensywnych walkach na Białorusi jej oddziały były wykrwawione oraz zbytnio oddalone od baz zaopatrzeniowych. Podkreślano także, iż wybuch powstania nie został uzgodniony z dowództwem radzieckim oraz utrzymywano, że polska stolica nie odgrywała większej roli w radzieckich planach wojennych. Dokumenty ujawnione po rozpadzie ZSRR przeczą jednak tym twierdzeniom. Wynika z nich bowiem, że radziecka 2. Armia Pancerna, która prowadziła bezpośrednie natarcie w kierunku Warszawy, została wprowadzona na pierwszą linię dopiero 22 lipca, a w dodatku wyruszyła z pozycji wyjściowych na Wołyniu, skąd jej bazy zaopatrzeniowe dzieliła od polskiej stolicy odległość ok. 300 kilometrów. 2 A. Panc. miała przy tym trzykrotnie większe zapasy amunicji oraz większe zasoby paliwa niż walcząca na rzekomo priorytetowym przyczółku warecko-magnuszewskim radziecka 69. Armia. 28 lipca 1944 Stawka poleciła dowództwu I Frontu Białoruskiego, aby swoim prawym skrzydłem rozwinęło natarcie na Warszawę i nie później niż 5–8 sierpnia zdobyło Pragę oraz sforsowało Wisłę na wysokości Pułtuska i Serocka. W tym samym czasie lewe skrzydło frontu miało uchwycić przyczółki w rejonie Dęblina, Solca i Zwolenia. Po sforsowaniu Wisły marszałek Rokossowski miał kontynuować natarcie w kierunku Torunia i Łodzi. Dokument ten – ujawniony dopiero po rozpadzie ZSRR – pozwala wysnuć wniosek, że sowieckie dowództwo planowało w pierwszych dniach sierpnia 1944 zdobyć Warszawę za pomocą dwustronnego manewru okrążającego. W tym samym czasie radziecka propaganda poprzez audycje radiowe i zrzut ulotek wzywała mieszkańców Warszawy do walki z Niemcami. Wiele wskazuje na to, że Stalin planował szybkie zdobycie polskiej stolicy, co więcej z przyczyn politycznych przykładał do tego dużą wagę, gdyż zamierzał ulokować w mieście siedzibę nowo utworzonego PKWN.
Porażka w bitwie pancernej pod Warszawą spowolniła co prawda natarcie Rokossowskiego, lecz w mniejszym stopniu niż przedstawiała to później radziecka propaganda. W dokumentach przechowywanych w Centralnym Archiwum MON Federacji Rosyjskiej (datowanych na lipiec 1944) nie znaleziono żadnej wzmianki o załamaniu natarcia na Warszawę ze względu na niemiecki opór. Co prawda 1 sierpnia dowodzący 2. A. Panc. generał Aleksiej Radziejewski wydał swoim oddziałom rozkaz przejścia do obrony, lecz miała to być jedynie przerwa taktyczna – niezbędna, aby uzupełnić zapasy amunicji i paliwa. Jeszcze 2 sierpnia radziecka „Prawda” zagrzewała czerwonoarmistów hasłem „na Warszawę!”. Przewaga sowiecka była wówczas wyraźna i wedle wszelkiego prawdopodobieństwa Niemcy nie zdołaliby utrzymać miasta. Na kierunku warszawskim Rokossowski dysponował 75 wielkimi jednostkami (w tym wieloma pancernymi), którym Niemcy przeciwstawić mogli w najlepszym razie ok. 22 dywizji. Z meldunków składanych przez radzieckie oddziały frontowe wynikało, że na początku sierpnia 1944 zachodni brzeg Wisły był w wielu miejscach w ogóle nieobsadzony przez Niemców. Dowództwo niemieckiej 9. Armii oceniało sytuację w rejonie Warszawy jako katastrofalną.
Wybuch powstania warszawskiego zaskoczył Stalina. Z tego powodu postawa ZSRR wobec polskiego zrywu była początkowo ambiwalentna. Podczas spotkania z premierem Mikołajczykiem Stalin wyraził wątpliwość, czy AK będzie w stanie samodzielnie wyzwolić stolicę, oskarżając jednocześnie jej żołnierzy, że „w ogóle nie walczą z Niemcami, ale kryją się po lasach” (4 sierpnia). Niemniej w odpowiedzi na prośbę o wsparcie powstania obiecał „szybką” pomoc w postaci zrzutów broni oraz „poparcie ze strony lotnictwa” w „pełnych granicach jego możliwości”. Podobny ton radziecki dyktator przyjął w depeszy do premiera Churchilla (5 sierpnia). Pisał wówczas, iż „zakomunikowane Panu przez Polaków informacje są bardzo przesadzone i nie budzą zaufania (…) Armia Krajowa Polaków składa się z kilku oddziałów, które niesłusznie nazywają siebie dywizjami. Nie mają one ani artylerii, ani lotnictwa, ani czołgów. Nie wyobrażam sobie, jak takie oddziały mogą zdobyć Warszawę” – ale równocześnie nie odmówił jednoznacznie udzielenia Polakom pomocy. Moskwa starała się ukryć fakt wybuchu powstania przed własnym społeczeństwem. W zachowanych meldunkach I Frontu Białoruskiego z sierpnia i pierwszej połowy września 1944 nie ma żadnej wzmianki o walkach w Warszawie. Również komentarze sowieckiej prasy były początkowo nieliczne i ostrożne. Prawdopodobnie Stalin spodziewał się szybkiego upadku powstania lub liczył na daleko idące ustępstwa polityczne ze strony polskiego rządu (w zamian za pomoc dla Warszawy), stąd unikał początkowo jednoznacznych deklaracji. Jeszcze 8 sierpnia marszałkowie Żukow i Rokossowski przedstawili Stawce plan ofensywy, który przewidywał rozpoczęcie uderzenia z przyczółków na Narwi i pod Magnuszewem, a następnie wyzwolenie Warszawy między 25 sierpnia a 1 września 1944. Ze względów propagandowych przewidywano, że frontalne uderzenie na Pragę przeprowadzi 1. Armia Wojska Polskiego.
Gdy okazało się, że polski zryw nie wygaśnie zbyt szybko, a jego przywódcy reprezentują opcję niepodległościową, Stalin przyjął wobec powstania jednoznacznie wrogą postawę. 6 sierpnia z szeregów 2. A. Panc. niespodziewanie wycofano 1. pułk pontonowy, co można uznać za rezygnację z przeprawy przez rzekę. Dwa dni później 2. A. Panc. została wycofana spod Warszawy i skierowana na odpoczynek (na jej miejsce wprowadzono znacznie słabszą 47. Armię). Z okolic miasta wycofano także 61. i 70. Armię oraz dowodzoną przez generała Berlinga 1. Armię Wojska Polskiego. Ponadto do 10 września sowieckie lotnictwo obowiązywał zakaz prowadzenia lotów bojowych nad Warszawą. Stalin nie zatwierdził też planu zdobycia Warszawy, przedstawionego przez marszałka Rokossowskiego 8 sierpnia 1944. Po wezwaniu przez „Bora” na pomoc Warszawie oddziałów z okręgów Armii Krajowej (14 sierpnia), oddziały NKWD otrzymały ze Stawki polecenie niedopuszczenia oddziałów AK za Wisłę i wstrzymania przewozu przez nie broni oraz ich rozbrajania.
Pod koniec sierpnia I Front Białoruski otrzymał ograniczone zadania bojowe w okolicy Narwi, pozostające bez jakiegokolwiek związku z trwającym w Warszawie powstaniem. Jego powolne natarcie przedłużało powstanie, zwiększało straty w ludziach, a zarazem budziło w Warszawie płonne nadzieje na szybką pomoc. Jednocześnie 12 sierpnia agencja TASS opublikowała komunikat, w którym oświadczono, że „odpowiedzialność za wydarzenia w Warszawie spada wyłącznie na polskie koła emigracyjne w Londynie”, a sugestie jakoby ZSRR nie udzieliło powstaniu wystarczającej pomocy, są „rezultatem nieporozumienia, albo przejawem oszczerstwa”. 13 sierpnia Mikołajczyk napisał depeszę do Stalina z ponowną prośbą o pomoc dla Warszawy. Nadesłana 3 dni później odpowiedź była zdecydowanie odmowna. Podobną depeszę tego dnia Stalin wystosował do premiera Churchilla. Informował w niej, niezgodnie ze stanem faktycznym, że początkowo zarządził aby dowództwo Armii Czerwonej intensywnie zrzucało uzbrojenie w rejon Warszawy i dalej wskazywał, że „następnie zapoznawszy się bliżej ze sprawą warszawską przekonałem się, że akcja warszawska stanowi nierozsądną, straszną awanturę, która kosztuje ludność wielkie ofiary. Nie doszłoby do tego, gdyby dowództwo radzieckie zostało poinformowane zanim akcja warszawska się zaczęła i gdyby Polacy utrzymywali z nim łączność. W wytworzonej sytuacji dowództwo radzieckie doszło do wniosku, że powinno odciąć się od warszawskiej awantury, ponieważ nie może ponosić ani bezpośredniej ani pośredniej odpowiedzialności za akcję w Warszawie”. Jednocześnie w osobnej nocie Ludowy Komisariat Spraw Zagranicznych oświadczył, iż rząd radziecki nie zgadza się, aby alianckie samoloty lecące z dostawami dla Warszawy lądowały na radzieckich lotniskach, gdyż „nie życzy sobie, aby – pośrednio lub bezpośrednio – wiązano go z awanturą w Warszawie”. Moskwa zagroziła nawet internowaniem alianckich lotników, którzy zdecydowaliby się wylądować na terytorium kontrolowanym przez Armię Czerwoną. Z kolei w depeszy do Churchilla i Roosevelta z dnia 22 sierpnia 1944 Stalin nazwał powstańców „grupką przestępców, którzy dla uchwycenia władzy wszczęli awanturę warszawską”. KG AK kilkukrotnie proponowała dowództwu I Frontu Białoruskiego nawiązanie regularnej łączności (w tym ustanowienie stałego połączenia telefonicznego), lecz nie otrzymała żadnej odpowiedzi. Kurierzy AK wysłani do sztabu Rokossowskiego zostali aresztowani przez NKWD.
Stanowisko Stalina uległo pewnemu złagodzeniu na początku września. I Front Białoruski wznowił wówczas działania zaczepne w rejonie Warszawy w efekcie czego sowiecka 47. Armia wraz z oddziałami 1. Armii Wojska Polskiego wyzwoliły prawobrzeżną Pragę (10–14 września). Jednocześnie Moskwa wyraziła zgodę na lądowanie alianckich samolotów na swoich lotniskach (10 września), a radzieckie lotnictwo rozpoczęło zrzuty zaopatrzenia nad Warszawą (14 września). Zdaniem Nikołaja Iwanowa miał być to „gest dobrej woli” pod adresem mocarstw zachodnich, a zarazem efekt chwilowych rozterek Stalina, który miał wahać się, czy pozwolić Niemcom stłumić powstanie, czy też może w ostatniej chwili wkroczyć do akcji, aby zaprezentować się Polakom i zachodniej opinii publicznej jako ten, który ocalił Warszawę. Z kolei Władysław Pobóg-Malinowski uważał, że Stalin otrzymawszy informacje o rozmowach kapitulacyjnych prowadzonych przez KG AK z Niemcami, postanowił podjąć ograniczone działania zaczepne, aby wzbudzić w Warszawie nadzieje na rychłą pomoc i przedłużyć powstanie – tak, aby Niemcy zniszczyli doszczętnie polskie siły niepodległościowe. Ostatecznie Stalin nie uległ wielokrotnym wezwaniom o udzielenie pomocy powstaniu, kierowanym do niego przez aliantów i Rząd RP na uchodźstwie. Radzieckie dowództwo zgodziło się jedynie na przeprowadzenie ograniczonej akcji desantowej przez Wisłę, w której udział wzięli niedoświadczeni polscy żołnierze, pozbawieni odpowiedniej ilości środków przeprawowych i wsparcia artyleryjskiego. Ze względu na szczupłość zaangażowanych sił akcja ta miała prawdopodobnie charakter wyłącznie propagandowy i z góry zakładano jej niepowodzenie. 23 września ambasadorowie Wlk. Brytanii i USA interweniowali u Stalina ws. pomocy dla powstania, ale otrzymali odpowiedź: „Nikt nie może odnaleźć tego generała „Bora”. Nie wiemy, gdzie on jest. Widocznie wyjechał z Warszawy”. 28 września KG AK skierowała depeszę do Rokossowskiego, w której ostrzegano, że powstańcy są w stanie wytrwać jeszcze tylko 72 godziny, po czym kapitulacja stanie się nieuchronna. Dowództwo AK ponownie nie uzyskało jednak żadnej odpowiedzi. Bez odpowiedzi pozostał także ostatni apel skierowany do Stalina przez premiera Mikołajczyka (30 września).

#### Stosunek PPR i PKWN do powstania

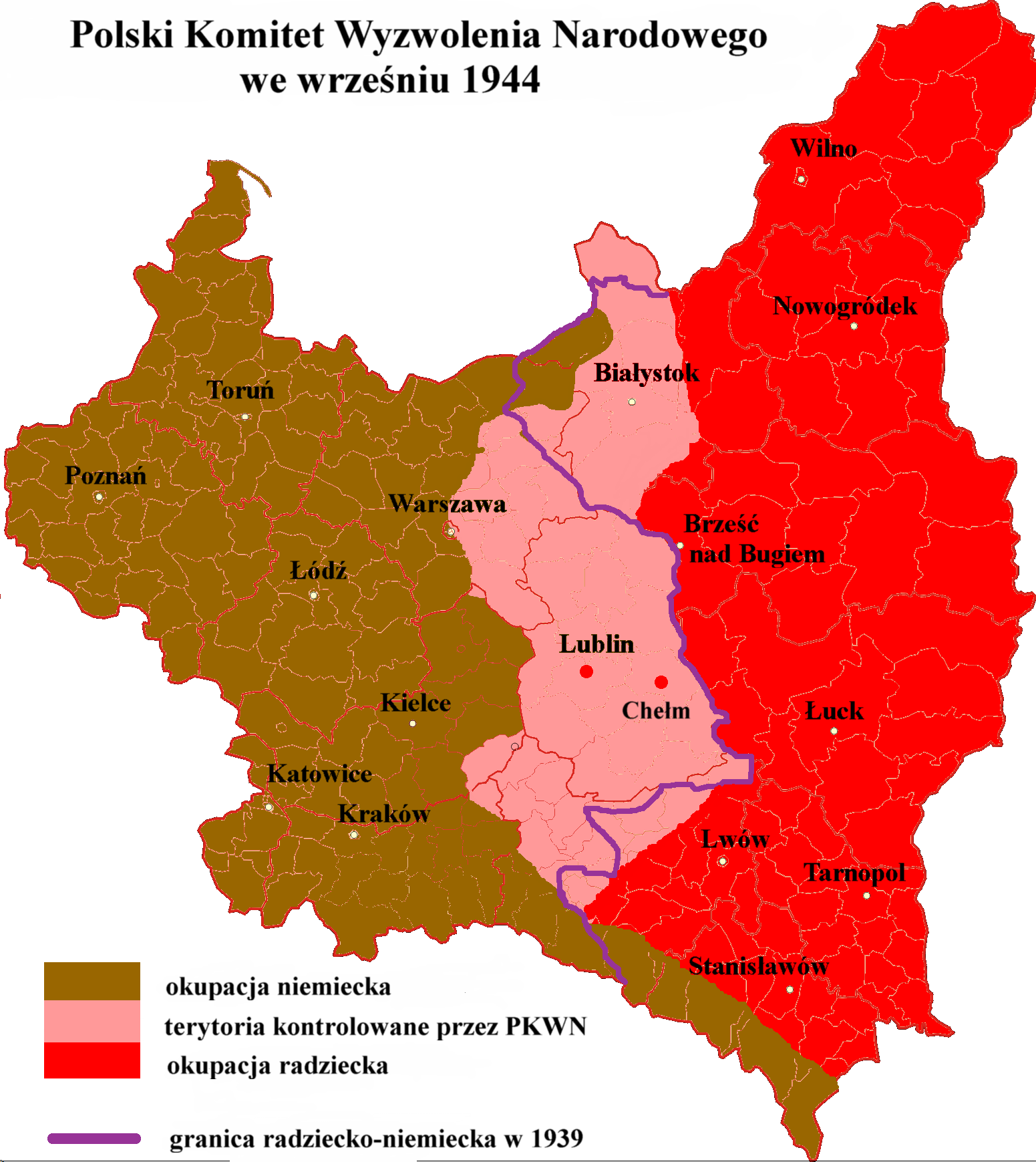
Terytoria kontrolowane przez Polski Komitet Wyzwolenia Narodowego we wrześniu 1944

Wiele wskazuje na to, że polscy komuniści przygotowywali w Warszawie wystąpienie zbrojne, które miało się rozpocząć w momencie wkraczania do miasta oddziałów Armii Czerwonej. Komunistyczna propaganda wzywała warszawiaków do walki z Niemcami, a w nocy z 31 lipca na 1 sierpnia 1944 pozostające w mieście oddziały Armii Ludowej zostały postawione w stan alarmowy. Po wybuchu powstania oddziały AL wzięły udział w walkach, podporządkowując się taktycznie dowództwu AK. Stanowisko władz PPR i PKWN wobec powstania było natomiast początkowo dwuznaczne. Na początku sierpnia „Radiostacja Kościuszko” sugerowała wręcz, że to komuniści kierują powstaniem w Warszawie. 6 sierpnia Wanda Wasilewska w trakcie spotkania przedstawicieli rządu na uchodźstwie z KRN i PKWN odbyła rozmowę ze Stanisławem Mikołajczykiem, podczas której twierdziła, że informacje o wybuchu powstania w Warszawie są fałszywe (według Andrzeja Sowy nie wiedziała jeszcze o wybuchu powstania). 13 sierpnia generał Michał Rola-Żymierski wydał rozkaz nr 6, w którym niedwuznacznie dał do zrozumienia, że 1. Armia Wojska Polskiego wraz z Armią Czerwoną rychło wyruszą na pomoc Warszawie.
Po ostatecznym wykrystalizowaniu się stanowiska ZSRR, PKWN przyjął jawnie wrogą postawę wobec powstania. Na posiedzeniu Komitetu, które odbyło się w Lublinie 15 września 1944 z udziałem Bolesława Bieruta, Romana Zambrowskiego, Jakuba Bermana, Michała Roli-Żymierskiego i Stanisława Radkiewicza zdecydowano o stworzeniu wojsk wewnętrznych, które w przypadku klęski Niemców miały wkroczyć do Warszawy i rozbić zwycięską Armię Krajową.
30 września przewodniczący PKWN Edward Osóbka-Morawski wraz z generałem Rolą-Żymierskim, Hilarym Mincem oraz Stefanem Jędrychowskim uczestniczył w konferencji prasowej zorganizowanej w Moskwie dla korespondentów prasy zagranicznej. Niezgodnie z prawdą oświadczyli wówczas, że od 13 sierpnia Armia Czerwona udzielała powstańcom wsparcia materiałowego oraz oskarżyli dowództwo AK o celowe unikanie kontaktu ze sztabem Rokossowskiego. Jednocześnie Osóbka-Morawski oświadczył, że generał „Bór” jest „zbrodniarzem wojennym”, którego PKWN postawiłoby przed sądem, gdyby wpadł w jego ręce.

### Postawa Stanów Zjednoczonych i Wielkiej Brytanii wobec powstania
Termin powstania nie został uzgodniony z aliantami zachodnimi – niemniej nie mogli oni twierdzić, że zostali całkowicie zaskoczeni jego wybuchem. 27 lipca 1944 ambasador RP w Londynie, Edward Raczyński, spotkał się z ministrem spraw zagranicznych Wlk. Brytanii, Anthonym Edenem, którego poinformował wstępnie o planach powstania w Warszawie. Jednocześnie w imieniu polskiego rządu poprosił Brytyjczyków o: 1) skierowanie do stolicy polskiej 1. Samodzielnej Brygady Spadochronowej, 2) oddanie do dyspozycji AK czterech polskich dywizjonów lotniczych w Wielkiej Brytanii, 3) zbombardowanie niemieckich lotnisk koło Warszawy, 4) uznanie praw kombatanckich żołnierzy AK. Eden obiecał rozpatrzyć te postulaty w trybie pilnym, podając jednak w wątpliwość techniczne możliwości ich zrealizowania. Już następnego dnia Foreign Office oficjalnie poinformowało Raczyńskiego, że spełnienie polskich postulatów jest niemożliwe.
Na wieść o wybuchu powstania ambasador Raczyński udał się do brytyjskiego MSZ, gdzie zwrócił się do podsekretarza stanu Alexandra Cadogana z prośbą o natychmiastowe powiadomienie premiera Churchilla o rozpoczętym w Warszawie powstaniu oraz wydanie zarządzeń umożliwiających rozpoczęcie zrzutów broni i amunicji dla oddziałów AK. 3 sierpnia prezydent Władysław Raczkiewicz zwrócił się do Churchilla z prośbą o dokonanie natychmiastowych rzutów broni i amunicji w Warszawie. Z podobnym apelem do brytyjskich władz wojskowych wystąpili generałowie Kukiel i Kopański. Trzy dni później Jan Ciechanowski, ambasador RP w Waszyngtonie, przedłożył amerykańskiemu Kolegium Połączonych Szefów Sztabów formalną prośbę polskiego rządu o zorganizowanie pomocy dla powstania. Akcja dyplomatyczna mająca na celu zorganizowanie efektywnego wsparcia dla powstańców była odtąd intensywnie prowadzona przez wszystkie agendy rządu RP na uchodźstwie.
Pierwsze reakcje aliantów były ostrożne i niechętne. Amerykanie oświadczyli, że wsparcie dla polskiego podziemia leży w gestii władz brytyjskich, a ze względu na fakt, iż Warszawa leży w radzieckiej strefie operacyjnej, alianci nie będą mogli prowadzić tam żadnych operacji bez zgody Moskwy. Z kolei generał Hastings Ismay – główny wojskowy doradca Churchilla – po pięciodniowej zwłoce oświadczył, że użycie bombowców RAF w Polsce można rozpatrywać jedynie w połączeniu z oczekiwanym uderzeniem Armii Czerwonej, a pozostałe polskie postulaty natury wojskowej uznał za nierealne. 16 sierpnia doszło do spotkania polskich generałów (m.in. Stanisław Tatar) z pułkownikiem Haroldem B. Perkinsem – szefem polskiego i czechosłowackiego wydziału SOE. W trakcie rozmowy Brytyjczyk obarczył Polaków całkowitą winą za sytuację w Warszawie oraz oświadczył, że „zbrodnią jest planować dostawy z pomocą dla Warszawy w ramach operacji tak ryzykownych, jak te, które są obecnie podejmowane”. Negatywne nastawienie prezentowało również brytyjskie MSZ. Minister Eden zablokował m.in. propozycję lorda Vansittarta, który domagał się, aby w odpowiedzi na masowe zbrodnie popełniane przez Niemców w Warszawie zwołać nadzwyczajne posiedzenie Izby Gmin w celu omówienia odwetowego bombardowania Berlina. Alianci długo zwlekali także z przyznaniem praw kombatanckich żołnierzom AK, twierdząc, że będą mogli to uczynić jedynie w sytuacji, gdy ZSRR postąpi podobnie. Dopiero 30 sierpnia rządy USA i Wlk. Brytanii oficjalnie oświadczyły, iż uznają Armię Krajową za integralną część Polskich Sił Zbrojnych.
Z obstrukcją i niechęcią brytyjskich struktur wojskowych i administracyjnych kontrastowała osobista postawa premiera Churchilla, który już 3 sierpnia nakazał bezzwłoczne rozpoczęcie przygotowań do lotów z dostawami dla Warszawy i naciskał na dowództwo RAF, aby udzieliło powstańcom wszelkiej możliwej pomocy. 4 sierpnia brytyjski premier wystosował także pierwszą depeszę do Stalina, informującą o wybuchu powstania i planowanych alianckich zrzutach. W kolejnych dniach liczne prośby o wsparcie dla powstania były kierowane do strony radzieckiej przez brytyjską misję wojskową i ambasadę w Moskwie. 12 sierpnia Churchill ponownie zadepeszował do Stalina z prośbą o pomoc dla walczącej Warszawy, otrzymał jednak utrzymaną w ostrym tonie odpowiedź odmowną. Gdy Moskwa nie wyraziła zgody na lądowanie alianckich samolotów na radzieckich lotniskach, Churchill postanowił zaangażować w tę sprawę prezydenta Roosevelta. Amerykańska administracja z niechęcią myślała jednak o nadwerężaniu stosunków z ZSRR. Dopiero 20 sierpnia Churchill i Roosevelt wysłali wspólny list do Stalina, w którym znalazły się słowa: „Zastanawiamy się, jaka będzie reakcja światowej opinii publicznej, jeśli antyfaszyści w Warszawie zostaną rzeczywiście opuszczeni. Uważamy, że my wszyscy trzej powinniśmy uczynić wszystko, co tylko możemy, aby ocalić możliwie najwięcej znajdujących się tam patriotów”. List ten – celowo naszkicowany przez Roosevelta w łagodnym tonie – kończył się stwierdzeniem, że „czynnik czasu ma wyjątkowo duże znaczenie”. Po niezwykle brutalnej odpowiedzi Stalina (22 sierpnia) Roosevelt przyjął wyraźny kurs na unikanie konfrontacji. Gdy Churchill zaproponował mu wystosowanie utrzymanego w ostrzejszym tonie listu, amerykański prezydent przez kilka dni odmawiał zajęcia stanowiska („nie wiem jakie dalsze kroki moglibyśmy obecnie podjąć”), by ostatecznie odmówić („uważam za niekorzystne dla dalszego przebiegu wojny ogólnej przyłączenie się do proponowanej depeszy”). 5 września admirał William D. Leahy błędnie poinformował Roosevelta, że powstanie w Warszawie upadło, co ten ostatni potraktował jako pretekst, aby sprawę wywarcia presji na Stalina uznać za nieaktualną.
W ocenie Janusza Zawodnego powstanie warszawskie – podobnie jak zbrodnia katyńska – było z perspektywy aliantów przeszkodą w dyplomatycznym i wojskowym układzie sił i planów wielkiej trójki. Dla Roosevelta i amerykańskiej administracji Polska nie była pełnoprawnym partnerem, lecz uciążliwym sojusznikiem – utrudniającym w dodatku priorytetową współpracę z ZSRR. Zainteresowanie amerykańskiej administracji wydarzeniami w Warszawie było przy tym niewielkie, a wiedza na temat sytuacji panującej w Polsce – bardzo ograniczona. Z kolei premier Churchill wydawał się być szczerze przejęty tragedią Warszawy i starał się udzielić powstaniu możliwie największą pomoc, jednak jako najsłabszy członek „wielkiej trójki” nie miał ku temu większych możliwości. Nawet on nie był zresztą gotów na zerwanie współpracy z ZSRR z powodu Polski. Z wydanych po wojnie wspomnień Churchilla wynika, że członkowie brytyjskiego rządu byli gremialnie oburzeni postawą ZSRR wobec powstania jednak ostatecznie zrezygnowano z silniejszych nacisków na Stalina w tej sprawie, gdyż jak tłumaczył to brytyjski premier „trzeba pamiętać o losach milionów ludzi, walczących na wszystkich frontach świata”, a „cel główny wymaga czasem nawet poniżającej uległości”. Anglosaska prasa jeszcze w trakcie powstania prezentowała niewielkie zainteresowania wydarzeniami w Warszawie. W szczególności gazety lewicowe starały się usprawiedliwiać postawę ZSRR oraz prezentowały wyraźnie negatywne nastawienie wobec przywódców AK i rządu RP na uchodźstwie. Redaktor sekcji polskiej BBC, Gregory MacDonald, był zmuszony przyznać, że informacje o braku sowieckiej pomocy dla powstania „są w znaczący sposób tonowane (…) żeby nie podsycać atmosfery emocji i nie naruszać ponad potrzebę jedności alianckiej”.
5 października Churchill wygłosił przemówienie w Izbie Gmin poświęcone powstaniu warszawskiemu. Oświadczył wówczas, że „walka o Warszawę przyniosła temu szlachetnemu miastu okropne zniszczenia, a jego bohaterskiej ludności cierpienia i niedostatki w wymiarze nieporównywalnym nawet z nieszczęściami tej wojny” oraz zadeklarował, że epopeja Warszawy nie zostanie zapomniana. W rzeczywistości w późniejszych latach zachodni historycy poświęcali powstaniu niewielką uwagę.

## Życie stolicy w trakcie powstania

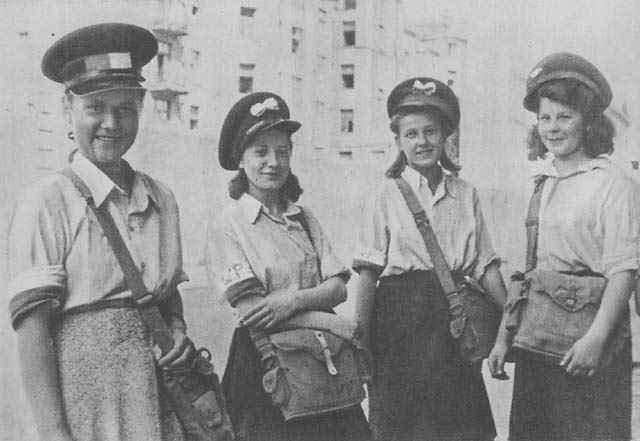
Zawiszacy – harcerska poczta polowa

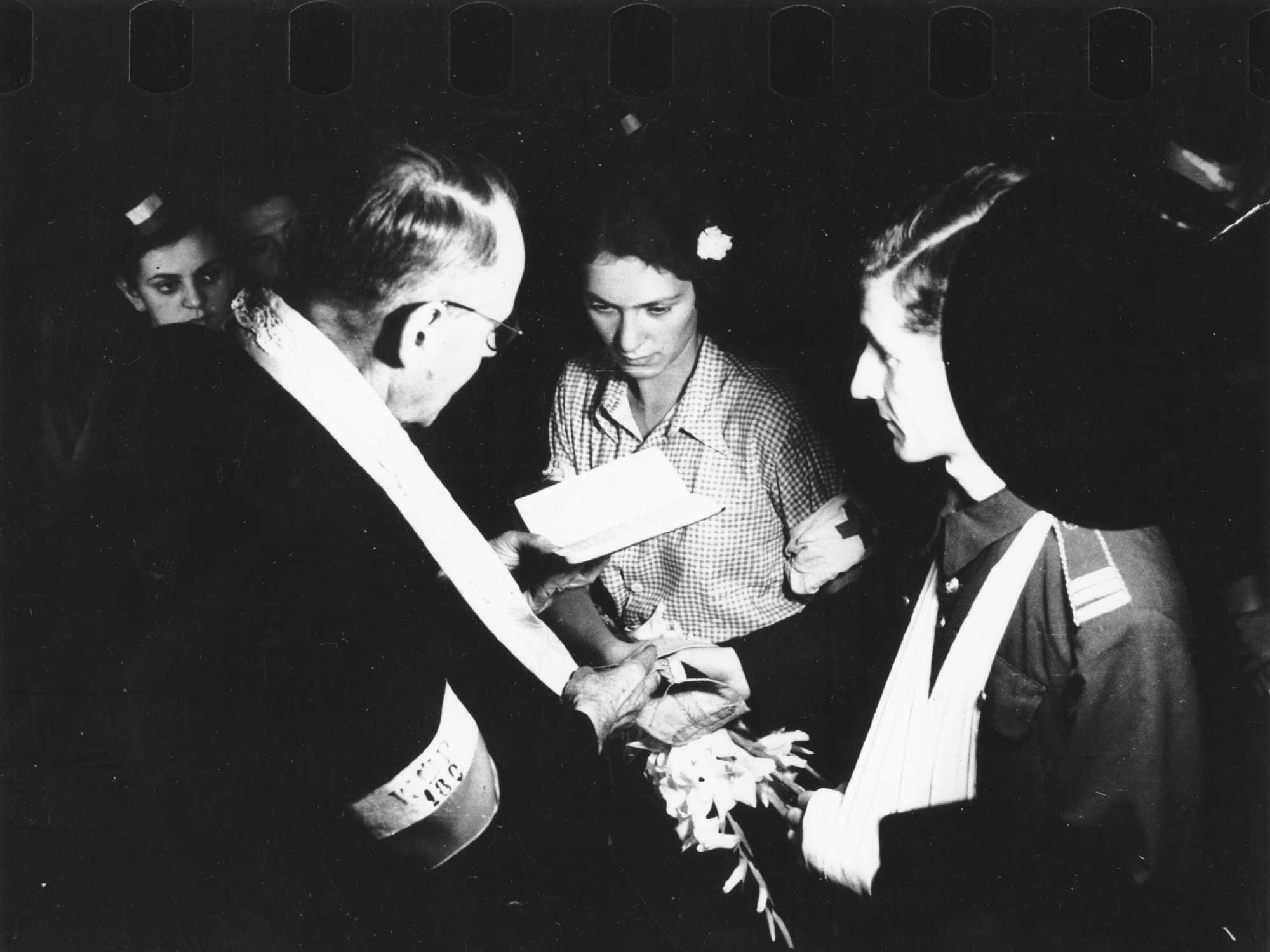
Ślub sanitariuszki Alicji Treutler „Jarmuż” i pchor. Bolesława Biegi „Pałąka”, udzielany przez ks. Wiktora Potrzebskiego „Corda”. Kaplica przy ul. Moniuszki 11

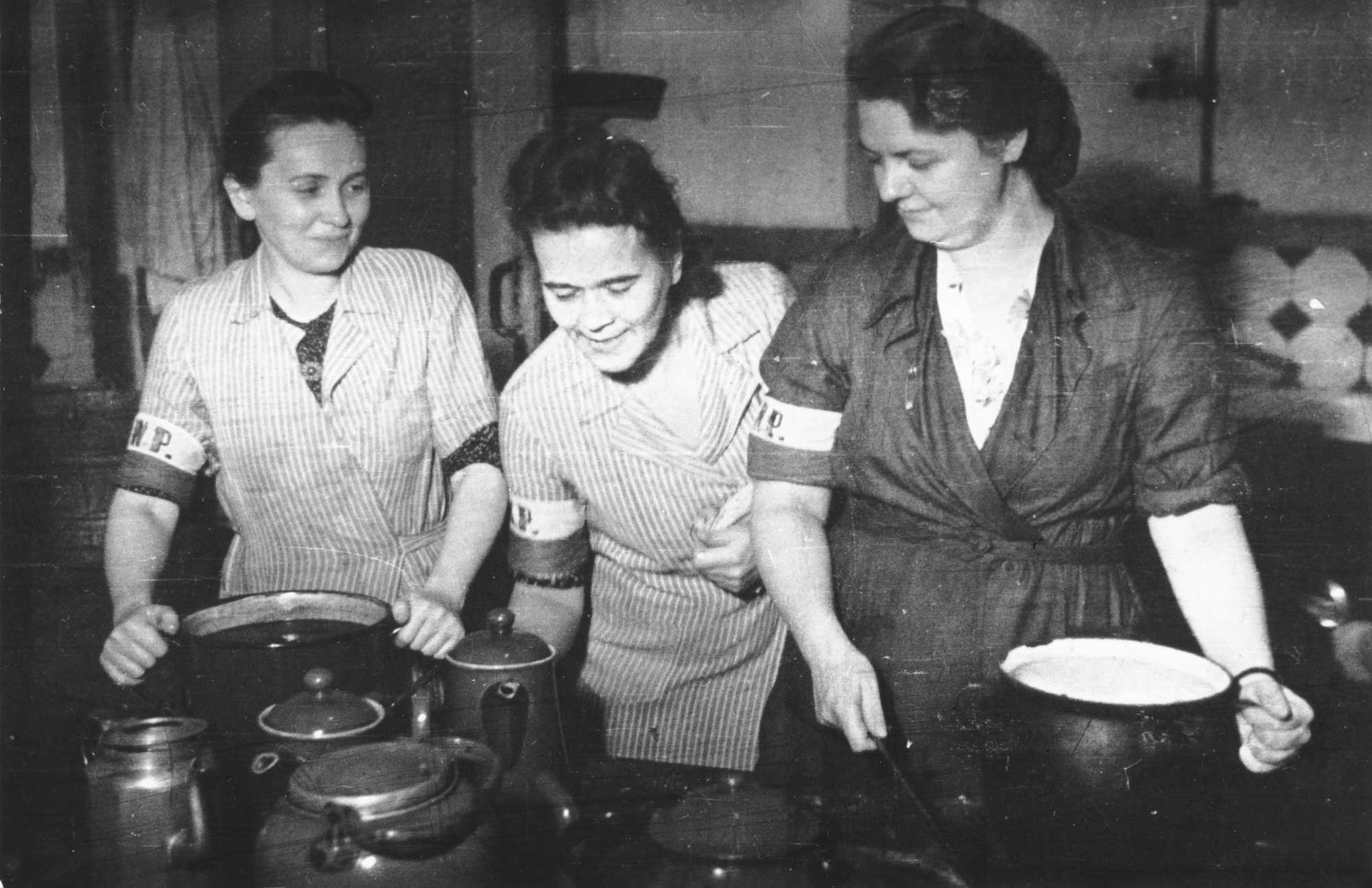
Powstańcza stołówka w restauracji „Adria” przy ul. Moniuszki

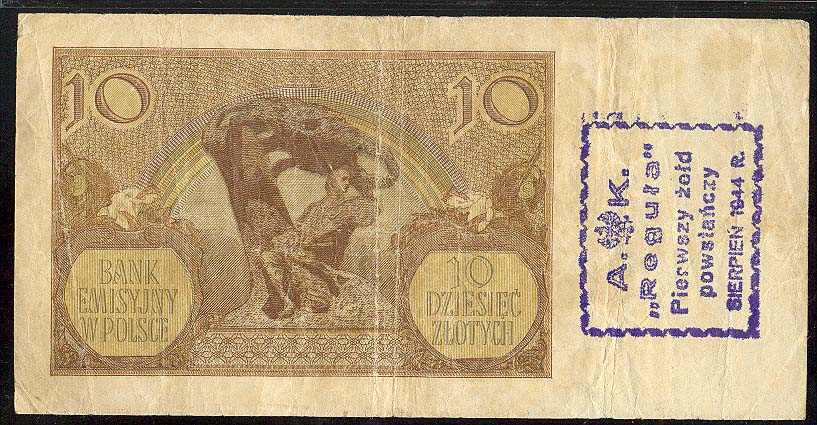
Pierwszy żołd powstańczy

Działania powstańcze nie ograniczały się wyłącznie do walki zbrojnej. W ciągu 63 dni powstania w Warszawie funkcjonowało wolne i demokratyczne państwo polskie z legalnymi władzami, administracją, armią oraz wszystkimi atrybutami państwowości. Ujawniły się władze naczelne Polskiego Państwa Podziemnego – Rada Jedności Narodowej, Delegatura Rządu na Kraj oraz Krajowa Rada Ministrów. Wydane zostały dwa „Dzienniki Ustaw”, tworzące ramy prawne dla krajowych władz cywilnych oraz przygotowujące podstawy prawa wolnego państwa po wojnie. W mieście funkcjonowało także polskie sądownictwo oraz służby policyjne. Legalnie działały rozmaite stronnictwa i partie polityczne, które wydawały swoje pisma, a w niektórych wypadkach utrzymywały także własne oddziały zbrojne, podporządkowane taktycznie dowództwu AK. Miarą demokratycznych swobód panujących w powstańczej Warszawie może być fakt, iż w mieście legalną działalność prowadziły nie tylko ugrupowania zrzeszone w RJN, lecz także stronnictwa polityczne niechętne rządowi w Londynie (piłsudczycy, skrajni narodowcy) lub wręcz deklarujące wobec niego otwartą wrogość i podważające jego legitymację (komuniści).
We wszystkich dzielnicach miasta organizowały się powstańcze władze samorządowe. Już 5 sierpnia 1944 delegat okręgowy na m.st. Warszawę Marceli Porowski przejął pełnię władzy cywilnej w mieście od dotychczasowego polskiego burmistrza komisarycznego – Juliana Kulskiego. 9 sierpnia w Śródmieściu powołane zostały cztery delegatury rejonowe (dwie w Śródmieściu Północnym, jedna w Śródmieściu Południowym, jedna na Powiślu). Na Starym Mieście władzę cywilną objął starosta grodzki Władysław Świdowski; filię starostwa zorganizowano także na Żoliborzu (tzw. ekspozytura Starostwa Warszawa-Północ). Na Mokotowie powstał natomiast Urząd Komisarza dla Spraw Ludności Cywilnej. Władze cywilne działały za pośrednictwem komitetów domowych i blokowych (każdy dom stanowił osobną jednostkę administracyjną). Ich zadaniem była organizacja obrony przeciwlotniczej i przeciwpożarowej, zapewnienie obywatelom bezpieczeństwa, opieka społeczna, organizacja komunalnych kuchni, kopanie studni, uprzątanie ruin, grzebanie poległych oraz prowadzenie działalności informacyjno-propagandowej. Z inicjatywy harcerzy z Szarych Szeregów uruchomiono w mieście Harcerską Pocztę Polową, uznaną oficjalnie przez rejonową delegaturę w Śródmieściu. Do końca sierpnia 1944 wysłano za jej pośrednictwem 116 317 listów. Od 2 września Harcerska Poczta Polowa wydawała nawet własne znaczki pocztowe.
W powstańczej Warszawie ukazywały się co najmniej 134 tytuły prasowe (o charakterze centralnym i dzielnicowym), z czego zaledwie jedna trzecia stanowiła kontynuację pism wydawanych dotąd w konspiracji. Powstańcza prasa nie tylko relacjonowała przebieg walk, lecz również publikowała reportaże, artykuły publicystyczne i kulturalne oraz wiersze i pieśni. Za najważniejsze tytuły prasowe należy uznać zwłaszcza „Biuletyn Informacyjny” (oficjalny organ AK) oraz „Rzeczpospolitą Polską” (oficjalny organ Delegatury Rządu). Licznie ukazywały się również pisma partyjne – np. „Robotnik” (organ PPS), czy „Żywią i bronią” (organ Stronnictwa Ludowego). 8 sierpnia zainicjowała swoją działalność powstańcza radiostacja foniczna „Błyskawica”. Ponadto w powstańczej Warszawie toczyło się bogate życie kulturalne; obejmujące film, teatr, fotografię, sztuki graficzne, sztuki piękne i literaturę. Odbywały się recytacje, koncerty i przedstawienia sztuk teatralnych (m.in. w kinie „Palladium”). Powstały liczne wiersze i pieśni. Istniał kukiełkowy teatrzyk dla dzieci „Pod Barykadą”, prowadzony przez Krystynę Berwińską i Zofię Rendzner-Czerwosz ps. Zoja.
Poważnym problemem był pleniąca się przestępczość pospolita, przede wszystkim szaber opustoszałych mieszkań i sklepów. O problemach tych donosiła prasa powstańcza.
Nastroje ludności zmieniały się wraz z przedłużaniem się walk, niekorzystnym rozwojem sytuacji na frontach powstańczych, a zwłaszcza na skutek nieustannych bombardowań i pogarszających się warunków bytowych. Już 5 sierpnia w meldunkach powstańczych odnotowano znaczne pogorszenie się morale ludności Starego Miasta i jej niechęć do udzielania pomocy żołnierzom. Z kolei 12 sierpnia w rejonie Śródmieścia odnotowano przypadki darcia „Biuletynu Informacyjnego”. W jednym z raportów odnotowano rosnące zaniepokojenie ludności, a także wzrost niechęci do AK i rządu w Londynie połączony ze wzrostem sympatii prosowieckich. W końcowej fazie oblężenia Starówki miały miejsce wypadki, gdy ludność wywieszała białe flagi, domagała się od dowództwa kapitulacji, na megafonowe wezwania nieprzyjaciela masowo przechodziła na stronę niemiecką, a nawet próbowała rozbierać barykady. W tych ostatnich wypadkach powstańcy używali broni.

## Straty ludzkie i materialne

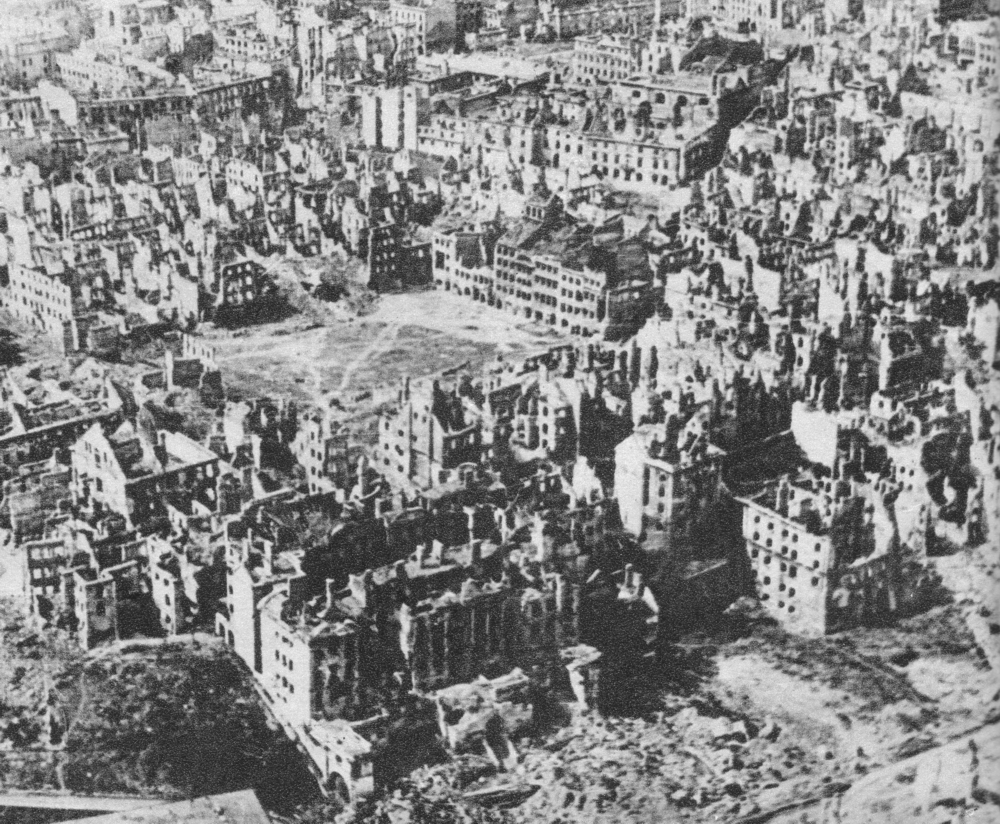
Ruiny Warszawy w styczniu 1945. Widok na Kanonię i Rynek na Starym Mieście

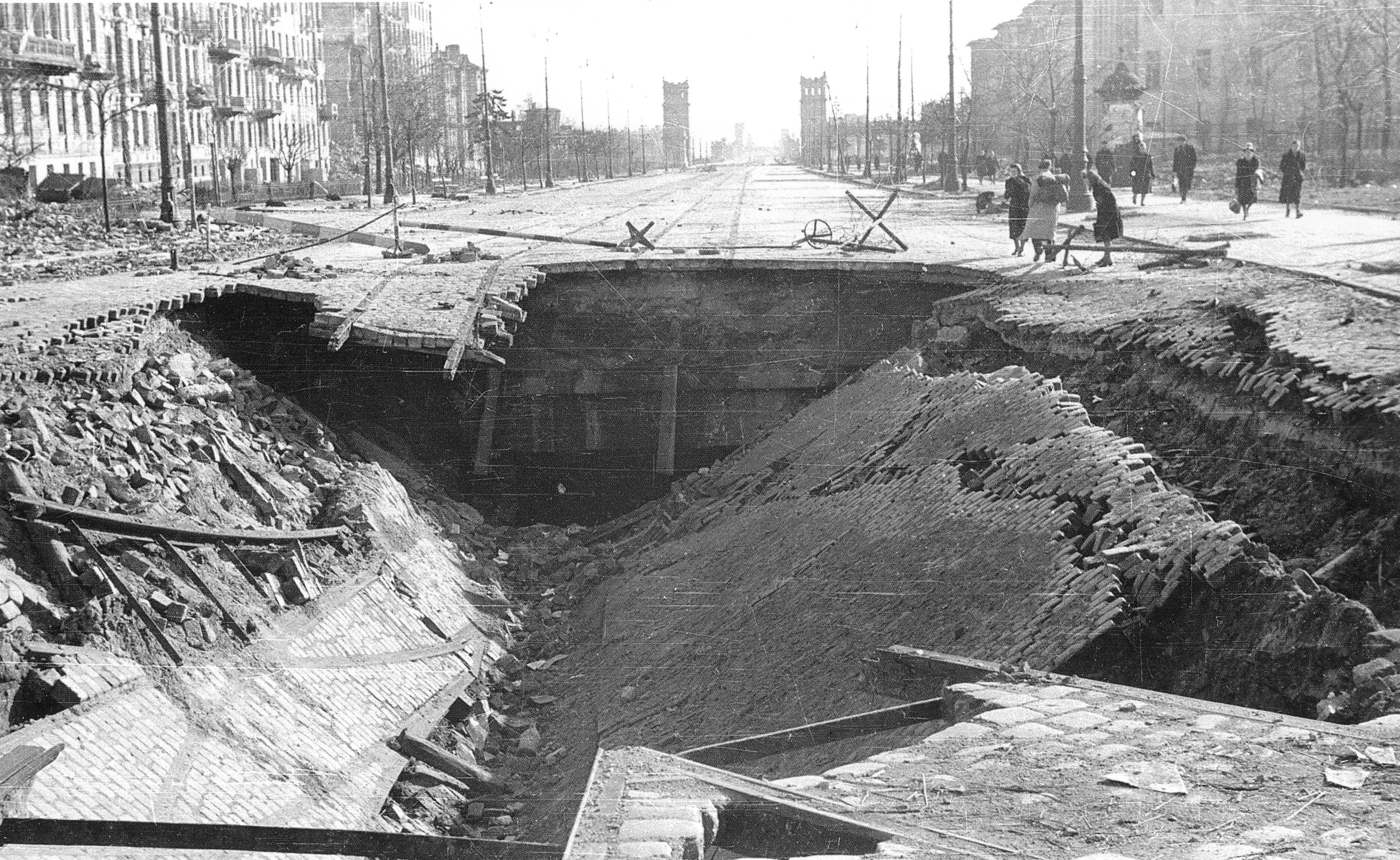
Wysadzony w powietrze tunel średnicowy pod Alejami Jerozolimskimi

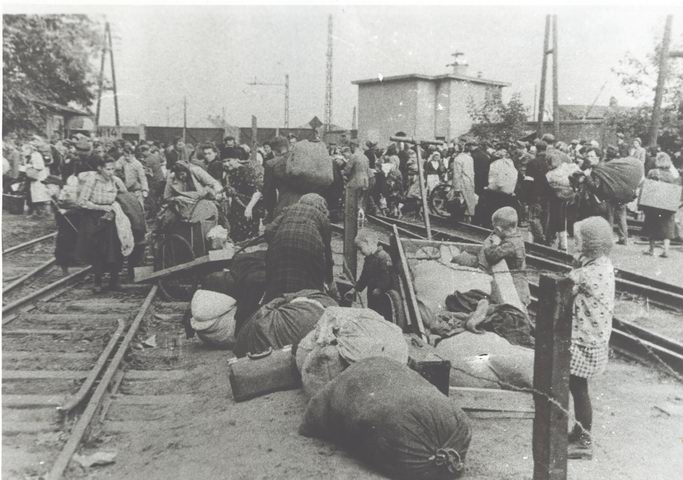
Wysiedleńcy z Warszawy w obozie przejściowym w Pruszkowie

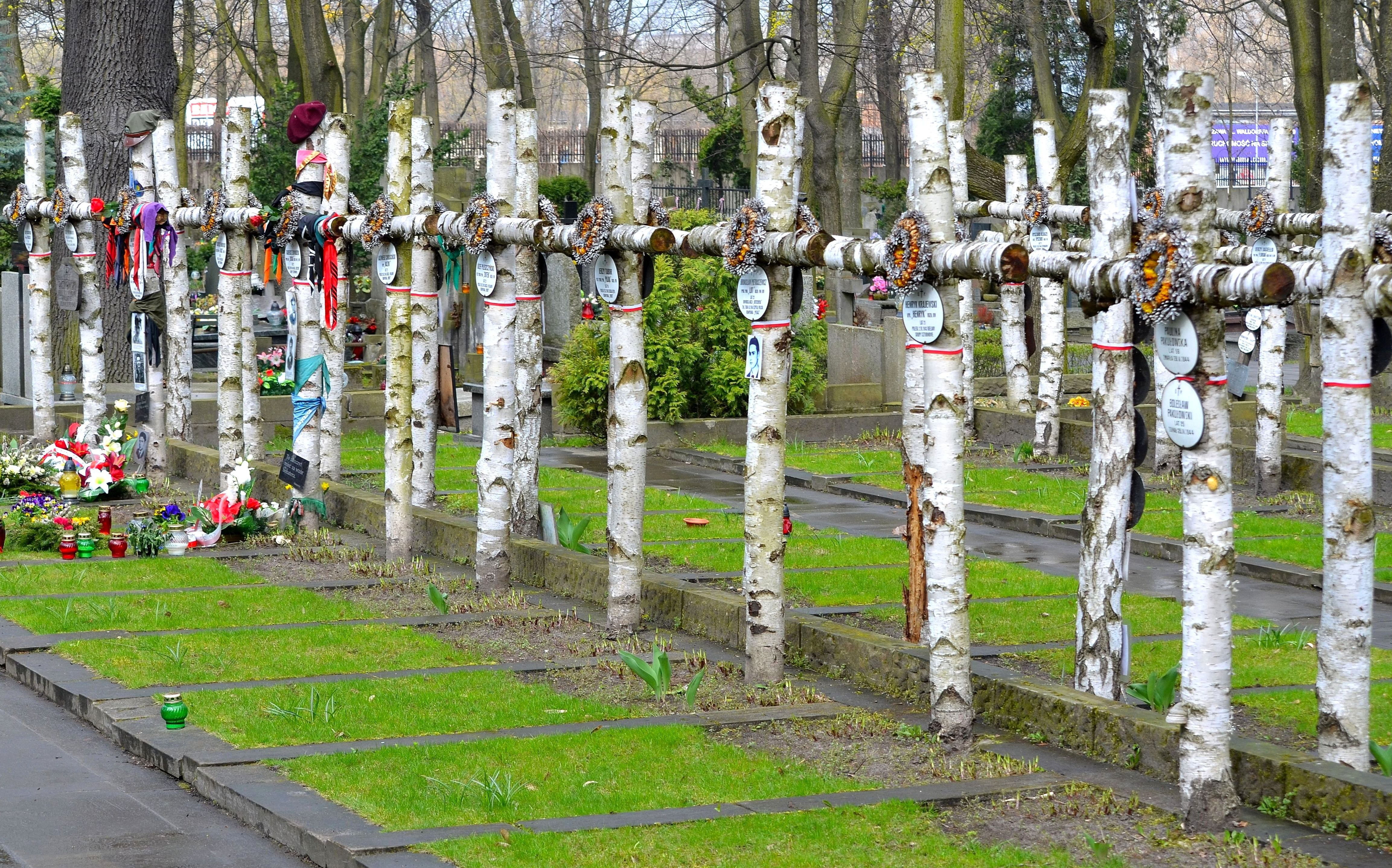
Kwatera batalionu „Zośka” na Wojskowych Powązkach

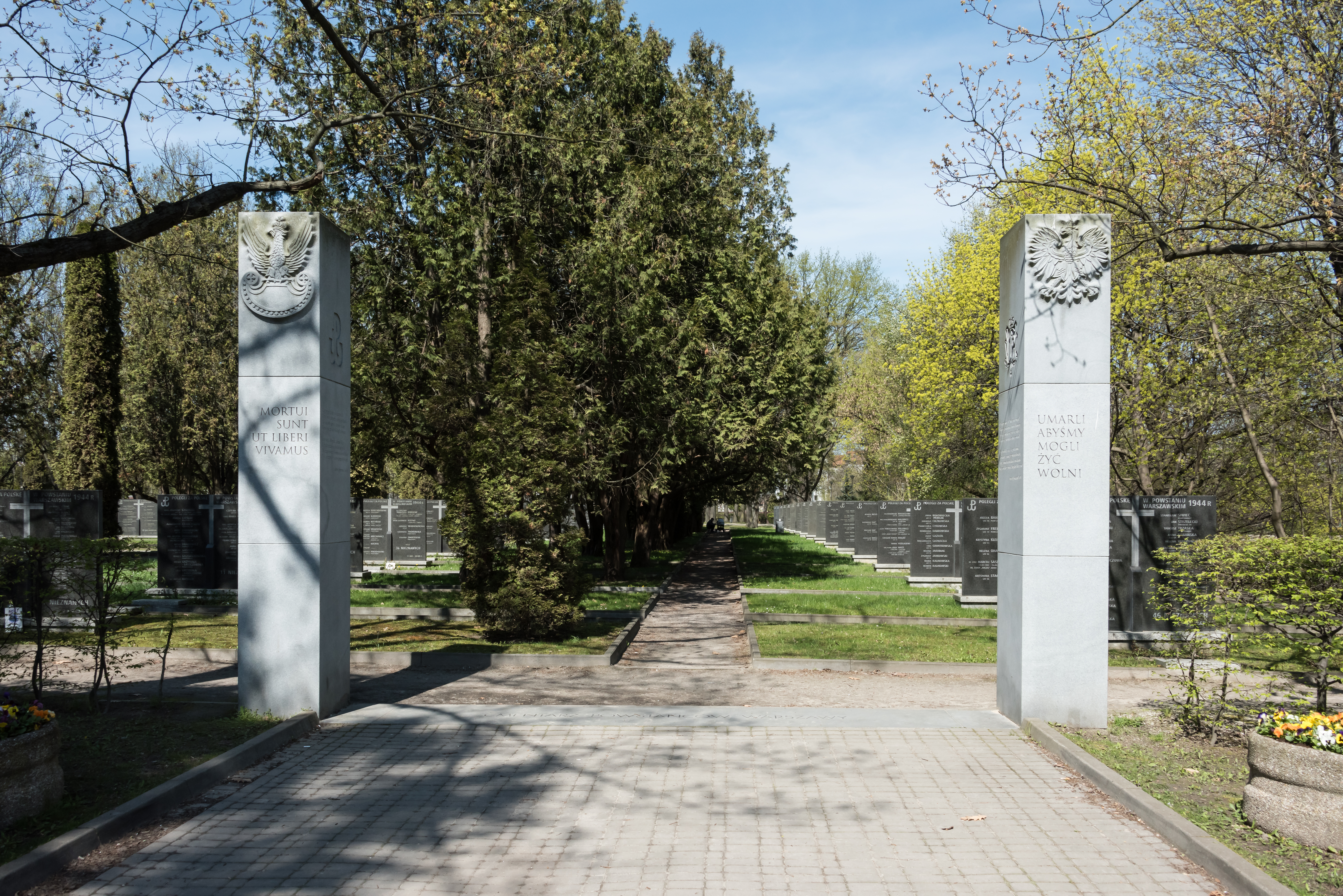
Cmentarz Powstańców Warszawy

Powstanie warszawskie było jedną z największych i najzaciętszych bitew miejskich II wojny światowej, porównywalną jedynie z walkami w Stalingradzie. Tylko w dwóch innych okupowanych stolicach Europy – Paryżu i Pradze – miały miejsce antyniemieckie powstania. Pod względem rozmachu, długości trwania i zaciętości walk ustępowały one jednak powstaniu warszawskiemu. Powstanie paryskie trwało bowiem tydzień, a straty po obu stronach zamknęły się liczbą ok. 7000 zabitych i rannych. Z kolei powstanie w Pradze trwało cztery dni, a liczba żołnierzy i cywilów zabitych w trakcie walk wyniosła nieco ponad 2800.

### Straty wśród powstańców i ludności cywilnej
W trakcie dwumiesięcznych walk oddziały powstańcze straciły bezpowrotnie blisko 16 tys. żołnierzy – z czego 10 tys. poległych oraz 6 tys. zaginionych, których należy uznać za zabitych. Rannych zostało ok. 20 tys. powstańców – w tym 5 tys. ciężko. Do niemieckiej niewoli trafiło ok. 15 tys. żołnierzy (w tym ok. 900 oficerów i 2 tys. kobiet). Duże straty poniosły również oddziały 1. Armii Wojska Polskiego. W walkach o Pragę, a zwłaszcza podczas prób forsowania Wisły, utraciły one blisko 5,5 tys. zabitych i rannych.
Nie jest znana dokładna liczba ofiar cywilnych. Niemcy na użytek propagandowy szacowali, że wynosiła ona ok. 250 tys. osób. Jeszcze podczas trwania powstania przewodniczący PKWN Edward Osóbka-Morawski mówił o 200 tys. ofiar. Polscy i zagraniczni historycy przyjmują zazwyczaj, że straty ludności cywilnej wyniosły od 150 tys. do 200 tys. zabitych. W wyniku powstania od 500 tys. do 550 tys. mieszkańców stolicy oraz około 100 tys. osób z miejscowości podwarszawskich zostało zmuszonych do opuszczenia swoich domów, z czego blisko 150 tys. zostało deportowanych do obozów koncentracyjnych lub wywiezionych na roboty przymusowe w głąb Rzeszy.

### Straty materialne
Dwa miesiące zaciekłych walk powstańczych przyniosły stolicy olbrzymie straty materialne. Zniszczeniu uległo wówczas 25% zabudowy lewobrzeżnej Warszawy. W okresie popowstaniowym, na skutek systematycznego i planowego wyburzania miasta przez Niemców, zniszczeniu uległo natomiast ponad 30% zabudowy lewobrzeżnej Warszawy. Gdy dodać do tego straty poniesione w wyniku oblężenia miasta we wrześniu 1939 i zagłady warszawskiego getta, okazuje się, że wojna przyniosła zniszczenie 84% zabudowy lewobrzeżnej Warszawy. Jeśli przyjąć szacunek dla całego miasta z Pragą włącznie, to wynosił on 65%.
Autorzy sporządzonego w 2004 „Raportu o stratach wojennych Warszawy” oszacowali całość strat materialnych poniesionych przez miasto i jego mieszkańców podczas II wojny światowej na 18,20 miliarda przedwojennych złotych (według wartości złotówki z sierpnia 1939), czyli 45,3 miliarda dolarów (według wartości obecnej). Zagładzie uległy setki bezcennych zabytków oraz obiektów o dużej wartości kulturalnej i duchowej. Rejestr zniszczonych w Warszawie obiektów sakralnych i świeckich mających wartość zabytkową liczy 674 pozycje.

### Straty niemieckie
Trudne pozostaje obliczenie strat poniesionych przez Niemców podczas walk powstańczych.
Oficjalne wydawnictwo Armii Krajowej „Biuletyn Informacyjny” bezpośrednio po powstaniu pisało: „Był czas, kiedy dowództwo niemieckie zaangażowało przeciw Warszawie aż 5 dywizji! Ilość straconych czołgów, dział szturmowych na czołgach oraz samochodów pancernych wynosi około 250!”.
W raporcie z dnia 5 października 1944, sporządzonym dla Reichsführera-SS Heinricha Himmlera, SS-Obergrupenführer Erich von dem Bach-Zelewski informował, że w okresie od 1 sierpnia do 5 października 1944 Niemcy stracili w Warszawie 1570 poległych (w tym 73 oficerów, 1453 podoficerów i szeregowych oraz 44 „obcokrajowców”) oraz 7474 rannych (w tym 242 oficerów, 7054 podoficerów i szeregowych oraz 178 „obcokrajowców”) – co dawałoby łączną liczbę 9044 zabitych i rannych. W relacji złożonej w lutym 1947 w więzieniu w Warszawie von dem Bach twierdził jednak, że podczas walk powstańczych Niemcy ponieśli straty w wysokości 10 tys. zabitych, 7 tys. zaginionych i 9 tys. rannych – razem 26 tys. żołnierzy, stwierdzając przy tym, że „w pierwszych dniach zostały zniszczone całe jednostki, o których losie ze strony niemieckiej nic nigdy nie można było się dowiedzieć”. Liczby podawane przez Bacha są kwestionowane przez część współczesnych historyków, chociaż przyjmowane przez innych. W Raporcie Gehlena, cz. II. „Powstanie Warszawskie”, szef wywiadu wojskowego Reinhard Gehlen podaje straty niemieckie: 10 tys. zabitych, 6 tys. zaginionych i 9 tys. rannych żołnierzy.
Borkiewicz podaje, że w Warszawie oraz podczas walk ze Zgrupowaniem „Kampinos” Niemcy utracili 3 samoloty. Utracili także bezpowrotnie kilkadziesiąt czołgów, dział pancernych i pojazdów opancerzonych, podczas gdy ok. 200 zostało uszkodzonych. Ponadto w ręce powstańców wpadły trzy czołgi, działo pancerne, dwa transportery opancerzone, a także działo polowe kal. 75 mm, 12 moździerzy, cztery działka przeciwpancerne, ponad 220 granatników przeciwpancernych, 16 ciężkich i 86 ręcznych karabinów maszynowych, 155 pistoletów maszynowych i 596 karabinów.
Polski historyk Andrzej Leon Sowa twierdzi, że bezpowrotne straty niemieckie w sprzęcie pancernym były minimalne i wyniosły najwyżej kilka zniszczonych czołgów i dział pancernych oraz kilkanaście uszkodzonych. Jak twierdzi, w szacunkach strat niemieckich do strat w sprzęcie pancernym często zalicza się lekko opancerzone nosiciele ładunków wybuchowych (Borgward IV), których powstańcy zniszczyli kilkadziesiąt.

## Spory wokół oceny powstania

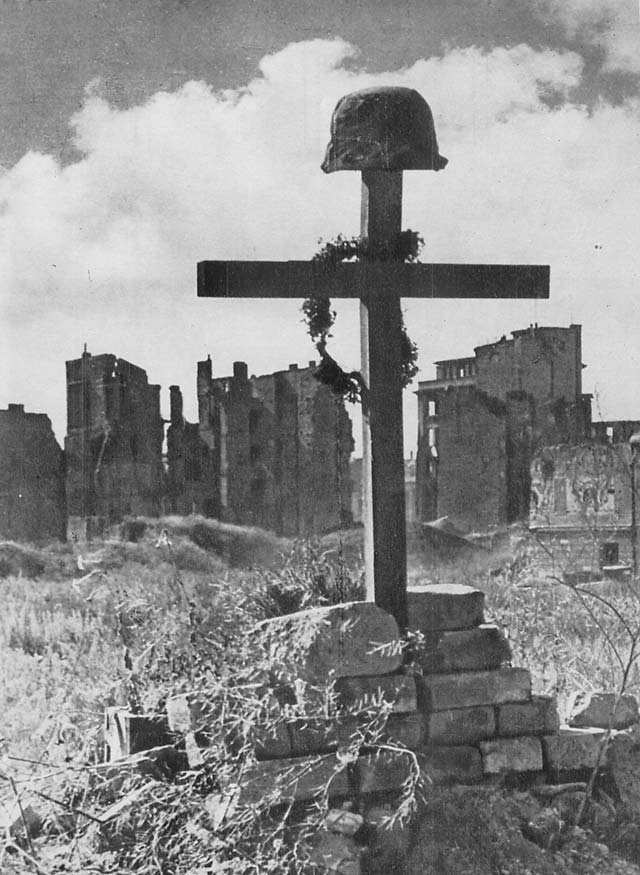
Powstańcza mogiła na Starym Mieście (okolice Pasażu Simonsa)

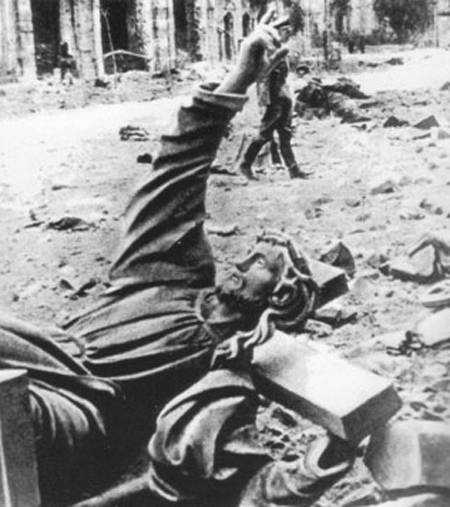
Obalona figura Chrystusa z kościoła św. Krzyża

Powstanie warszawskie jest jednym z najważniejszych i najtragiczniejszych wydarzeń w najnowszej historii Polski. W nieodwracalny sposób zmieniło oblicze Warszawy i stało się najistotniejszym elementem tożsamości tego miasta. Z tego powodu powstanie nadal budzi gorące emocje i jest przedmiotem ożywionej debaty – poświęconej jego interpretacji i ocenie. W owej debacie udział brali i biorą historycy, wojskowi, politologowie, socjologowie, publicyści, literaci, a nawet przywódcy duchowi (m.in. papież Jan Paweł II i kardynał Stefan Wyszyński). Szczególne kontrowersje budzi zwłaszcza kwestia zasadności decyzji o wywołaniu powstania, a także jego znaczenia geopolitycznego. Szereg emocji budzi także kwestia tragicznych rezultatów sierpniowego zrywu (zniszczenie miasta, utrata pokolenia młodych ludzi, śmierć dziesiątków tysięcy cywili).
Spór o trafność decyzji o rozpoczęciu powstania rozpoczął się jeszcze przed jego zakończeniem. Jednym z jej najostrzejszych krytyków był generał Władysław Anders, który 18 sierpnia 1944 uznał wywołanie powstania za „ciężką zbrodnię”, jednak w swoich wspomnieniach pt. Bez ostatniego rozdziału, stwierdził, że mówił o decyzji dowódcy Armii Krajowej, gdyż w ten sposób ogłoszono zarządzenie powstania, „a nie wchodziłem w rolę innych czynników w tej sprawie, tym bardziej że nie mogłem w ogóle znać ich wówczas szczegółowo”. Kwestia ta była również dyskutowana przez opinię publiczną w Europie Zachodniej. W artykule opublikowanym w piśmie Tribune (1 września 1944) George Orwell krytycznie odniósł się do wrogiego powstaniu stanowiska brytyjskiej lewicowej inteligencji, zarzucając jej, że kieruje się wytycznymi partii do tego stopnia, że „gdyby jutro Stalin przestał popierać PKWN i uznał rząd w Londynie, cała brytyjska inteligencja poszłaby za nim jak stado baranów”.
Spór o celowość powstania rozgorzał z pełną mocą po zakończeniu II wojny światowej. Komunistyczne władze PRL starały się zafałszować pamięć o powstaniu sierpniowym, gdyż ujawnienie prawdy o jego istocie mogłoby podważyć ich legitymację do rządzenia Polską. W czasach stalinowskich (1944–1956) uczestnicy powstania byli masowo represjonowani przez komunistyczny aparat bezpieczeństwa. Ponadto już w 1945 komunistyczna propaganda przyjęła metodę dwutorowej narracji na temat powstania, polegającą na przeciwstawianiu „bohaterskich szeregowych powstańców” oraz ludu Warszawy, „zbrodniczym” (lub co najmniej „nieudolnym”) dowódcom powstania. Jednocześnie kwestia roli, którą podczas powstania odegrał Związek Radziecki, pozostawała tematem tabu . Owa linia propagandowa była utrzymywana do ostatnich dni PRL. W społeczeństwie żywa była całkowicie odmienna pamięć powstania. Jego mit pozostawał żywy w relacjach rodzinnych, w późniejszych latach był zaś wzmacniany poprzez publikacje „drugiego obiegu”. Z tego powodu przez długi czas rzetelna debata na temat powstania warszawskiego była w Polsce niemożliwa, gdyż jego krytyka łatwo mogła być uznana za popieranie, bądź w najlepszym wypadku żyrowanie kłamstw propagandy komunistycznej. Nie zmienia to jednak faktu, że krytykami decyzji o rozpoczęciu powstania często bywali także niewątpliwi antykomuniści – np. Stefan Kisielewski (również uczestnik powstania). Natomiast Józef Mackiewicz analizował i dokonywał bilansu strat i zysków powstania warszawskiego, uważał że: „Mimo wszystko, powstanie przyniosło nam ogromne korzyści polityczne” oraz „Plan (powstania) był raczej rozumny i pod każdym względem politycznie moralny”.
Najbardziej nieskrępowana, a przy tym najostrzejsza debata o powstaniu, toczyła się na emigracji. W sferze polityczno-wojskowej jego głównymi krytykami były zwłaszcza osoby zbliżone do kręgów piłsudczykowskich (m.in. Kazimierz Sosnkowski, Władysław Pobóg-Malinowski) oraz endeckich (m.in. Jędrzej Giertych, Wojciech Wasiutyński). Obrońcami decyzji o wszczęciu powstania byli natomiast przede wszystkim żyjący na emigracji przywódcy zrywu m.in. generałowie Tadeusz Komorowski, Tadeusz Pełczyński, Antoni Chruściel, szef Kierownictwa Walki Cywilnej
Stefan Korboński, Tadeusz Żenczykowski, szef Wydziału Propagandy AK. Ożywione spory na ten temat toczyli także czołowi intelektualiści i publicyści emigracyjni. Krytyczne stanowisko wobec decyzji o powstaniu zajmowało zwłaszcza środowisko paryskiej „Kultury” (m.in. Jerzy Giedroyc, Juliusz Mieroszewski), a także Stanisław Cat-Mackiewicz, Józef Łobodowski i Melchior Wańkowicz. Po stronie obrońców znajdowali się natomiast m.in. Jan Bielatowicz, ks. Kazimierz Kantak, Tymon Terlecki, Andrzej Pomian, Gustaw Herling-Grudziński, Zygmunt Zaremba.

### Argumenty zwolenników powstania
- Wybuch powstania był logiczną konsekwencją podjęcia przez Polskę walki we wrześniu 1939 oraz powołania do życia Polskiego Państwa Podziemnego. Jeżeli przyjąć argument przeciwników powstania, że w ówczesnej sytuacji politycznej ocalenie niepodległości Polski było niemożliwe, logiczną konsekwencją byłoby zanegowanie sensu pozostałych wysiłków zbrojnych podejmowanych w tym czasie przez Polaków na frontach II wojny światowej – np. bitwy o Monte Cassino[377];
- powstanie nie było z góry skazane na porażkę. Dowództwo AK podjęło duże ryzyko, które było jednak konieczne, gdyż jedynym alternatywnym rozwiązaniem była całkowita kapitulacja wobec wkraczającej Armii Czerwonej. Ponadto podejmując decyzję o wybuchu powstania, KG AK nie dysponowała informacjami o ustaleniach z konferencji w Teheranie, a także nie mogła przewidzieć bezsensownej z militarnego punktu widzenia decyzji Stalina o wstrzymaniu ofensywy na kolejnych kilka miesięcy[377]. Oceny historycznej decyzji wydania rozkazu o rozpoczęciu zrywu należy więc dokonywać nie z perspektywy kilkudziesięciu lat, jakie upłynęły od powstania, lecz z perspektywy stanu rzeczy i sytuacji wojskowej 31 lipca 1944 – tj. w dniu, w którym podjęto decyzję o rozpoczęciu zrywu[378];
- wybuch powstania był nieuchronny, jeżeli wziąć pod uwagę ówczesną atmosferę panującą w stolicy. W sytuacji masowego wyczekiwania ludności na możliwość odwetu za pięć lat brutalnej okupacji, łatwo mogło dojść do spontanicznego wystąpienia, nad którym kontrolę przejęliby komuniści[379][380];
- nawet gdyby powstanie nie wybuchło, Warszawa najprawdopodobniej nie uniknęłaby zniszczenia, gdyż wobec niemieckich planów obrony linii Wisły stałaby się areną zaciekłej bitwy miejskiej pomiędzy Wehrmachtem a Armią Czerwoną. W ten sposób stolica podzieliłaby los Gdańska, Poznania, Grudziądza, czy Wrocławia. Co więcej, niemieckie plany powołania 100 tys. Polaków do pracy przy kopaniu umocnień nad Wisłą wskazują, że w tej sytuacji ludność Warszawy mogłaby zostać przez Niemców wymordowana lub wywieziona na roboty przymusowe[381]. W ocenie Stefana Korbońskiego Warszawę mogło uratować jedynie niewykonanie przez dowódcę 9. armii gen. Nikolausa von Vormanna, rozkazu zniszczenia miasta (podobnie jak gen. Dietrich von Choltitz nie wykonał rozkazu zniszczenia Paryża), a ponadto szybkie okrążenie i zajęcie Warszawy przez wojska sowieckie[382];
- powstanie warszawskie na cztery miesiące zatrzymało sowiecki marsz w głąb Europy, prawdopodobnie zapobiegając w ten sposób opanowaniu całości lub większości terytorium III Rzeszy przez Armię Czerwoną. Tymczasem gdyby Niemcy znalazły się w ten sposób w orbicie wpływów ZSRR, ostateczne wyniki wojny mogłyby się okazać jeszcze bardziej niekorzystne dla Polski – Stalin prawdopodobnie nie zdecydowałby się oprzeć zachodnich granic Polski o linię Odry i Nysy, a nawet mógłby uczynić z Polski „17. republikę” ZSRR[383];
- determinacja i bohaterstwo powstańców uzmysłowiły Stalinowi, jak wiele Polacy są gotowi poświęcić w obronie niepodległości. Dzięki temu instalowanie rządów komunistycznych miało w Polsce mniej brutalny przebieg niż w pozostałych państwach „demokracji ludowej” (czego wyrazem była m.in. rezygnacja z pośpiesznej kolektywizacji rolnictwa i rozprawy z Kościołem katolickim)[383][384];
- powstanie warszawskie było najważniejszym doświadczeniem życiowym całego pokolenia, które wyciągnąwszy odpowiednie wnioski z jego klęski nie sięgnęło po broń, gdy w latach PRL ponownie zaistniały warunki insurekcyjne (np. w październiku 1956). W ten sposób powstanie warszawskie stało się jednym ze źródeł pokojowej, samoograniczającej się rewolucji „Solidarności”[377];
- powstanie było ostatnią wielką próbą ratowania polskiej niepodległości[385][386]. Dało narodowi moralną siłę na nadchodzące lata niewoli[377], a także stanowiło „akt założycielski wolnej Polski”[387] i „mit założycielski ponowoczesnej Warszawy”[388] .

### Argumenty krytyków powstania
- Powstanie nie osiągnęło żadnego z zamierzonych celów, zamiast tego poniosło militarną i polityczną klęskę, okupioną niewyobrażalnymi stratami i cierpieniami – śmiercią co najmniej 150 tys. ludzi, kompletnym zniszczeniem stolicy[377];
- poprzez zniszczenie Warszawy spowodowane wybuchem powstania Polska utraciła główny ośrodek intelektualny, polityczny i kulturalny, liczne dobra kultury, znaczną część majątku narodowego oraz kwiat młodej inteligencji, której zabrakło w czasach PRL[377];
- powstanie nie miało szansy ocalić niepodległości Polski, gdyż w ówczesnej sytuacji politycznej niemożliwe było zakwestionowanie postanowień konferencji w Teheranie[377];
- powstanie było fatalnie przygotowane pod względem militarnym, czego dowodem jest zwłaszcza porażka poniesiona przez oddziały AK 1 sierpnia 1944;
- wydaje się mało prawdopodobne, aby komuniści zdołali sprowokować w Warszawie wystąpienia zbrojne, w które masowo zaangażowałaby się ludność stolicy oraz szeregowi żołnierze podziemia (bądź by wybuchły one spontanicznie). Oddziały AK wielokrotnie dały dowód wielkiego zdyscyplinowania – chociażby rozchodząc się spokojnie do domów po odwołaniu alarmu bojowego 29 lipca. Trudno przypuszczać także, aby bezbronna ludność cywilna rzuciła się do otwartej walki z Niemcami. Ponadto dowództwo AK dysponowało wieloma środkami pozwalającymi na zneutralizowanie komunistycznej dywersji propagandowej (aparatem propagandowym BIP, prasą podziemną itp.), zwłaszcza gdy wziąć pod uwagę fakt, że wiarygodność PPR w oczach społeczeństwa polskiego była bardzo niska[389];
- naiwnością było liczyć na pomoc Armii Czerwonej w sytuacji, gdy powstanie było politycznie wymierzone w ZSRR i podporządkowanych mu polskich komunistów. Co więcej, los 27. Dywizji Piechoty AK na Wołyniu wskazywał raczej, że Moskwa wykorzysta powstanie, aby niemieckimi rękami zniszczyć polskie podziemie niepodległościowe[390];
- nie można z góry zakładać, że Warszawa zostałaby zniszczona podczas zażartych walk Wehrmachtu z Armią Czerwoną (takiego losu uniknął m.in. Kraków). Co więcej, powstanie tylko zwiększyło skalę ofiar i zniszczeń, gdyż dało Niemcom doskonały pretekst, aby zrównać z ziemią znienawidzone przez nazistowskich przywódców miasto[391];
- faktyczne rozbicie AK, utrata kwiatu młodej inteligencji oraz reperkusje społeczne spowodowane zniszczeniem Warszawy osłabiły polskie środowiska niepodległościowe i podważyły zaufanie społeczeństwa do rządu RP na uchodźstwie – tym samym znacznie ułatwiając Stalinowi sowietyzację Polski. Pamięć o tragedii powstania wpływała także hamująco na działalność antykomunistycznej opozycji w PRL, powodując, że często działała ona bardziej zachowawczo niż wymagały tego okoliczności[392] .

## Cenzura PRL

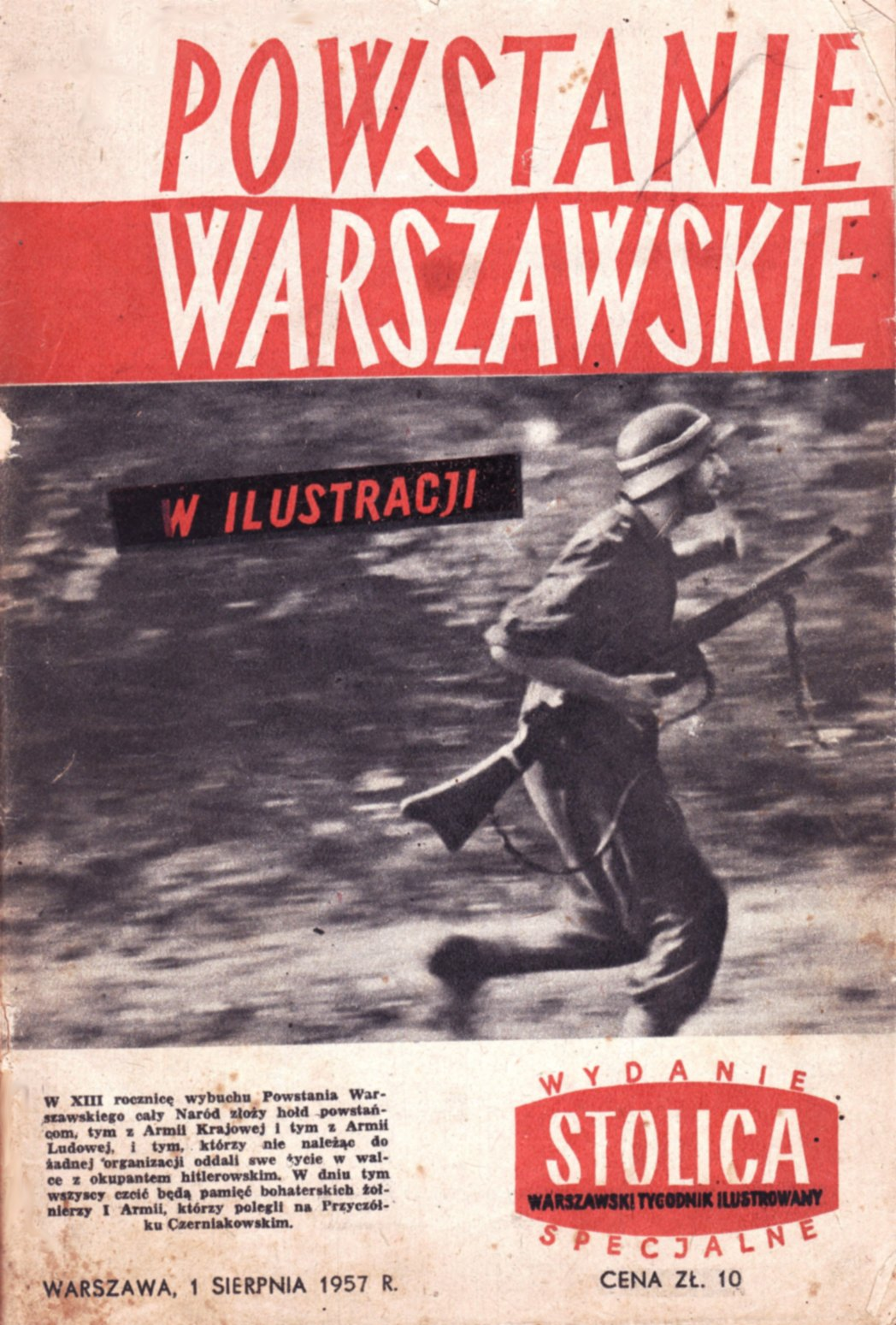
Wydanie specjalne tygodnika „Stolica” z 1 sierpnia 1957 zawierające wiele fotografii z powstania, w tym publikowanych po raz pierwszy (m.in. autorstwa Eugeniusza Lokajskiego)

Wszelkie informacje na temat powstania warszawskiego podlegały cenzurze. W 1974 w zaleceniach dla cenzorów Główny Urząd Kontroli Prasy, Publikacji i Widowisk zakazał publikowania jakichkolwiek informacji dotyczących upamiętnienia, a nawet publikacji klepsydr o śmierci weteranów powstania opłacanych przez rodziny w lokalnej prasie. Tomasz Strzyżewski w swojej książce o cenzurze w PRL cytuje oficjalny tajny dokument urzędu kontroli z 26 lipca 1974, podając zakres ingerencji cenzorskich: „Nekrologi, inseraty i inne formy w prasie, radio i TV oraz klepsydry itp. zapowiadające różne spotkania na cmentarzach, przy pomnikach, miejscach walk itp. (z okazji rocznicy wybuchu Powstania Warszawskiego, bądź jego poszczególnych epizodów) byłych żołnierzy zgrupowań, oddziałów itp. AK i innych prawicowych organizacji uczestniczących w powstaniu warszawskim nie mogą być zwalniane do publikacji. Mogą być natomiast zwalniane nekrologi i informacje o nabożeństwach odbywających się w kościołach”.

## Upamiętnienie

### W Polsce Ludowej

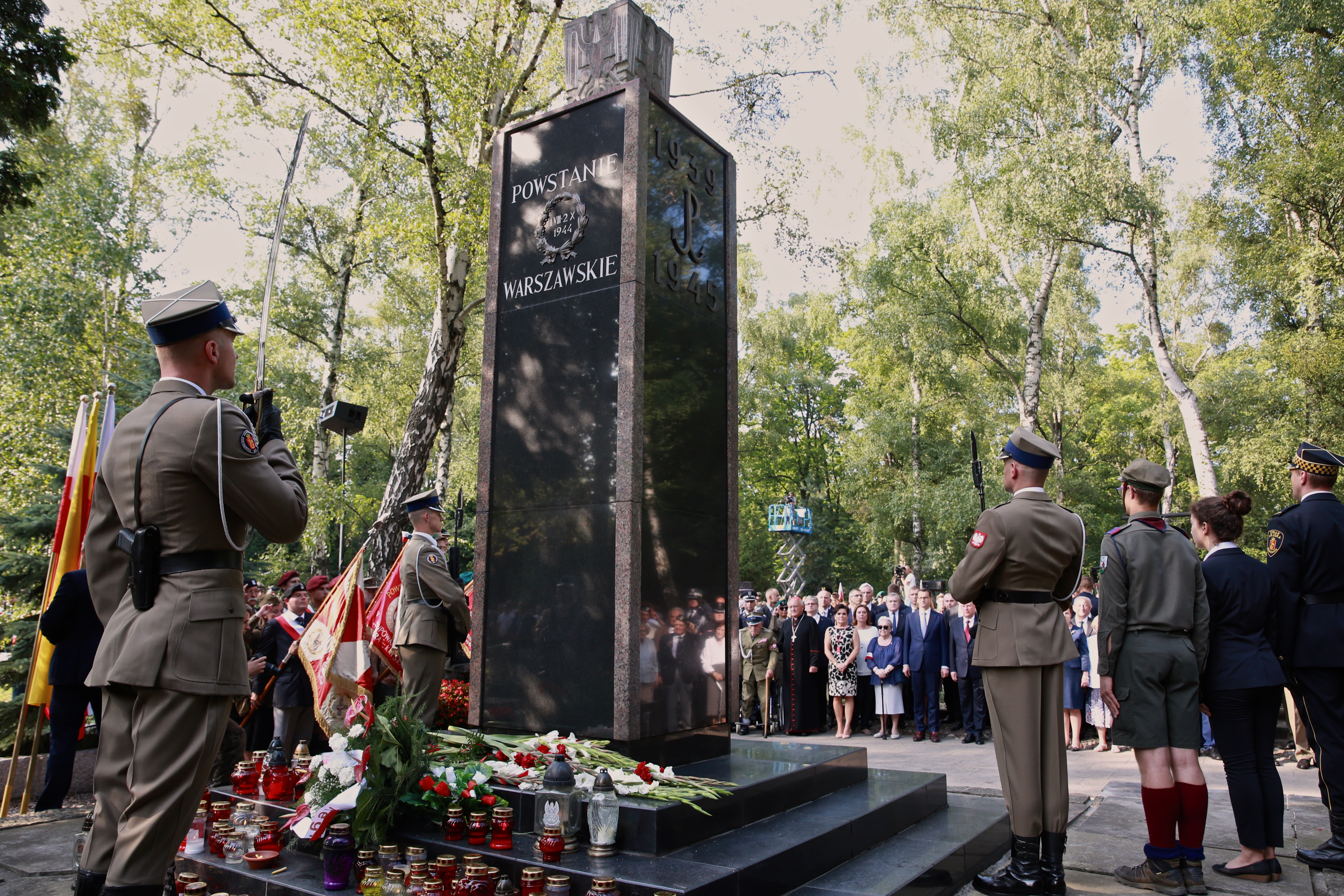
Pomnik Gloria Victis w Warszawie z 1946 na cmentarzu Wojskowym na Powązkach

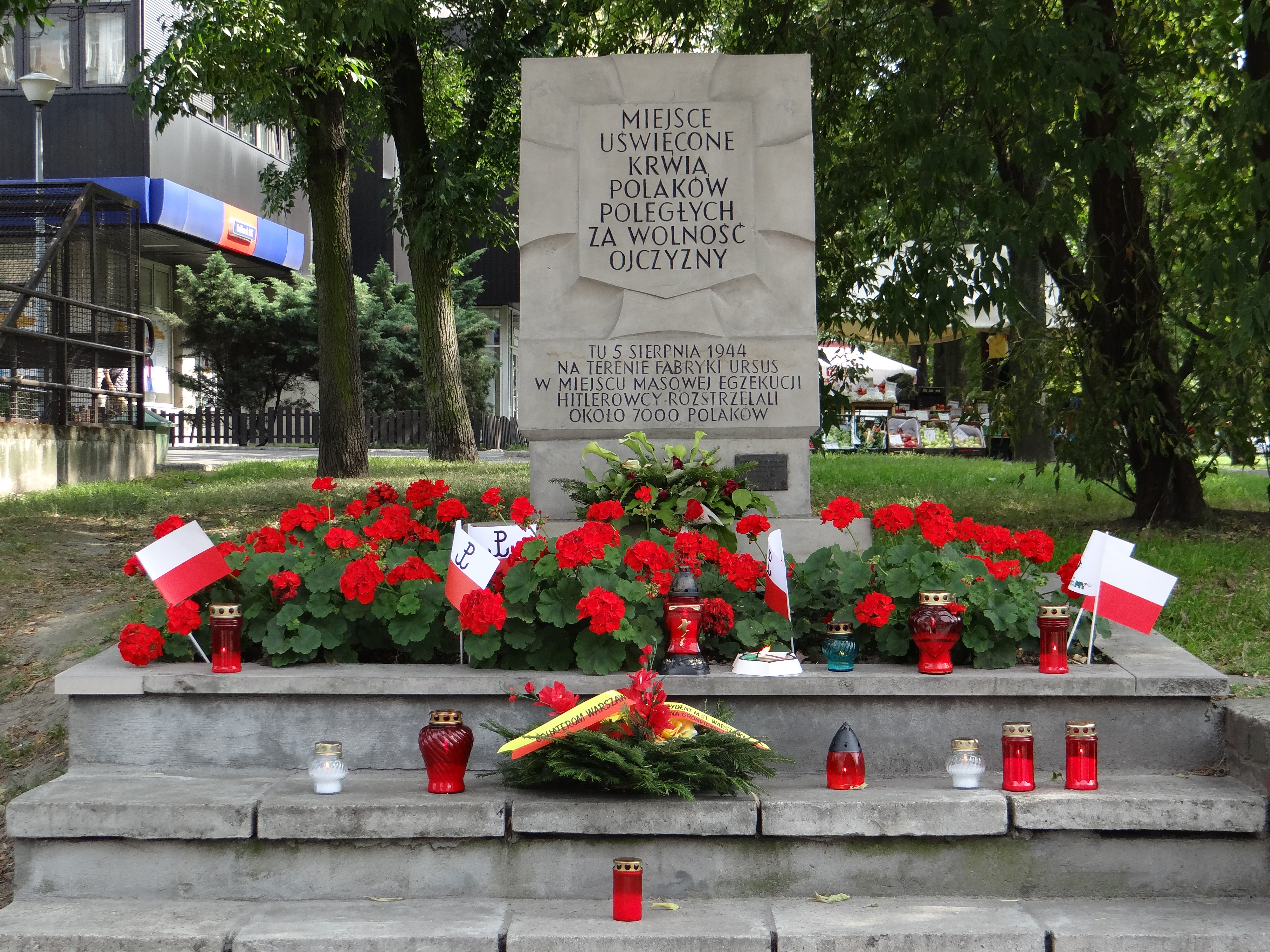
Tablica Tchorka upamiętniająca miejsce masowych egzekucji przy ul. Wolskiej 55

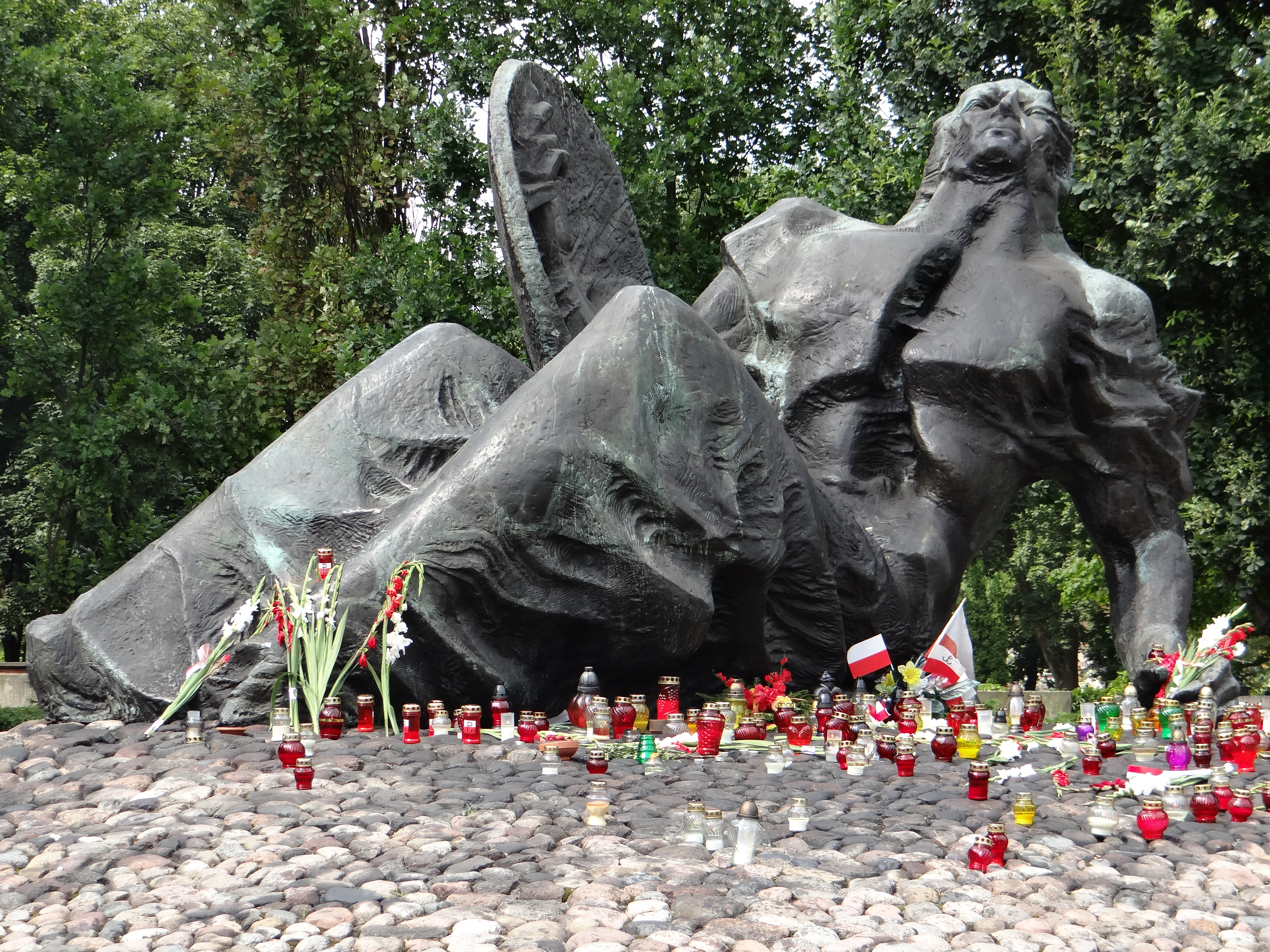
Pomnik Polegli Niepokonani z 1973 na Cmentarzu Powstańców Warszawy

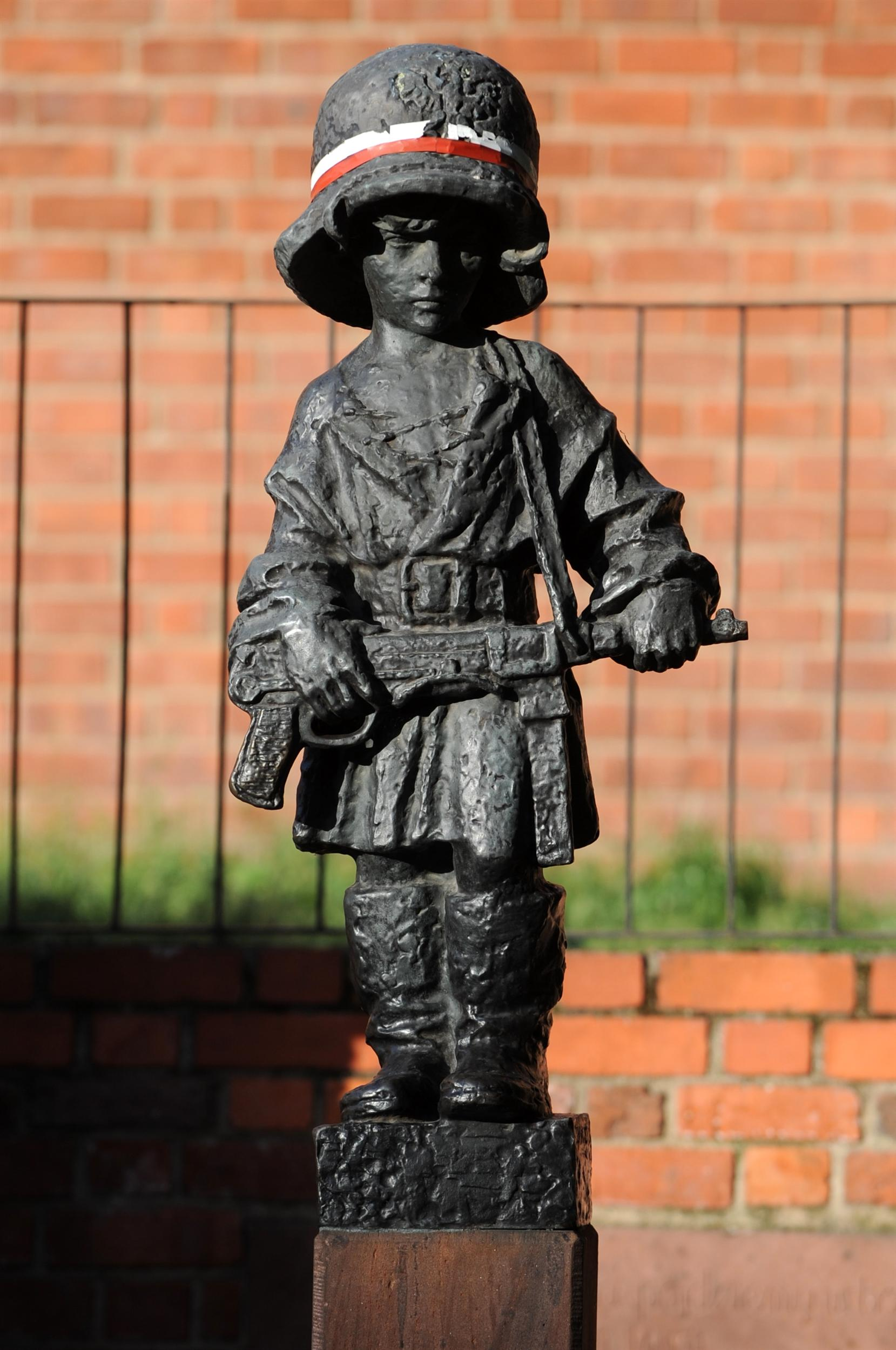
Pomnik Małego Powstańca z 1983 przy ul. Podwale w Warszawie

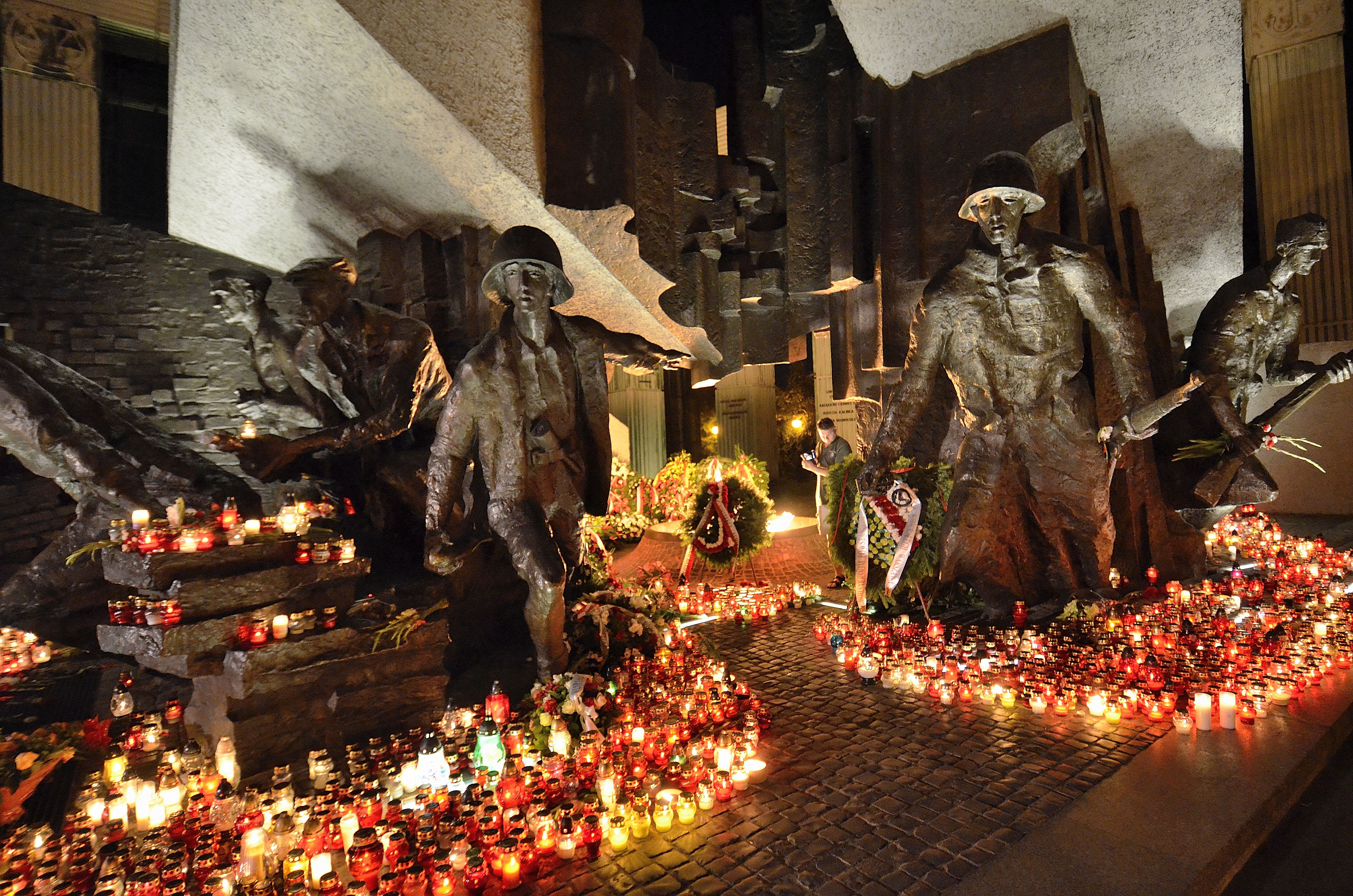
Fragment Pomnika Powstania Warszawskiego z 1989 na pl. Krasińskich w Warszawie

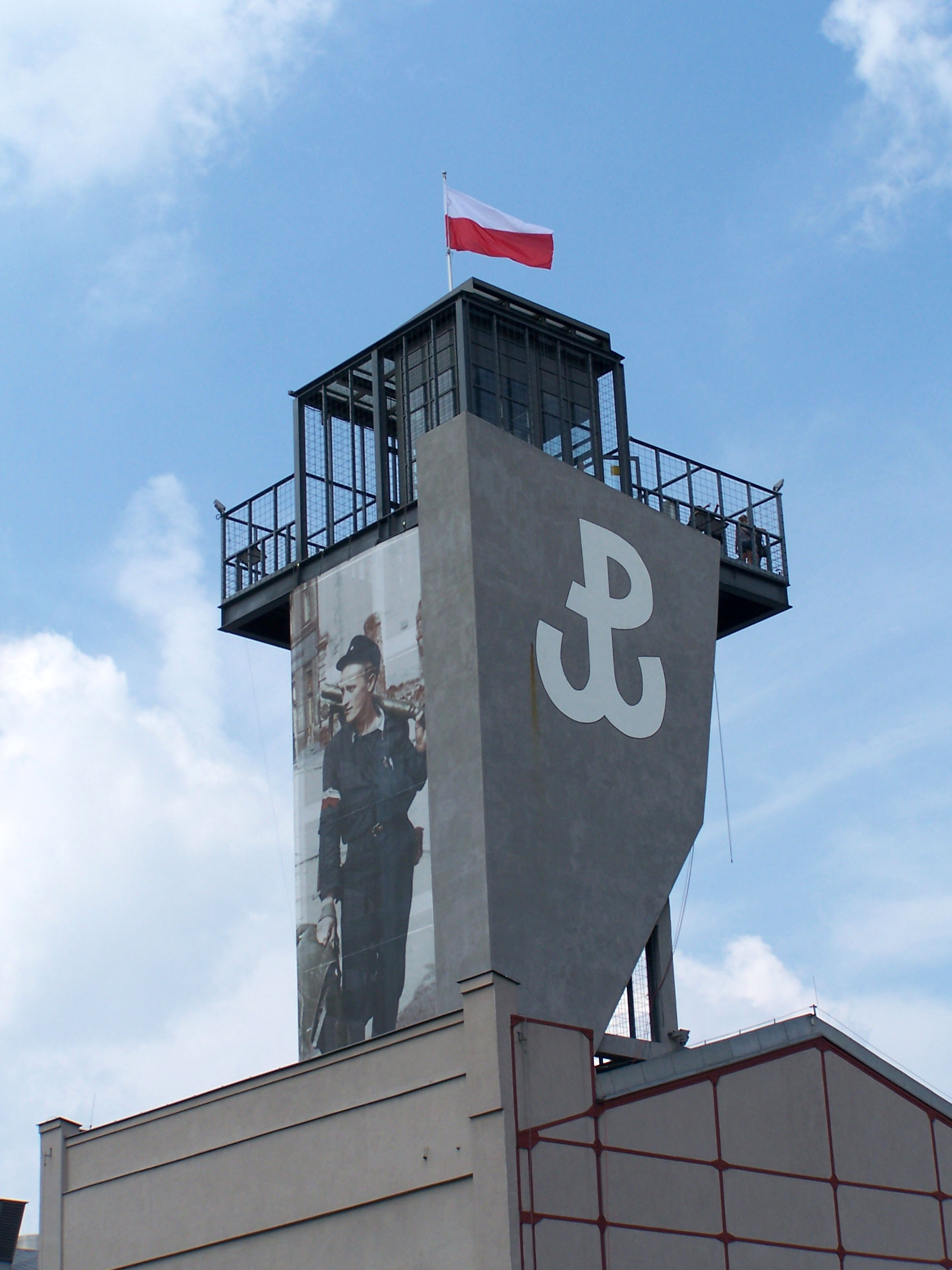
Muzeum Powstania Warszawskiego

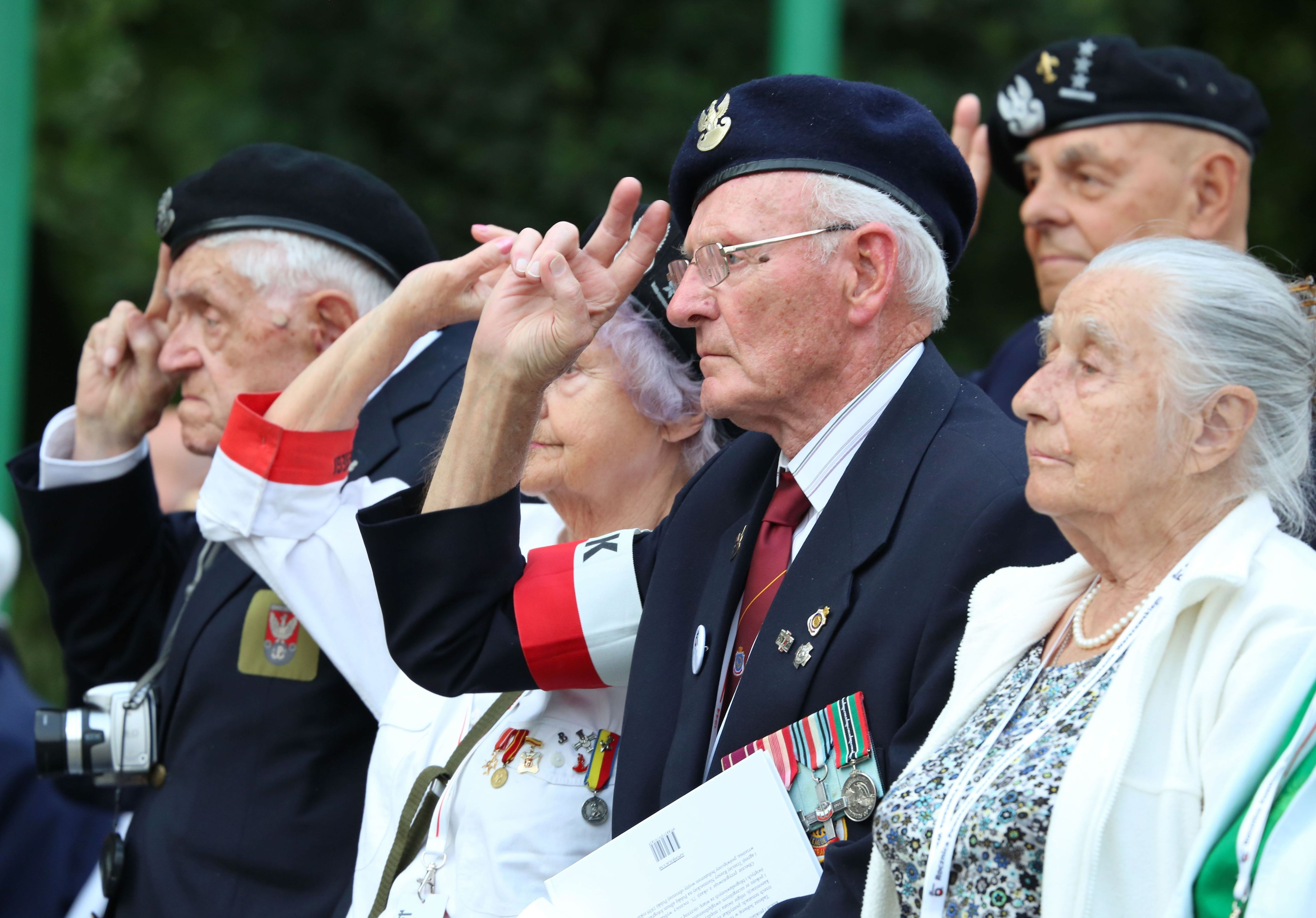
Weterani powstania. Uroczystości 70. rocznicy zrywu pod pomnikiem Polegli Niepokonani

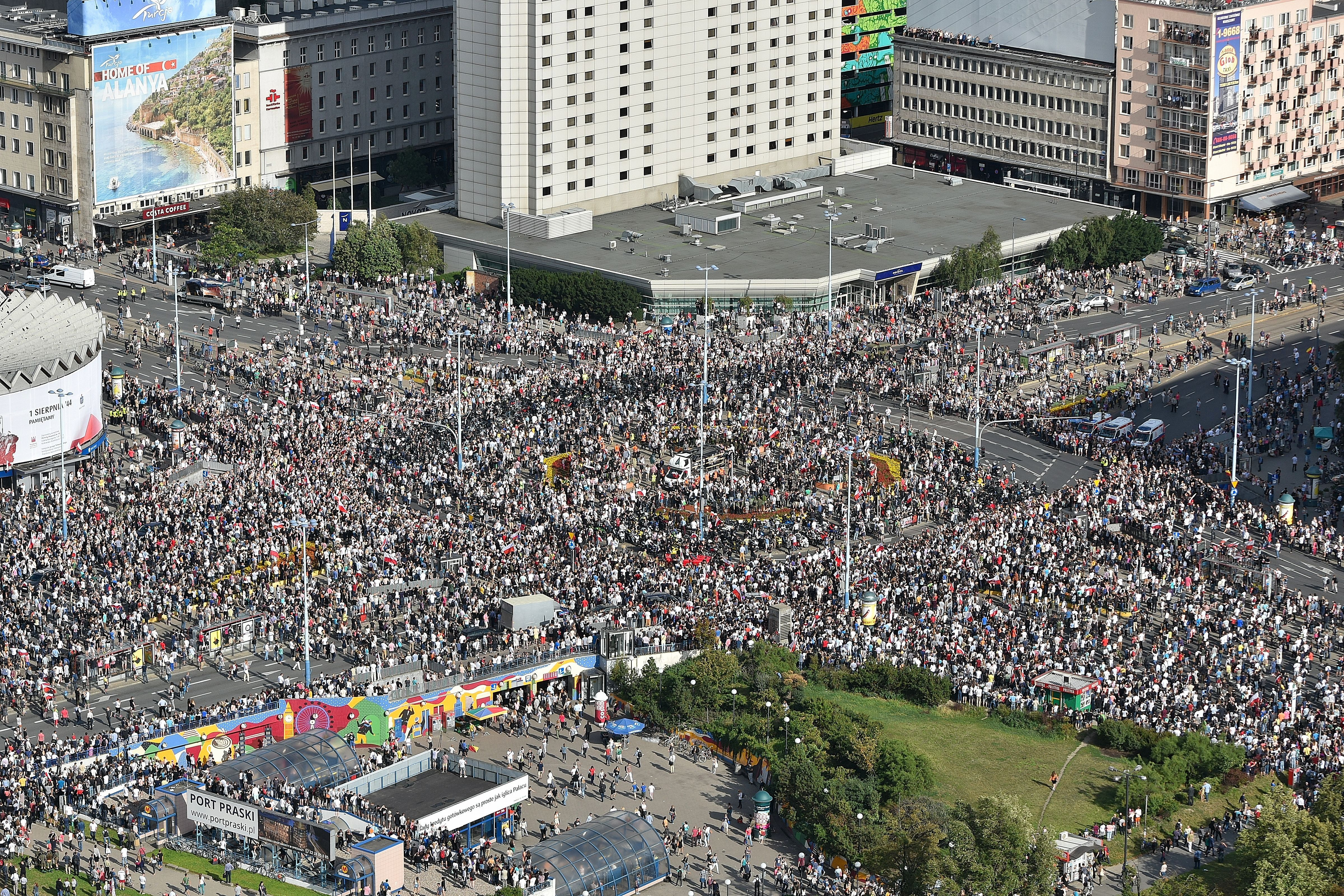
Upamiętnienie godziny „W” na rondzie Romana Dmowskiego (2016)

Na początku lipca 1945 Jerzy Albrecht zwrócił się z apelem o powołanie „komitetu uczczenia pamięci bohaterów powstania warszawskiego”. W rezultacie 6 lipca 1945 robotnicy uczestniczący w specjalnie zwołanym wiecu na terenie elektrowni warszawskiej wystosowali do rządu oraz władz miasta Warszawy apel w sprawie budowy pomnika powstania warszawskiego. Trzy dni później opublikowano uchwałę plenum Rady Związków Zawodowych, inicjującą zbiórkę pieniężną na ten cel. Przeprowadzony został również konkurs na projekt architektoniczny, ogłoszony przez Biuro Odbudowy Stolicy. 11 lipca został powołany Stołeczny Komitet Obchodu Pierwszej Rocznicy Powstania Sierpniowego w Warszawie, w skład którego weszli m.in. gen. Marian Spychalski i prezydent stolicy Stanisław Tołwiński.
W pierwszą rocznicę powstania na cmentarzu Powązkowskim nastąpiło odsłonięcie tymczasowego pomnika ku czci poległych dokonane przez prezydenta Tołwińskiego. W sali obrad Krajowej Rady Narodowej w warszawskiej „Romie” miała też miejsce uroczysta akademia. Na ówczesnym pl. Napoleona i na Krakowskim Przedmieściu odprawiono msze okolicznościowe.
Pierwszy pomnik powstania warszawskiego odsłonięto w Słupsku w 1946. Powstał on z inicjatywy weteranów zrywu, którzy osiedlili się w tym mieście po zakończeniu wojny. W lutym 1946 powołana z inicjatywy nowych władz Komisja Likwidacyjna b. AK Obszar Centralny ogłosiła konkurs na pomnik upamiętniający poległych żołnierzy AK. Rezultatem działań Komisji było odsłonięcie w drugą rocznicę wybuchu powstania, 1 sierpnia 1946, na cmentarzu Wojskowym na Powązkach pomnika Gloria Victis. Także w drugą rocznicę powstania, 1 sierpnia 1946, odsłonięto w Dąbrównie kapliczkę maryjną ku czci poległych powstańców. Od 1946 do 1950 trwało usypywanie kopca Powstania Warszawskiego ze stołecznych gruzów (potem pozostawał przez wiele lat zaniedbany – podobnie jak utworzony zaraz po wojnie Cmentarz Powstańców Warszawy).
W 1948 na Cmentarzu Wolskim odsłonięto tablicę pamiątkową ku czci pomordowanych w rzezi Woli z napisem „40 000 spalonych ofiar mordów hitlerowskich – 20 000 kg prochów”. Począwszy od 1949 znajdujące się w Warszawie miejsca walk i egzekucji z okresu okupacji i powstania warszawskiego były upamiętniane wykonanymi z piaskowca tablicami projektu Karola Tchorka lub tablicami stawianymi przez ZBoWiD (zazwyczaj nawiązującymi wyglądem do tablic Tchorka). Walki powstańcze zostały także upamiętnione na Grobie Nieznanego Żołnierza w Warszawie, napisem na jednej z tablic: „Powstanie 1 VIII – 2 X 1944” (po 1990 zmienione na: „Powstanie Warszawskie 1 VIII – 2 X 1944”).
Jeszcze w 1949 w nakładzie ok. 7 tys. egzemplarzy w prywatnym wydawnictwie „Mieczysław Fuksiewicz i S-ka” ukazała się powieść uczestnika powstania Stanisława Podlewskiego Przemarsz przez piekło, traktująca o powstańczych losach Starego Miasta.
Od początku okresu stalinowskiego do 1954 władze realizowały strategię walki z pamięcią o Powstaniu. Uroczystościom upamiętniającym powstanie starano się nadać niewielki rozgłos i wyłącznie lokalny charakter. Na kilka dziesięcioleci zablokowano także budowę pomnika powstania warszawskiego.
Od 1954 następowało, jeszcze częściowe, przywracanie pamięci o powstaniu. Dotychczasową politykę wobec pamięci o powstaniu zaczęto nazywać „bezduszną”. 11 marca 1956 w piśmie „Po prostu” ukazał się artykuł Jerzego Ambroziewicza, Walerego Namiotkiewicza i Jana Olszewskiego pt. „Na spotkanie ludziom z AK”, który przełamał jedynie negatywną narrację oficjalną odnośnie do AK, dotyczącą m.in. kwestii żołnierzy AK w powstaniu warszawskim. W kwietniowym numerze „Twórczości” ukazało się opowiadanie Jerzego Stawińskiego „Kanały”, a 15 kwietnia 1956 w „Trybunie Ludu” Alicja Solska – żona ówczesnego wicepremiera Piotra Jaroszewicza, porucznik AL i uczestniczka powstania – opublikowała artykuł „W sprawie byłych AK-owców” zawierający pochwałę żołnierzy AK walczących w powstaniu. W sierpniu 1956 w piśmie „Świat” Władysław Bartoszewski zaczął publikować kronikę wydarzeń powstania ze zdjęciami autorstwa Eugeniusza Lokajskiego.
W 1956 rocznica wybuchu Powstania miała szczególnie uroczysty charakter. W przeddzień rocznicy na ulicach Warszawy zapłonęły znicze umieszczone w żołnierskich hełmach, a przy miejscach pamięci stanęły warty uczestników Powstania, żołnierzy LWP, harcerzy i ZMP-owców. 1 sierpnia odbyły się uroczystości na cmentarzu Wojskowym na Powązkach, gdzie również zaciągnięto warty honorowe i złożono wieńce zarówno pod pomnikami żołnierzy AK, jak i AL. W Teatrze Wielkim odbył się uroczysty koncert ku czci bohaterów powstania, w którym występowali m.in. Barbara Hesse Bukowska i Mieczysław Fogg. Z ramienia władz wzięli udział sekretarz KC PZPR Jerzy Albrecht i pierwszy sekretarz Komitetu Warszawskiego PZPR Stefan Staszewski. We wszystkich uroczystościach brali udział członkowie byłego dowództwa AK – płk Jan Rzepecki i płk Jan Mazurkiewicz – „Radosław”. Powołano również społeczny komitet budowy Pomnika Bohaterów Warszawy (w tym powstańców 1944) w skład którego weszli też byli żołnierze AK m.in. Michał Issajewicz, Stanisław Jankowski, Jan Mazurkiewicz, Stanisław Płoski i Jan Rzepecki.
W 1957 na Żoliborzu odsłonięto pomnik żołnierzy AK poległych w ataku na Dworzec Gdański oraz tablicę na budynku kotłowni WSM przy ul. Suzina upamiętniającą pierwsze walki w powstaniu. W tym samym roku w Centralnym Parku Kultury odsłonięto pomnik Powstańców Czerniakowa i Żołnierzy 1 Armii Wojska Polskiego, a pl. Napoleona przemianowano na pl. Powstańców Warszawy. W przeddzień rocznicy Powstania przed Grobem Nieznanego Żołnierza odbył się apel poległych w którym wzięli udział byli powstańcy w bojowych mundurach powstańczych.
1 sierpnia 1959 przed wszystkimi miejscami upamiętniającymi walki powstańcze warty honorowe wystawiło Ludowe Wojsko Polskie. W tym roku ukazała się książka Jerzego Kirchmayera pt. Powstanie warszawskie.
20 lipca 1964 na pl. Teatralnym w Warszawie uroczyście odsłonięto pomnik Bohaterów Warszawy (pomnik „warszawskiej Nike”). Nie był on poświęcony jedynie pamięci powstańców warszawskich, lecz „wszystkich patriotów, którzy padli w Warszawie w latach 1939–1945”. Budziło to duże kontrowersje społeczne, gdyż duża część opinii publicznej życzyła sobie pomnika poświęconego tylko Powstaniu. Z projektu architektonicznego usunięto wszystkie elementy budzące skojarzenia z powstaniem. Społeczny Komitet Budowy tego pomnika powstał w 1956 i w jego skład, akceptując jego ideę, weszli m.in. Maria Dąbrowska, Tadeusz Kotarbiński, Władysław Broniewski, Stanisław Lorentz, Pola Gojawiczyńska, Stefan Kieniewicz, Adolf Rudnicki, Ewa Szelburg–Zarębina, Kazimierz Brandys, Xawery Dunikowski, Szymon Syrkus, a z walczących czynnie podczas okupacji m.in. Jan Rzepecki, Jan Mazurkiewicz, Mieczysław Moczar oraz Juliusz Rómmel.
W 1964 roku oraz w 1984 roku Poczta Polska wyemitowała znaczki pocztowe z okazji odpowiednio 20. i 40. rocznicy powstania.
W 1973 na Cmentarzu Powstańców Warszawy stanął pomnik Polegli Niepokonani.
W 1975 odsłonięto pomnik upamiętniający ofiary (ponad 220 osób) wybuchu z 13 sierpnia 1944 r. niemieckiego borgwarda z ładunkiem wybuchowym przy ul. Kilińskiego.
W 1979 na pl. Powstańców Warszawy odsłonięto płytę ku czci żołnierzy batalionu AK „Kiliński”, walczących w tym rejonie od pierwszych godzin powstania. W tym samym roku po raz pierwszy zorganizowano niezależne od władz obchody rocznicy powstania. Od tego momentu aż do 1989 odbywały się osobno uroczystości oficjalne i uroczystości niezależne, organizowane przez środowiska opozycyjne przy wsparciu Kościoła katolickiego.
W 1983 z inicjatywy warszawskich harcerzy przy zewnętrznym murze obronnym Starego Miasta odsłonięto pomnik Małego Powstańca. W lipcu tegoż roku w warszawskiej Fabryce Norblina otwarto wystawę „Warszawa walczy. 63 dni Powstania Warszawskiego”. Wystawę odwiedziło ponad 2 mln osób, cieszyła się także ogromnym zainteresowaniem podczas prezentacji w innych miastach.
W 1984 roku Poczta Polska wypuszcza serię czterech znaczków pocztowych z okazji 40 rocznicy Powstania.
W 1985 przy ul. Dworkowej na Mokotowie odsłonięto pomnik upamiętniający żołnierzy pułku „Baszta”, zamordowanych w tym miejscu w ostatnich dniach powstania. W tym samym roku na Pradze odsłonięto także tzw. pomnik Kościuszkowców, poświęcony żołnierzom 1. Armii WP poległym w walkach o przyczółki warszawskie.
Po wydarzeniach sierpnia 1980 powrócono do idei budowy pomnika powstania, a także zorganizowania poświęconych im archiwum oraz muzeum. W 1980 powołano niezależny Społeczny Komitet Budowy Pomnika Powstania 1944 r. Mimo niesprzyjającego klimatu politycznego Komitet przeprowadził konkurs na projekt architektoniczny oraz zbiórkę pieniężną. Zwycięską pracą konkursową okazał się projekt autorstwa Piotra T. Rzeczkowskiego i Marka Ambroziewicza. W 1984 władze odgórnie zawiesiły jednak prezydium Komitetu i wyznaczyły mu nowe władze, złożone z przedstawicieli ZBoWiD. Przejąwszy fundusze Komitetu nowy zarząd ogłosił kolejny konkurs, w wyniku którego wybrano projekt autorstwa Wincentego Kućmy i Jacka Budyna. Doprowadzono także do zmiany nazwy pomnika na „Pomnik Bohaterów Powstania Warszawskiego 1944”. Ostatecznie, mimo protestów ze strony m.in. części środowisk architektonicznych i artystycznych, władze Warszawy wydały w kwietniu 1988 decyzję o budowie pomnika według projektu Kućmy i Budyna. Akt erekcyjny pod pomnik wmurowano w obecności ówczesnego I sekretarza PZPR gen. Wojciecha Jaruzelskiego. Monument – znany obecnie pod nazwą Pomnik Powstania Warszawskiego – odsłonięto 1 sierpnia 1989 na pl. Krasińskich w Warszawie.

### Po 1989 roku
Pełne upamiętnienie powstania warszawskiego stało się możliwe dopiero po przełomie politycznym 1989. 31 lipca 2004 zostało otwarte Muzeum Powstania Warszawskiego, które prowadzi działalność naukowo-badawczą oraz edukacyjną poświęconą dziejom powstania oraz historii i dorobkowi Polskiego Państwa Podziemnego. W tym samym roku przy stołecznej ul. Leszno odsłonięto pomnik Ofiar Rzezi Woli. 1 października 2010 w Pruszkowie otwarto Muzeum Dulag 121, dokumentujące historię niemieckiego obozu przejściowego Dulag 121 oraz losy mieszkańców Warszawy wypędzonych z miasta w czasie powstania 1944. Ponadto po 1989 z inicjatywy władz miejskich i środowisk kombatanckich odsłonięto w Warszawie szereg pamiątkowych tablic, głazów, krzyży i niewielkich pomników poświęconych poszczególnym oddziałom powstańczym lub uczestnikom warszawskiego zrywu.
W 2009 Sejm Rzeczypospolitej Polskiej z inicjatywy prezydenta RP Lecha Kaczyńskiego ustanowił Narodowy Dzień Pamięci Powstania Warszawskiego. Ma on status święta państwowego i obchodzony jest corocznie 1 sierpnia. Ponadto w 2003 Rada m.st. Warszawy ustanowiła lokalne święto pod nazwą Dzień Pamięci Warszawy, które również obchodzone jest corocznie w rocznicę wybuchu powstania warszawskiego.
W 2018 przy ul. Nowolipie 22 w Warszawie otwarto Dom Wsparcia dla Powstańców Warszawy.

## Powstanie warszawskie w kulturze

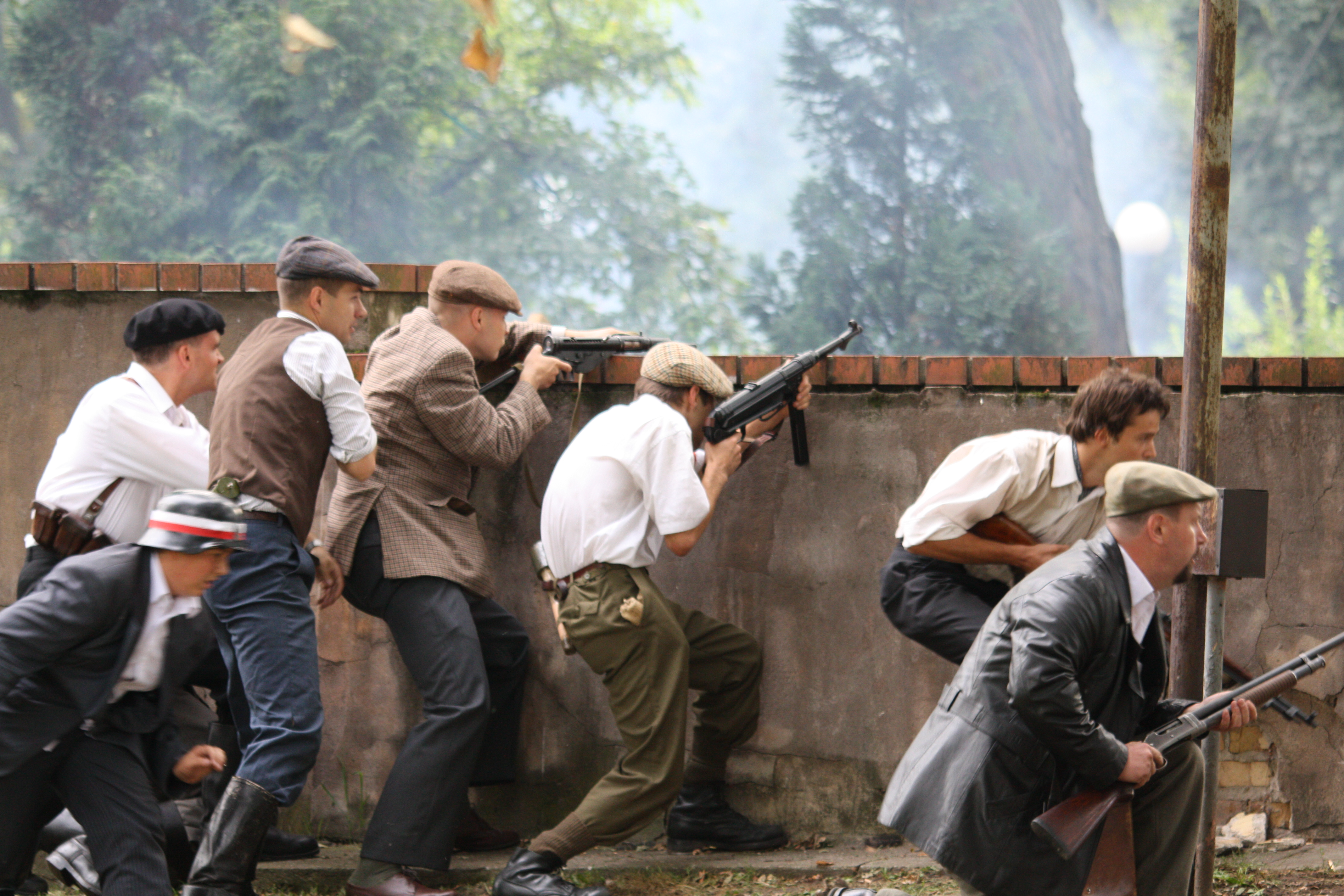
Rekonstrukcja historyczna walk na Mokotowie w 1944

Temat powstania warszawskiego pojawił się wpierw w literaturze pięknej i literaturze faktu. Walki i życie w powstańczej Warszawie opisywali m.in. Miron Białoszewski (Pamiętnik z powstania warszawskiego), Kazimierz Brandys (Miasto niepokonane), Roman Bratny (Kolumbowie. Rocznik 20), Jan Dobraczyński (W rozwalonym domu), Aleksander Kamiński (Zośka i Parasol), Czesław Miłosz (Zdobycie władzy), Stanisław Podlewski (m.in. Przemarsz przez piekło i Rapsodia żoliborska), Jarosław Marek Rymkiewicz (Kinderszenen), Jerzy Stefan Stawiński (Godzina „W”, Węgrzy, Kanał oraz Młodego warszawiaka zapiski z urodzin), Aleksander Ścibor-Rylski (Pierścionek z końskiego włosia), Anna Świrszczyńska (Budowałam barykadę), Bronisław Troński (Tędy przeszła śmierć), Melchior Wańkowicz (Ziele na kraterze), Władysław Zambrzycki (Kwatera bożych pomyleńców) i Aleksandra Ziółkowska-Boehm (Kaja od Radosława, czyli historia Hubalowego krzyża) .
Począwszy od końca lat 40. zaczęły również powstawać filmy traktujące o powstaniu warszawskim. Nawiązania do sierpniowego zrywu znalazły się m.in. w nakręconych zaraz po wojnie filmach Zakazane piosenki (reż. Leonard Buczkowski) i Miasto nieujarzmione (reż. Jerzy Zarzycki). Na fali październikowej odwilży próbę rozrachunku z mitologią powstania podjęli Andrzej Wajda (Kanał) i Andrzej Munk (Eroica). Filmową adaptację utworów literackich poświęconych powstaniu stanowiły m.in. Kamienne niebo i Urodziny młodego warszawiaka (reż. Ewa i Czesław Petelscy), Pierścionek z orłem w koronie (reż. Andrzej Wajda), film Godzina „W” oraz dwa ostatnie odcinki serialu telewizyjnego Kolumbowie (reż. Janusz Morgenstern), a także spektakl Teatru TV Pamiętnik z powstania warszawskiego . Tematyka powstańcza została również ukazana w filmach Pianista (reż. Roman Polański), Sierpniowe niebo. 63 dni chwały (reż. Ireneusz Dobrowolski), Był sobie dzieciak (reż. Leszek Wosiewicz), Baczyński (reż. Konrad Piwowarski), Powstanie Warszawskie, Miasto 44 (reż. Jan Komasa), a także w spektaklach Teatru TV Ziarno zroszone krwią (reż. Kazimierz Kutz) i Przerwanie działań (reż. Juliusz Machulski). W okresie powstania warszawskiego toczy się także akcja VII serii serialu telewizyjnego Czas honoru (2014).
Powstaniu poświęcono także szereg filmów dokumentalnych i paradokumentalnych, m.in.: 12 ton. Oni tam wszyscy są (reż. Michał Rogalski), Betrayal: the Battle for Warsaw (reż. Andrew Rothstein), Epidemia miłości (reż. Maciej Piwowarczuk), Masakra w klasztorze (reż. Krzysztof Żurowski), Obrońcy Warszawy 1943–44 (reż. André Bossuroy), Warsaw Rising: The Forgotten Soldiers of World War II (reż. David Ensor), Zdobyć miasto (reż. Ewa Ewart).
Powstanie warszawskie stanowi inspirację dla wielu utworów muzycznych – reprezentujących rozmaite gatunki muzyczne i wykonywanych zarówno przez twórców polskich, jak i zagranicznych. Poświęcone były mu zarówno albumy koncepcyjne – m.in. Powstanie Warszawskie (Lao Che), Ocali nas miłość (Organek), Wawa2010.pl (Karolina Cicha et al.), Morowe panny (Dariusz Malejonek et al.), czy Gajcy!, jak również pojedyncze utwory – m.in. „Uprising” (Sabaton).
W malarstwie polskim Bronisław Linke w cyklu „Kamienie krzyczą” (1946) upamiętnił ofiary powstania w getcie warszawskim oraz powstania warszawskiego.